# Casius (cuadrángulo)

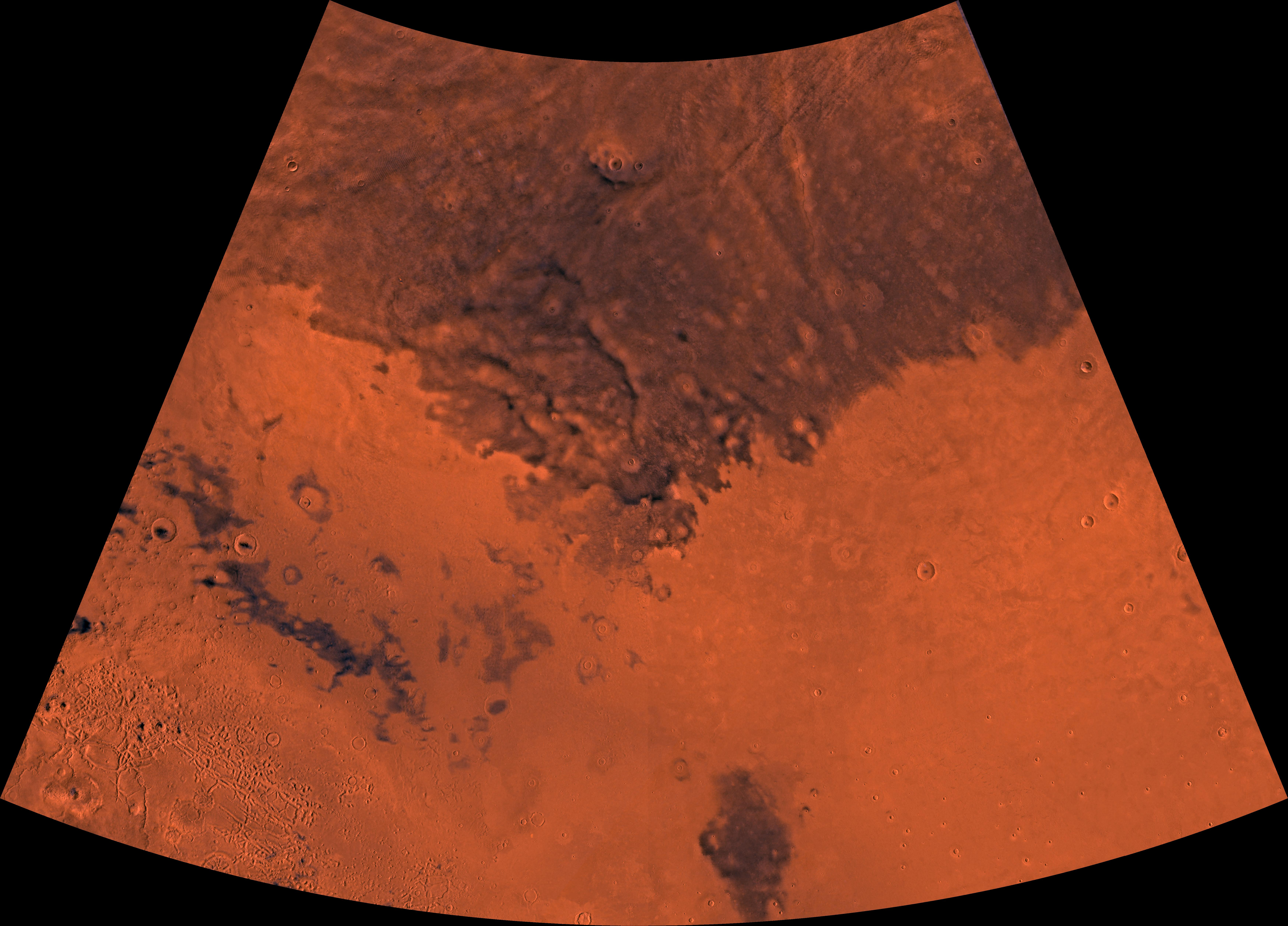
El Cuadrángulo Casius (MC-6). El suroeste contiene Nilosyrtis Mensae (fallas, measa y buttes), el resto es en su mayoría llanuras suaves.

El cuadrángulo de Casius es uno de una serie de 30 mapas cuadrangulares de Marte utilizados por el Programa de Investigación de Astrogeología del Servicio Geológico de los Estados Unidos (USGS). El cuadrángulo está ubicado en la parte norte y central del hemisferio Este de Marte y cubre de 60° a 120° de longitud Este (240° a 300° de longitud Oeste) y de 30° a 65° de latitud Norte. El cuadrángulo utiliza una proyección cónica conforme de Lambert a una escala nominal de 1:5.000.000 (1:5M). El cuadrángulo de Casius también se conoce como MC-6 (por sus siglas en inglés, Mars Chart-6).  El cuadrángulo de Casius contiene parte de Utopia Planitia y una pequeña parte de Terra Sabaea. Las fronteras sur y norte del cuadrángulo Casius tienen aproximadamente 3.065 km y 1.500 km de ancho, respectivamente. La distancia de norte a sur es de unos 2.050 km (un poco menos que la longitud de Groenlandia). El cuadrángulo cubre un área aproximada de 4.9 millones de kilómetros cuadrados, o un poco más del 3% de la superficie de Marte.

## Origen de nombre
Casius es el nombre de una característica de albedo telescópica ubicada a 40 ° N y 100 ° E en Marte. La característica fue nombrada por Schiaparelli en 1888 en honor al monte Casius en Egipto, famoso en la antigüedad por las marismas costeras cercanas en las que se dice que se ahogaron ejércitos enteros. El nombre fue aprobado por la Unión Astronómica Internacional (IAU) en 1958.

## Fisiografía y geología
El cuadrilátero Casius de alta latitud tiene varias características que se cree que indican la presencia de hielo en el suelo. El suelo estampado es una de esas características. Por lo general, las formas poligonales se encuentran hacia los polos de 55 grados de latitud. Otras características asociadas con el hielo subterráneo son la topografía festoneada, los cráteres de moldes anulares y el relleno de cráteres concéntricos.

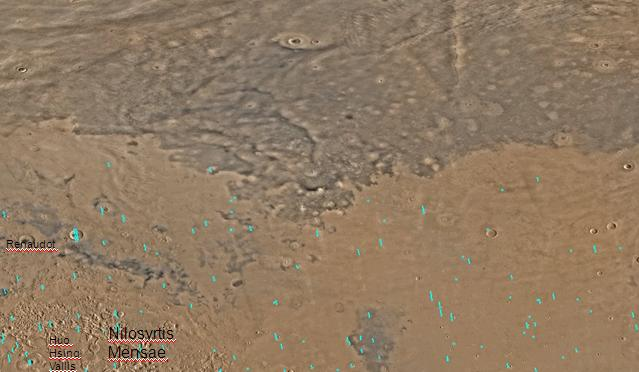
Mapa del cuadrángulo de Casius con las principales características etiquetadas.
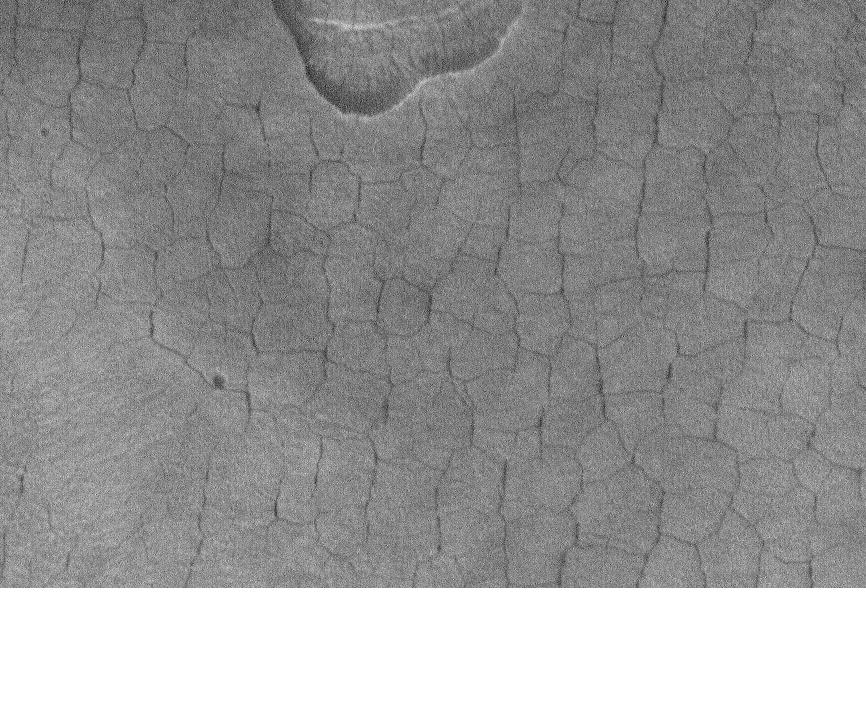
El suelo modelado en forma de características poligonales está asociado con el hielo molido. Es infrecuente encontrarlo tan al sur (45 grados de latitud norte). Fotografía tomada por Mars Global Surveyor.
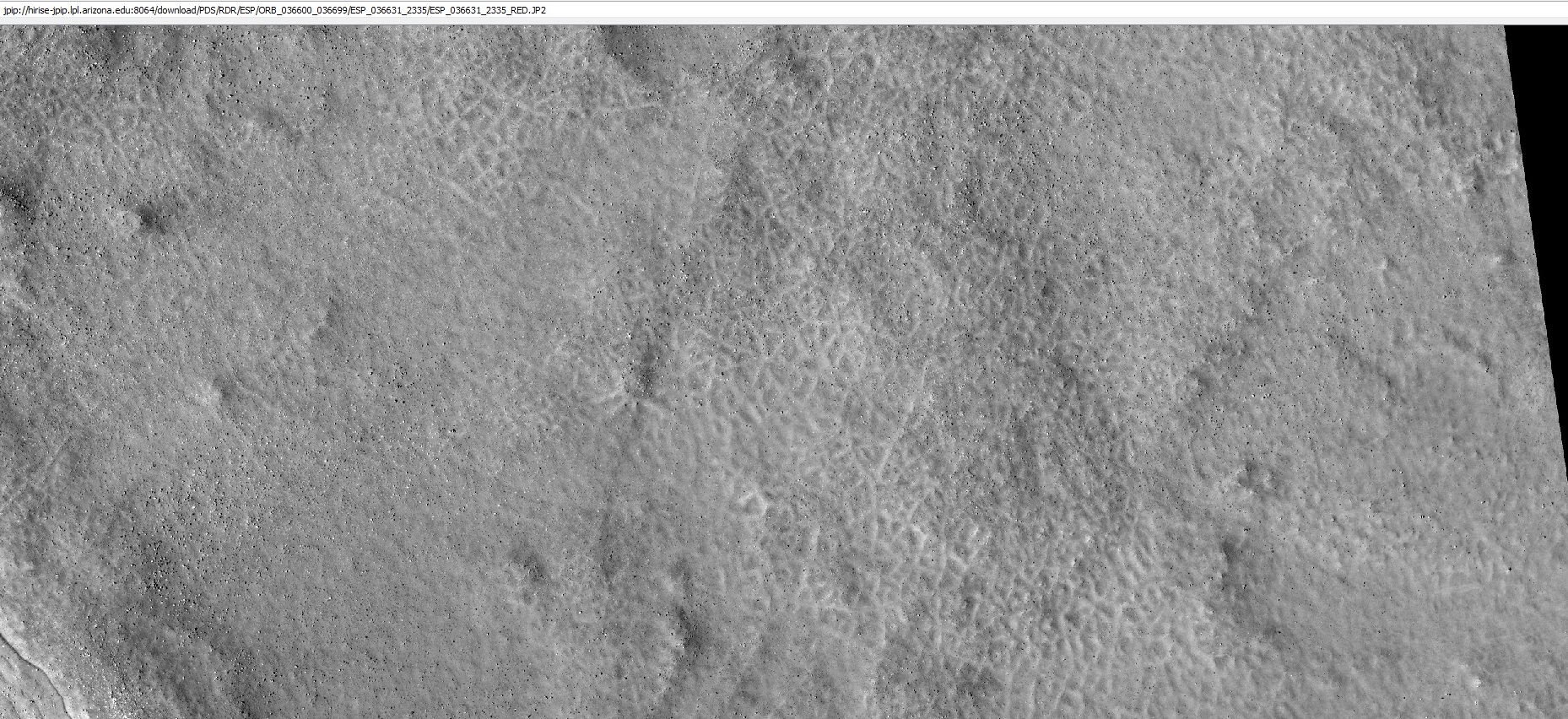
Campo de polígonos de centro bajo cerca del cráter, foto tomada por HiRISE y su programa HiWish. Estas características son comunes donde el suelo se congela y subsecuentemente se derrite.
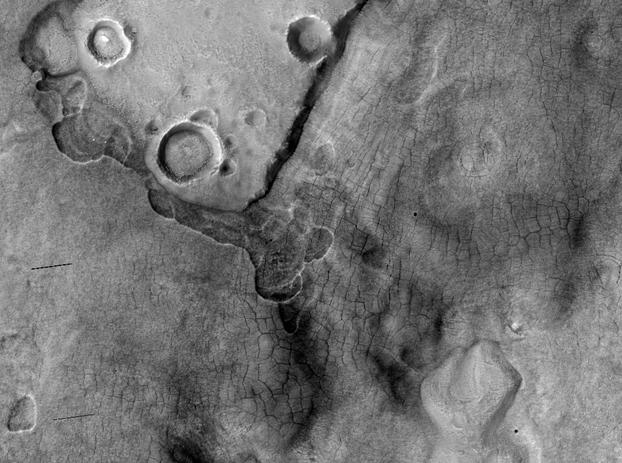
Formas periglaciales en Utopia, foto por HiRISE. Haga clic en la imagen para ver el terreno estampado y la topografía festoneada.

## Suelo estampado poligonal
El suelo poligonal y con patrones es bastante común en algunas regiones de Marte, especialmente en la topografía festoneada.  Se cree comúnmente que es causado por la sublimación del hielo del suelo. La sublimación es el cambio directo de hielo sólido a gas. Esto es similar a lo que sucede con el hielo seco en la Tierra. Los lugares de Marte que muestran un suelo poligonal pueden indicar dónde los futuros colonos pueden encontrar agua helada. El suelo modelado se forma en una capa de manto que cayó del cielo cuando el clima era diferente. El suelo poligonal generalmente se divide en dos tipos: centro alto y centro bajo. El medio de un polígono central alto tiene 10 metros de ancho y sus depresiones tienen de 2 a 3 metros de ancho. Los polígonos del centro bajo tienen entre 5 y 10 metros de ancho y las crestas de los límites tienen entre 3 y 4 metros de ancho. Se han propuesto polígonos de centro bajo como marcador del hielo subterráneo.

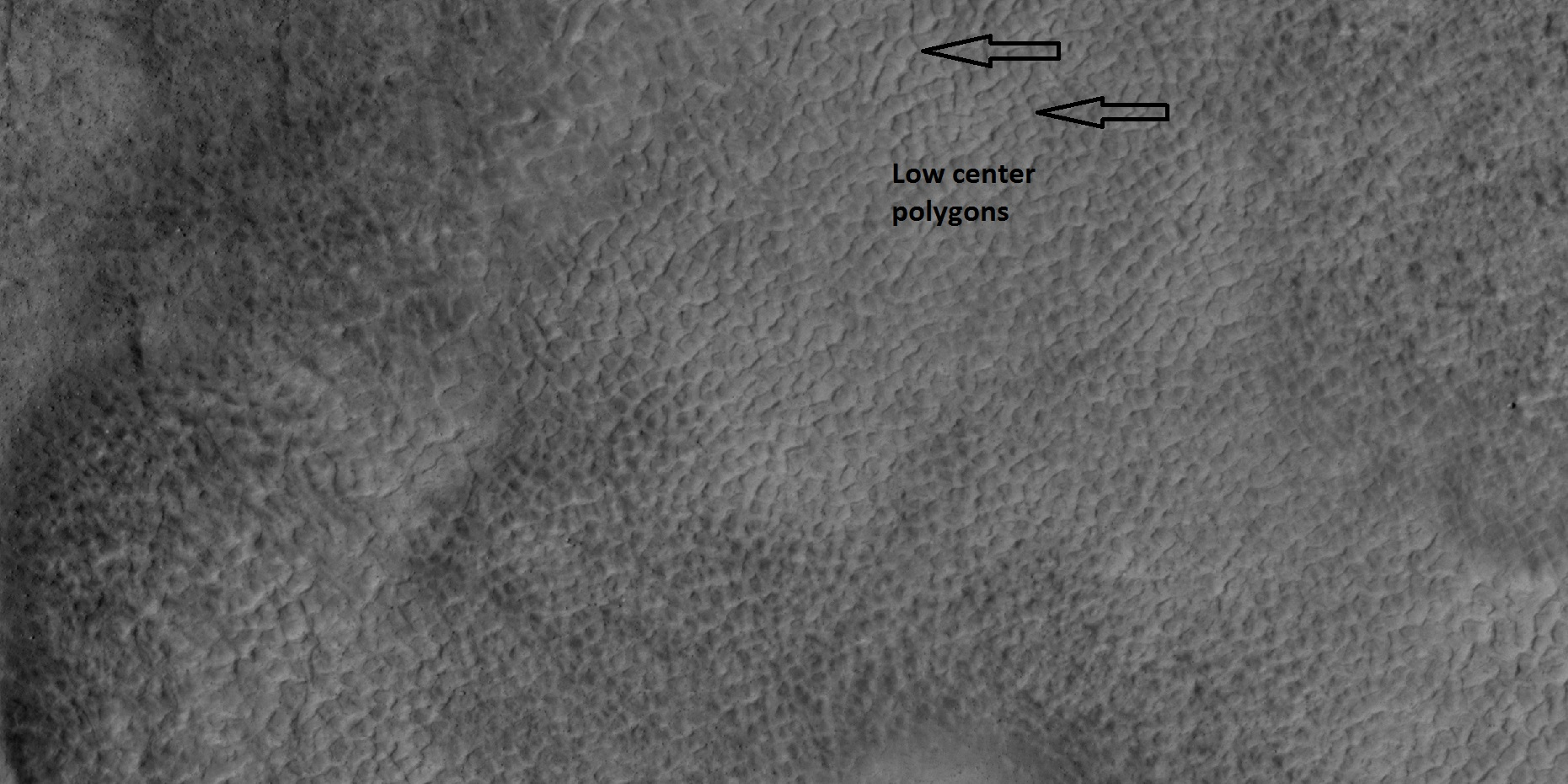
Polígonos de centro bajo, mostrados con flechas, imágenes por HiRISE y su programa HiWish y ampliada con HiView.
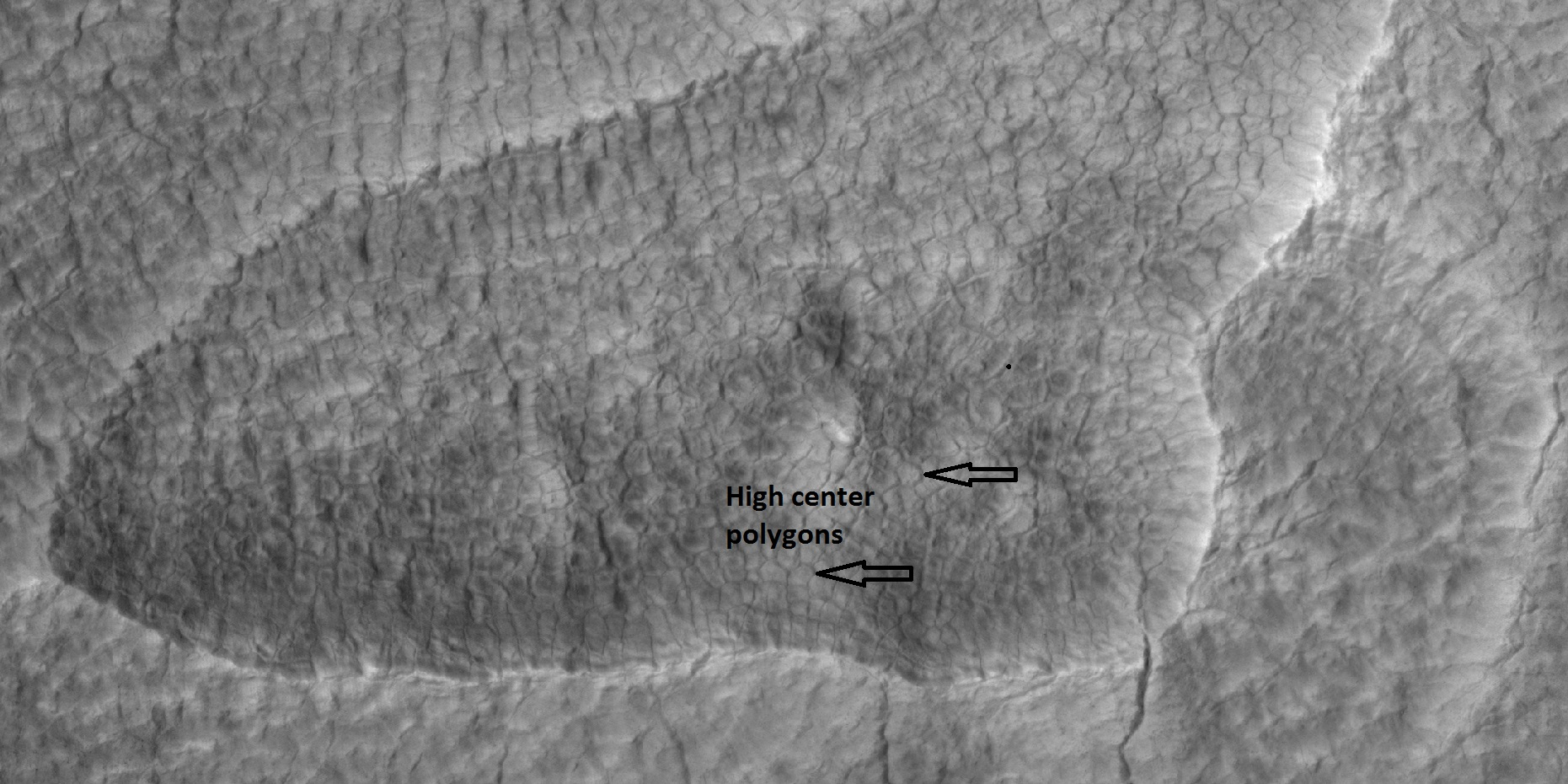
Polígonos de centro alto, mostrados con flechas, imágenes por HiRISE y su programa HiWish y ampliada con HiView.
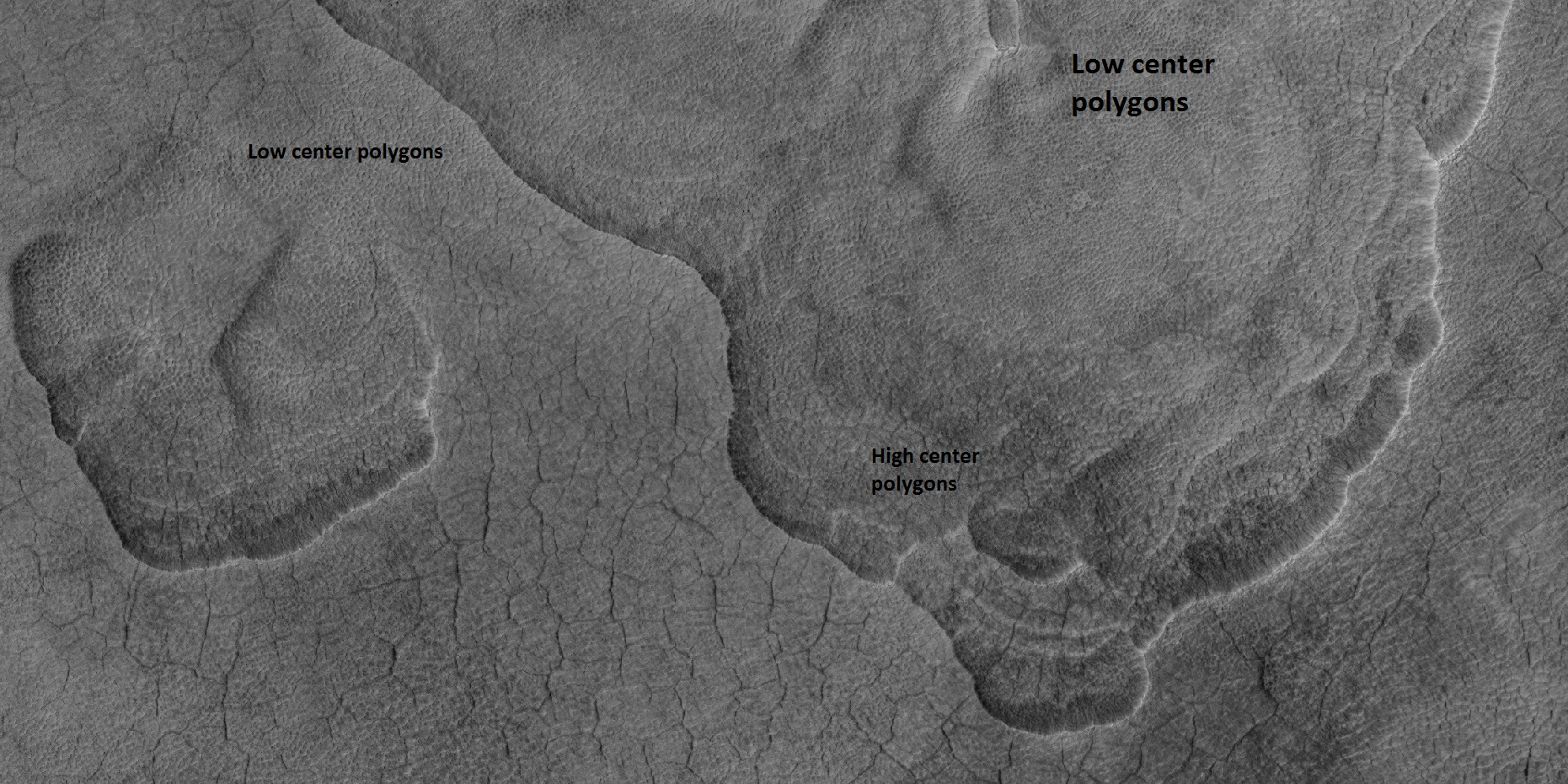
Terreno festoneado etiquetado con polígonos de centro bajo y polígonos de centro alto, imágenes por HiRISE y su programa HiWish y ampliada con HiView.
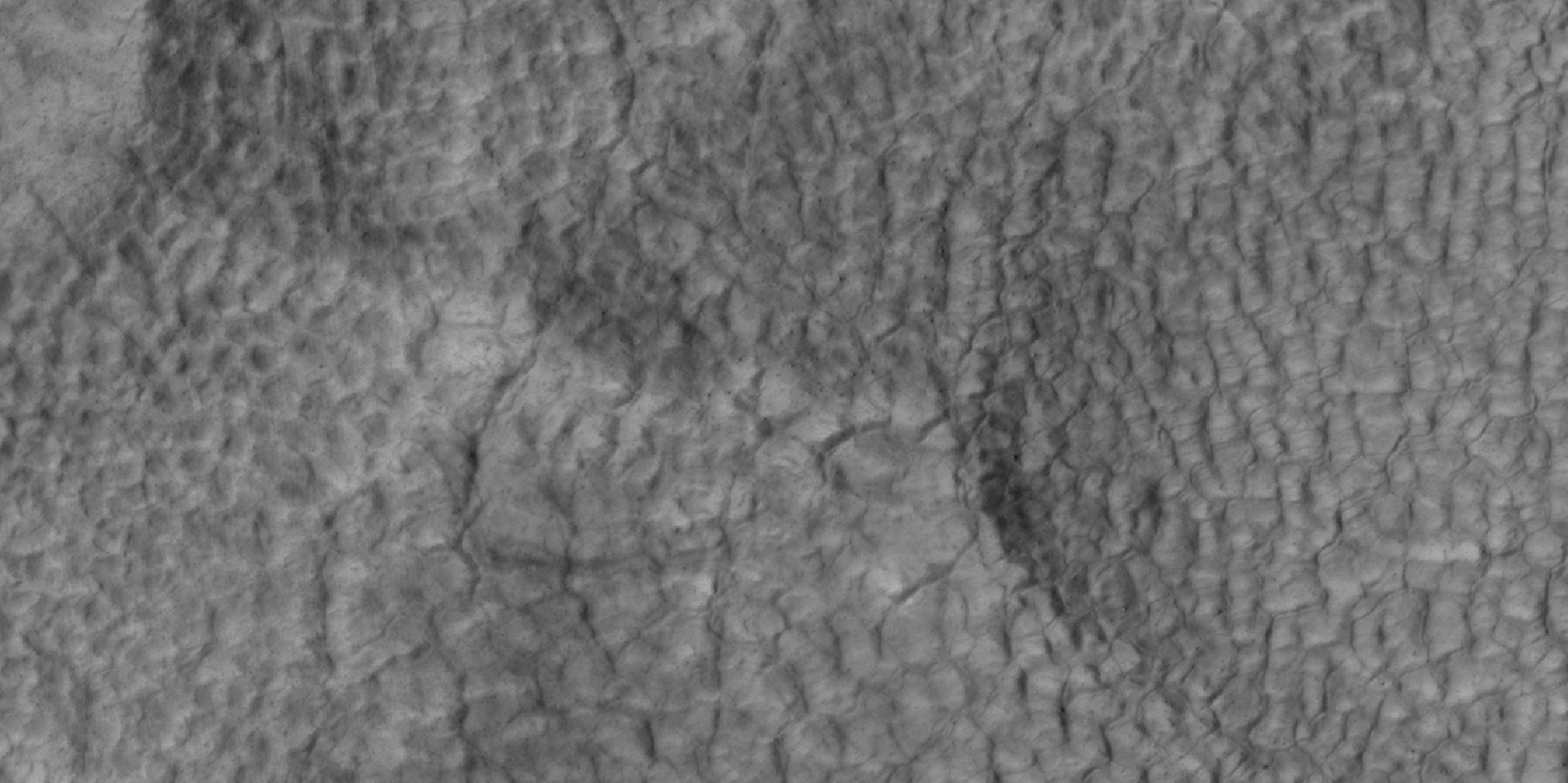
Polígonos de centro alto y bajo, imágenes por HiRISE y su programa HiWish y ampliada con HiView.
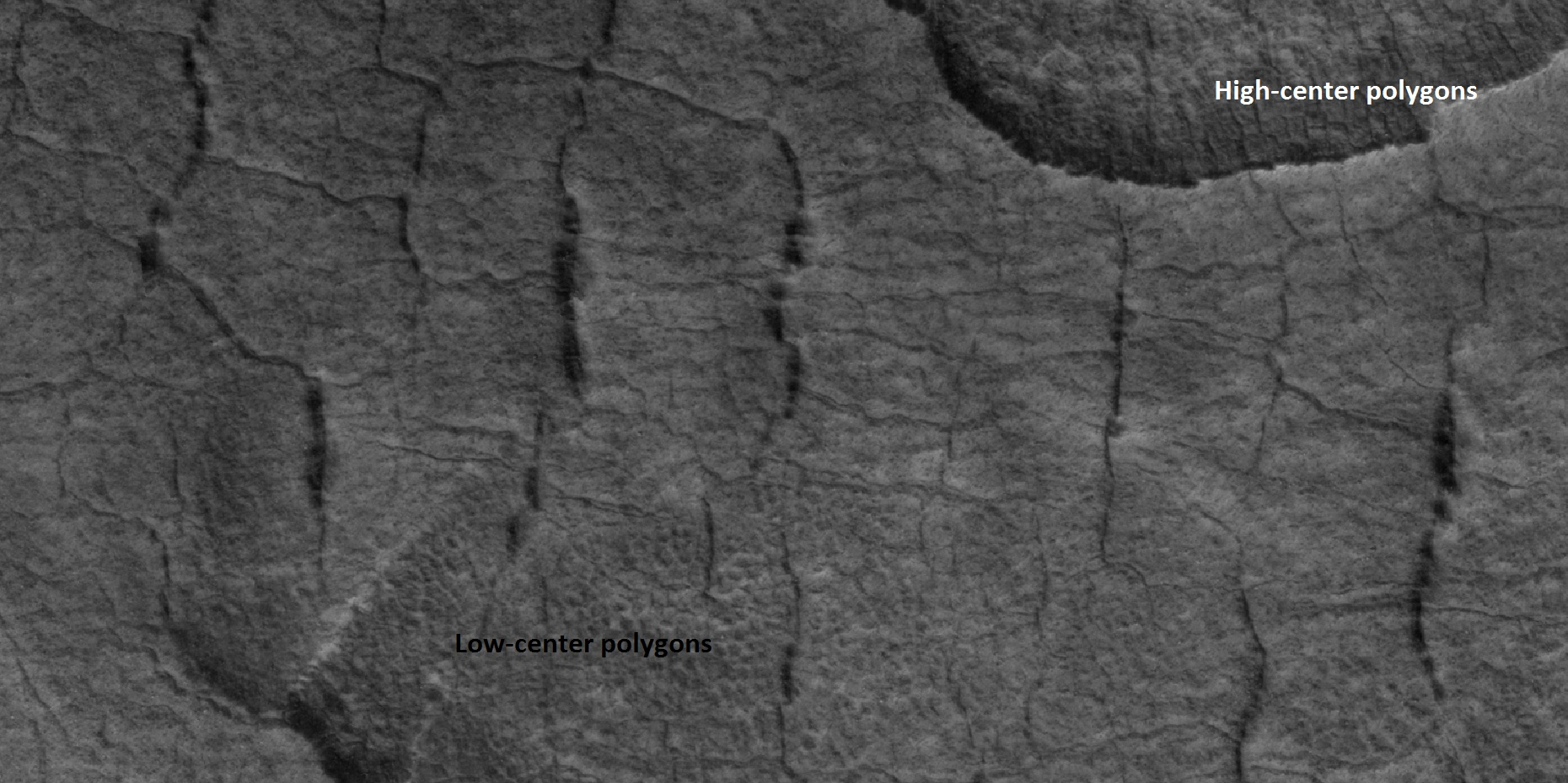
Polígonos de centro alto y bajo en una región de terreno festoneado, imágenes por HiRISE y su programa HiWish
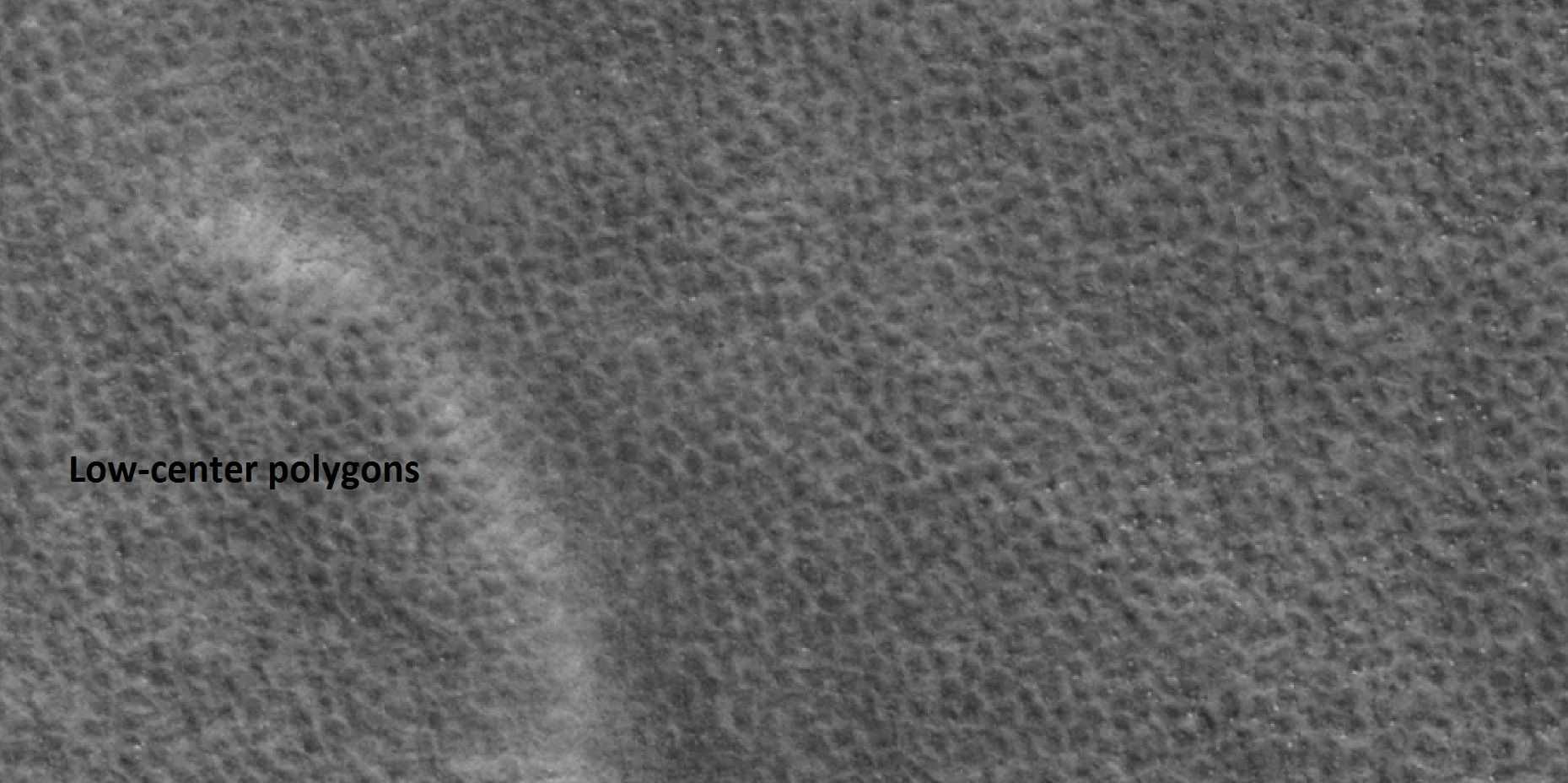
Polígonos de centro bajo en una región de terreno festoneado, imágenes por HiRISE y su programa HiWish
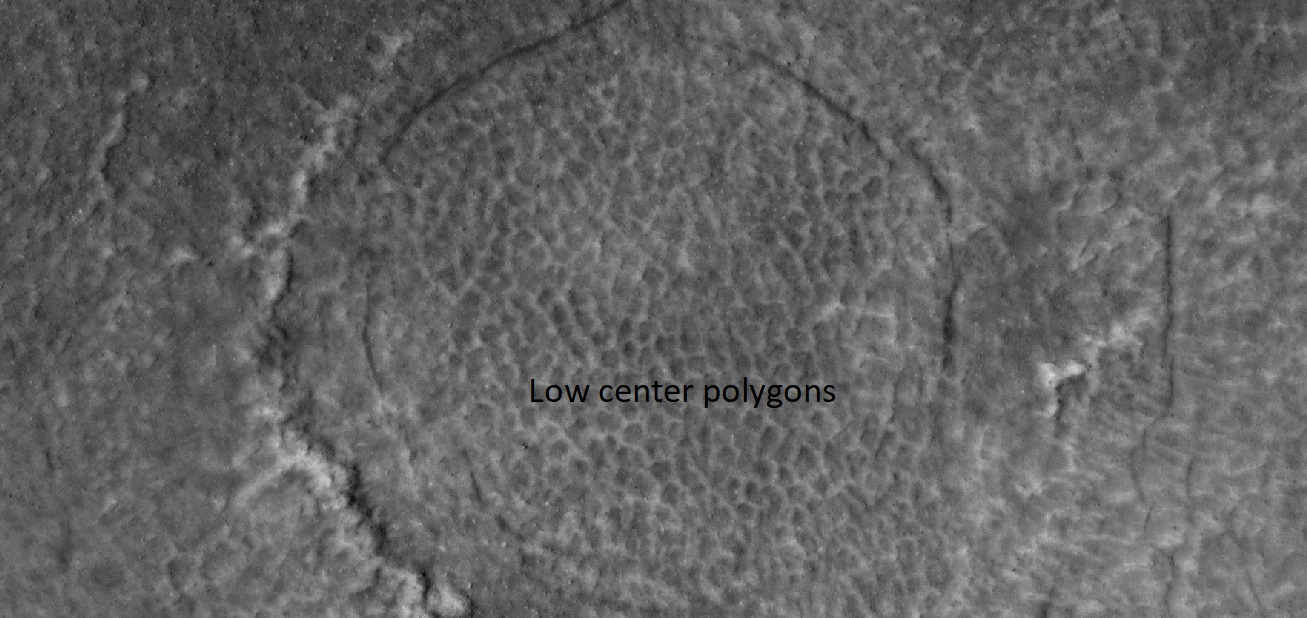
Fondo de cráter con polígonos centrales bajos, imágenes por HiRISE y su programa HiWish
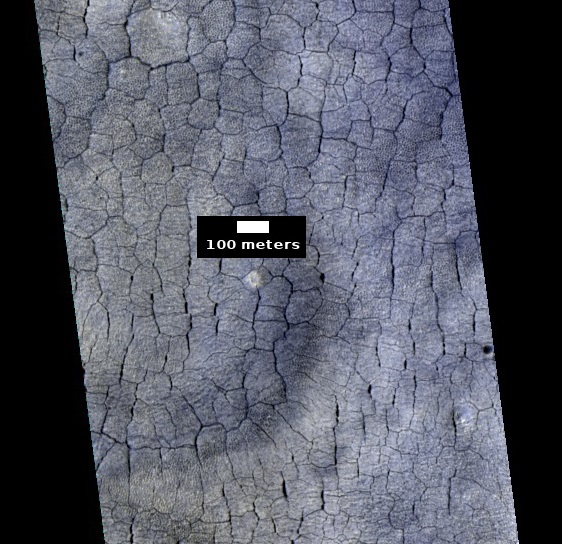
Vista en color del suelo poligonal
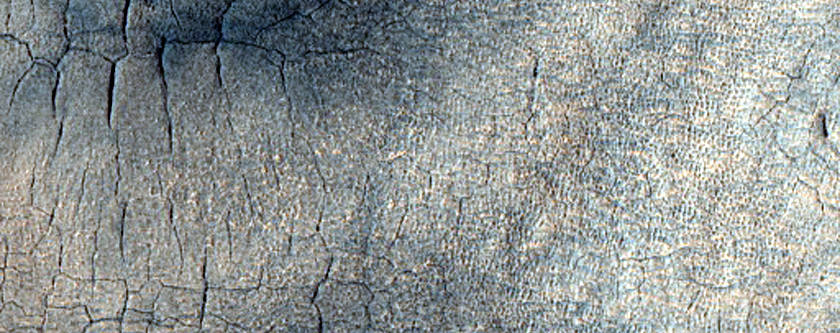
Vista detallada a color del fondo estampado
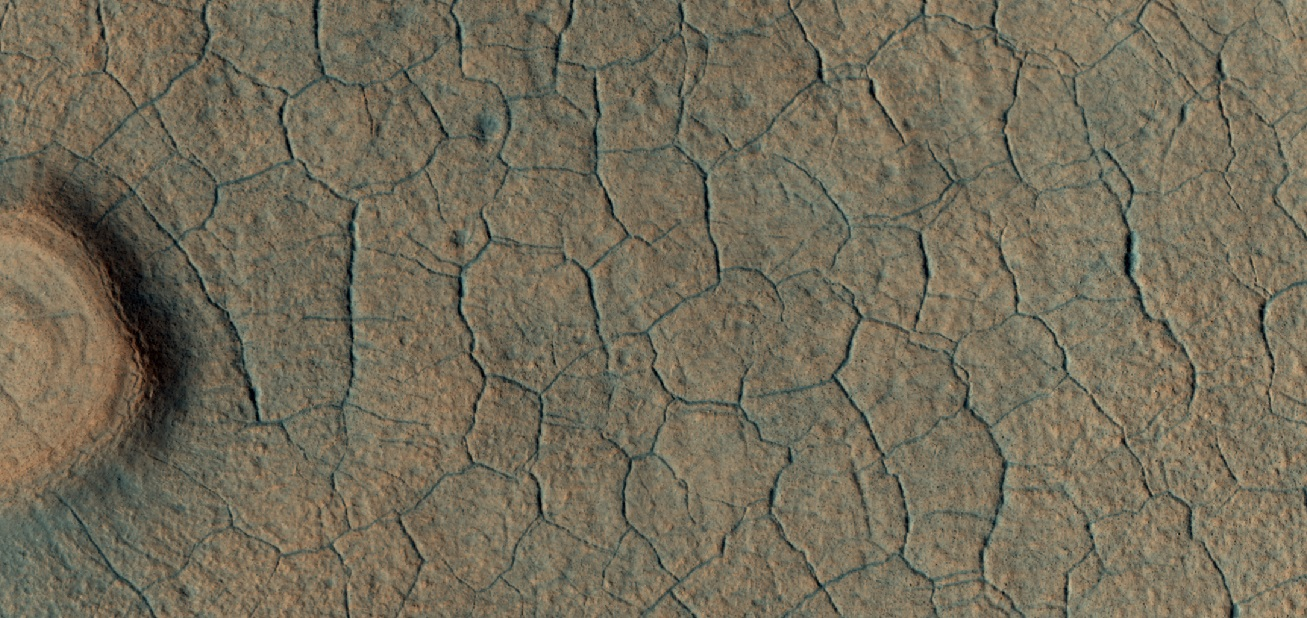
Vista detallada a color del terreno poligonal
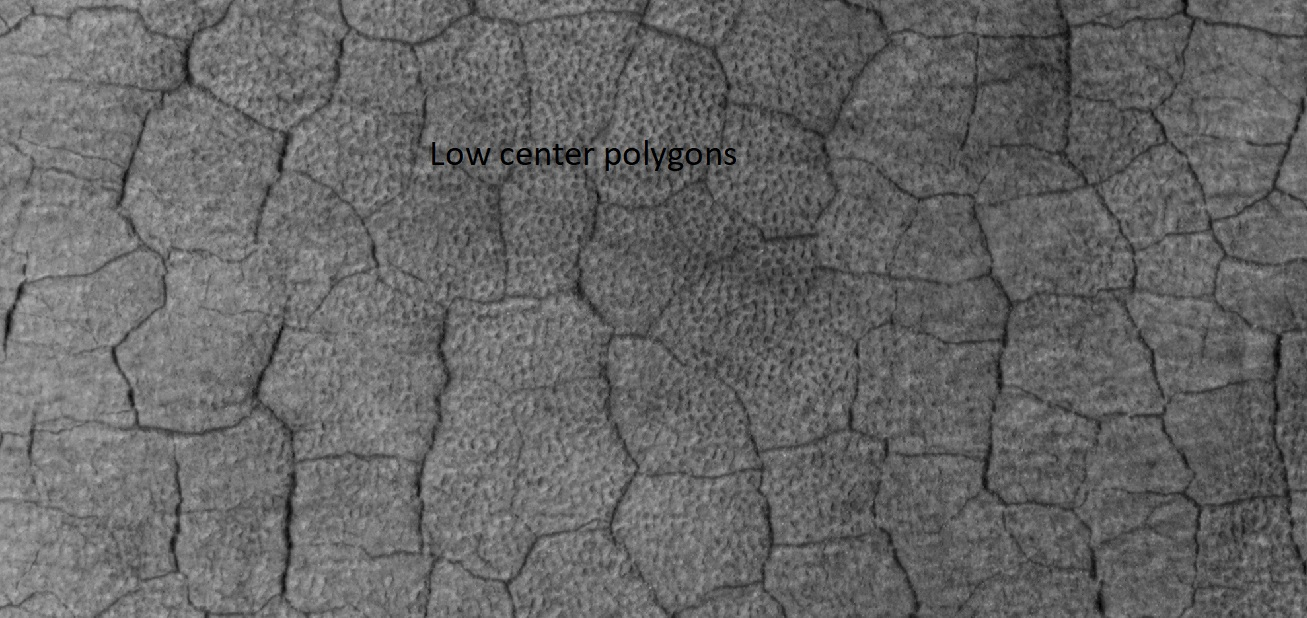
Terreno poligonal grandes y pequeños. El área con polígonos pequeños de centro de elevación baja está etiquetada.

## Cráteres de moldes anulares
Los cráteres de moldes anulares se parecen a los moldes anulares que se utilizan para hornear. Se cree que son causadas por un impacto en el hielo. El hielo está cubierto por una capa de escombros. Se encuentran en partes de Marte que han enterrado hielo. Los experimentos de laboratorio confirman que los impactos en el hielo dan como resultado una "forma de molde de anillo". Pueden ser una forma fácil para que los futuros colonos de Marte encuentren agua helada. 

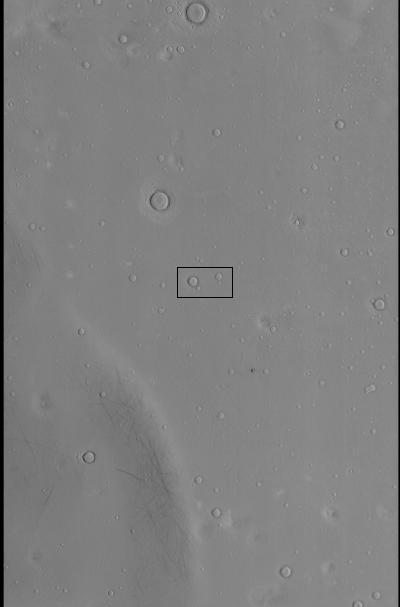
Imagen de contexto CTX para la siguiente imagen tomada con HiRISE. El cuadro indica la huella de la imagen siguiente.
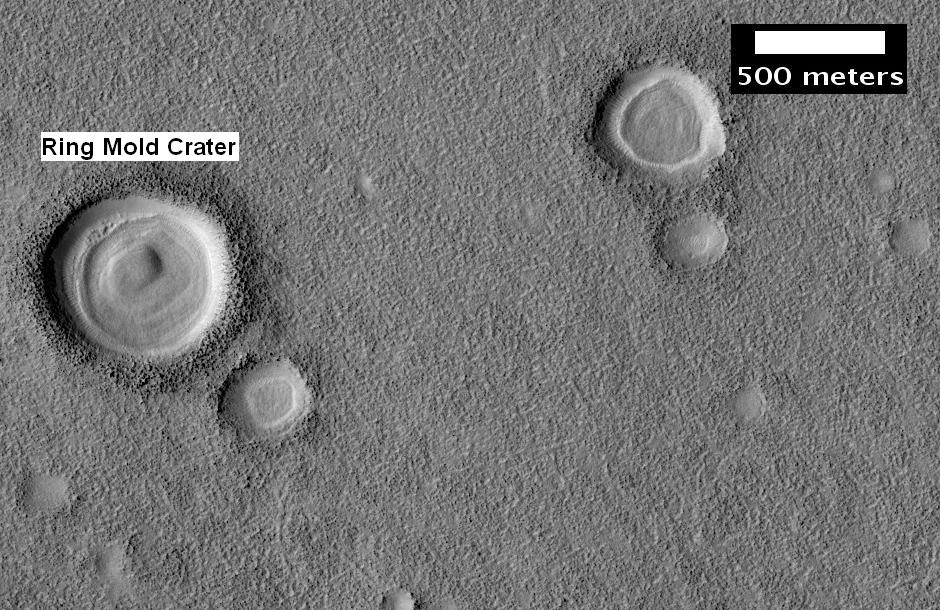
Posible cráter de molde anular. La forma del cráter se debe al impacto contra el hielo.
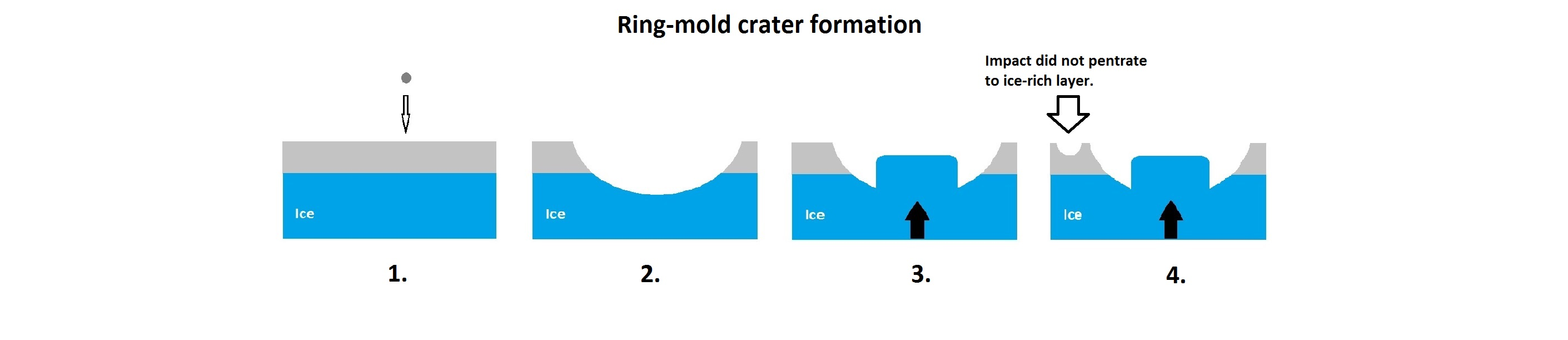
Los cráteres en forma de anillo se forman cuando un impacto atraviesa una capa de hielo. El rebote forma la forma de un anillo, y luego el polvo y los escombros se depositan en la parte superior para aislar el hielo.

## Relleno de cráter concéntrico
El relleno de cráter concéntrico ocurre cuando el suelo de un cráter está cubierto en su mayor parte por una gran cantidad de crestas paralelas. Se cree que son el resultado de un tipo de movimiento glacial. A veces, los cantos rodados se encuentran en el relleno de cráteres concéntricos; se cree que cayeron de la pared del cráter y luego fueron transportados lejos de la pared con el movimiento del glaciar. Los erráticos en la Tierra se llevaron a cabo por medios similares. Con base en medidas topográficas precisas de la altura en diferentes puntos de estos cráteres y cálculos de la profundidad de los cráteres en función de sus diámetros, se cree que los cráteres están llenos en un 80% principalmente de hielo. Es decir, contienen cientos de metros de material que probablemente consiste en hielo con algunas decenas de metros de escombros en la superficie. El hielo acumulado en el cráter por nevadas en climas anteriores.
Las imágenes de alta resolución tomadas con HiRISE revelan que algunas de las superficies de relleno de cráteres concéntricos están cubiertas con patrones extraños llamados terrenos cerebrales de células cerradas y células abiertas. El terreno se asemeja a un cerebro humano. Se cree que es causado por grietas en la superficie que acumulan polvo y otros escombros, junto con el hielo que se sublima de algunas de las superficies.

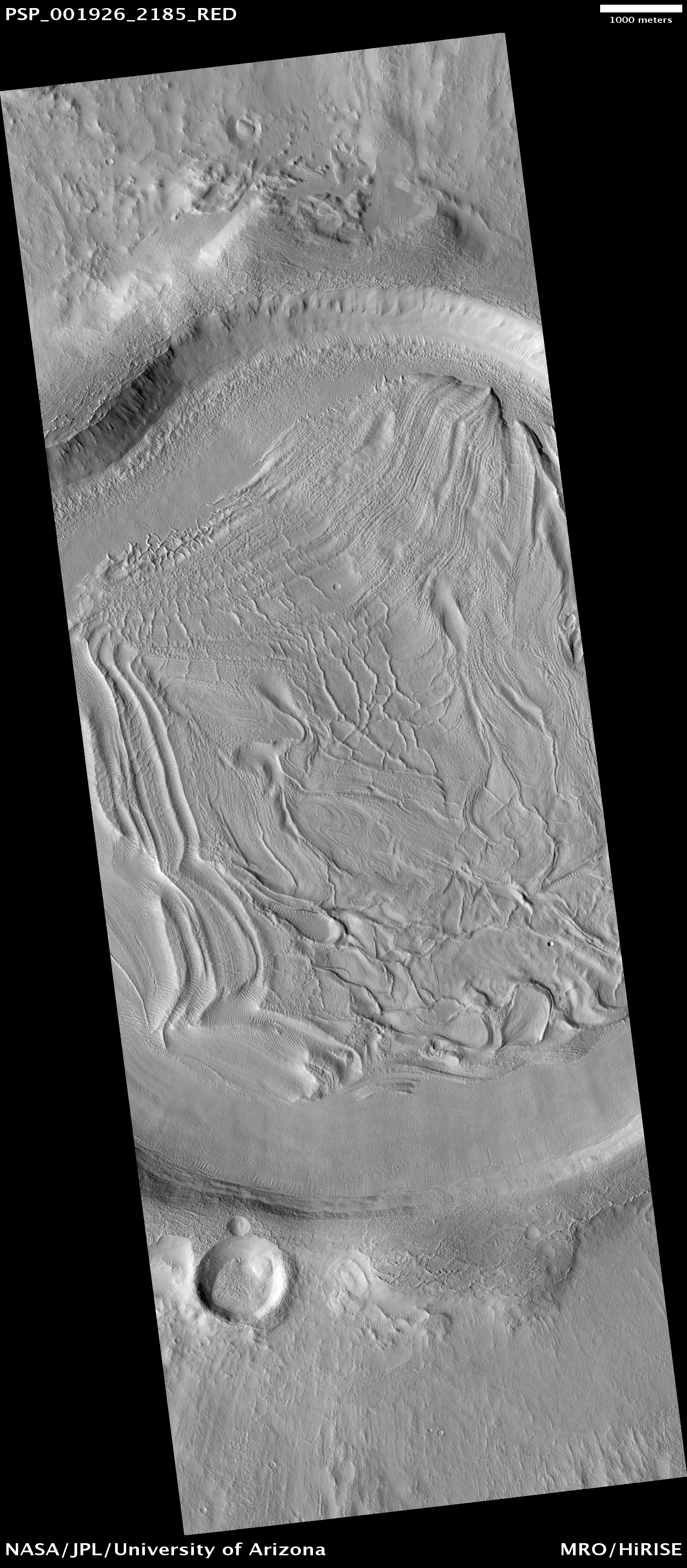
Vista ampliada del relleno de un cráter concéntrico, foto por HiRISE
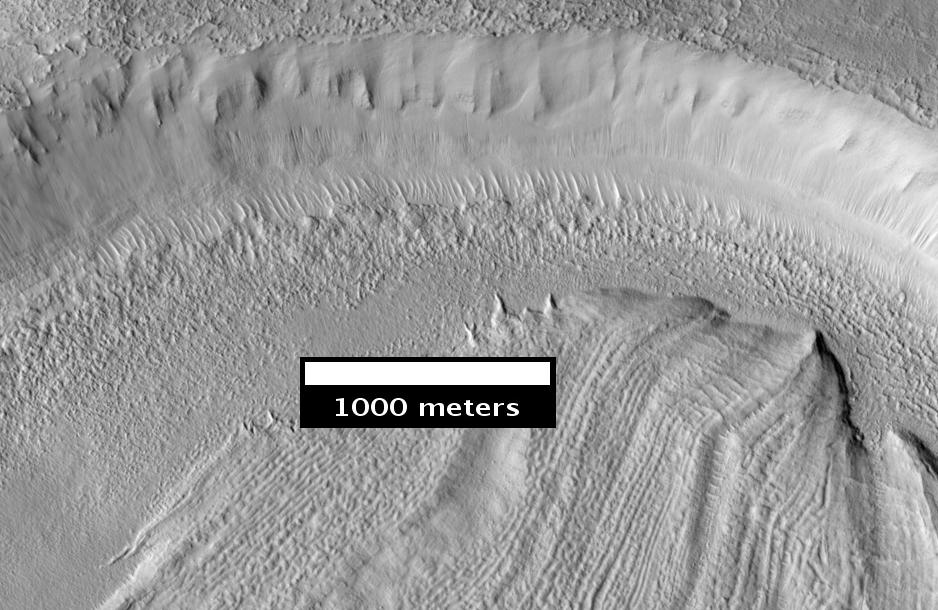
Relleno de un cráter concéntrico, vista de cerca de la parte superior de la imagen anterior. Los escombros de la superficie cubren el hielo de agua
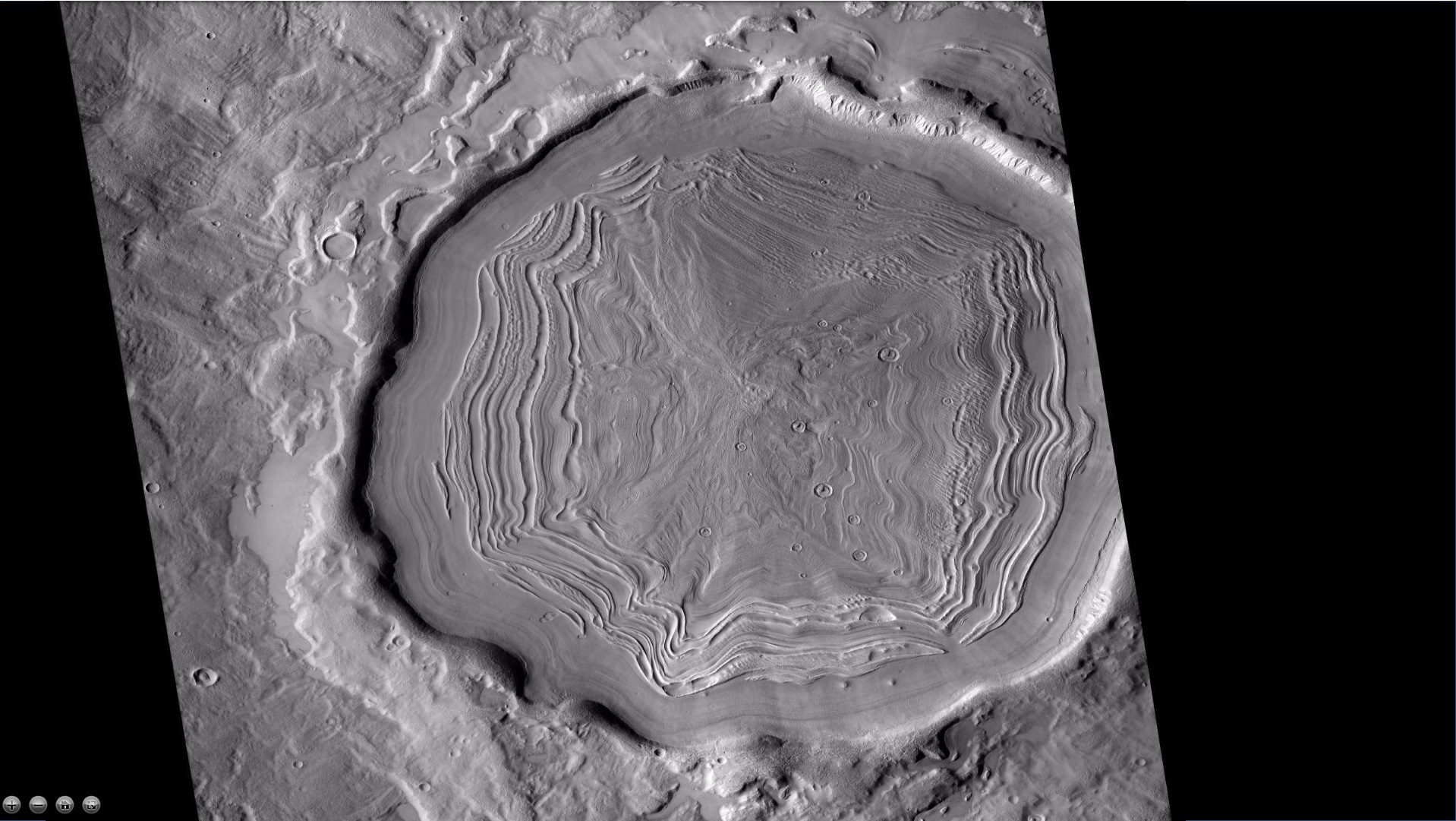
Cráter con relleno de cráter concéntrico, tomada por CTX (en Mars Reconnaissance Orbiter)
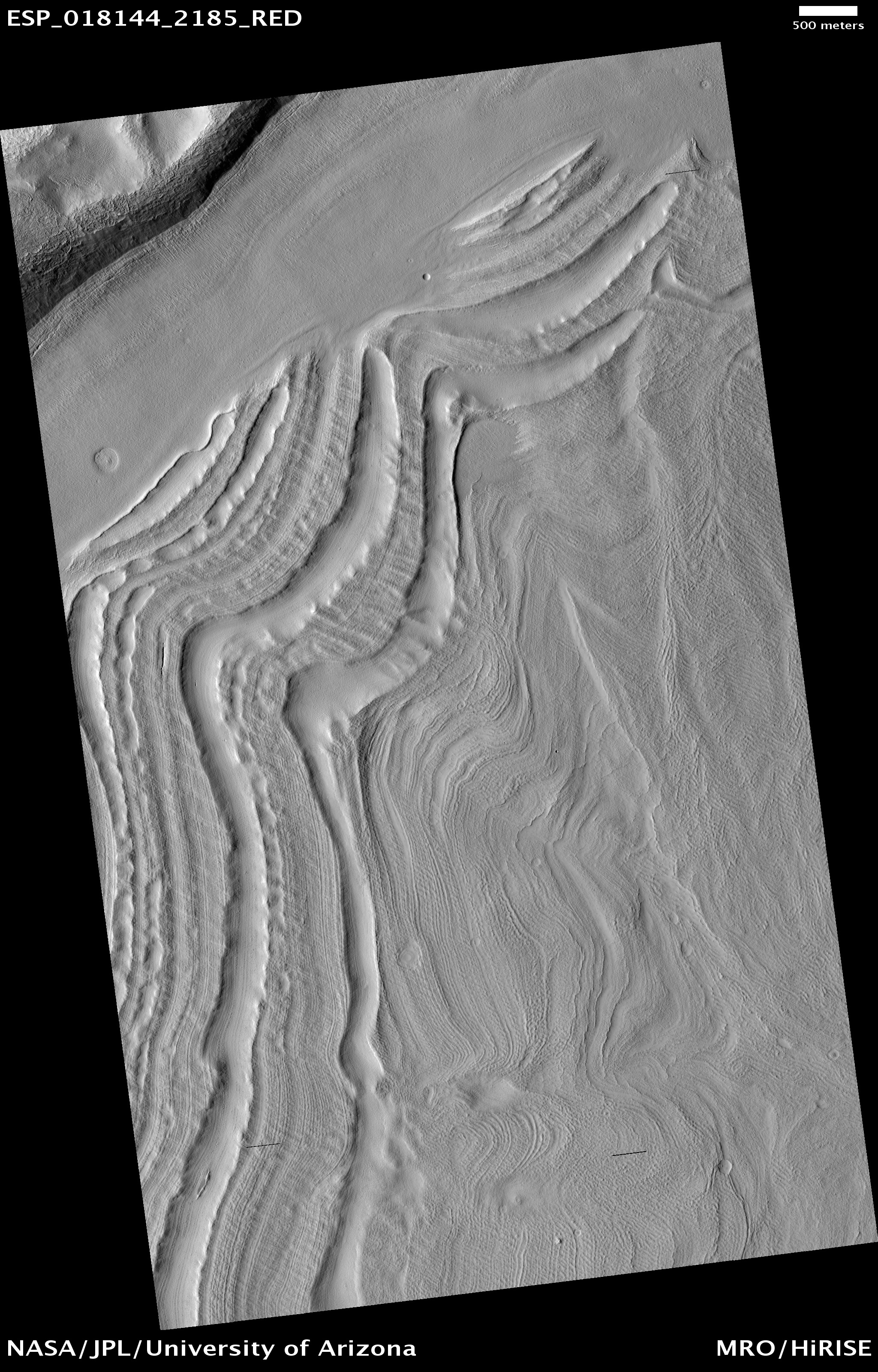
Hoyos bien desarrollados, esta es una ampliación de la imagen anterior
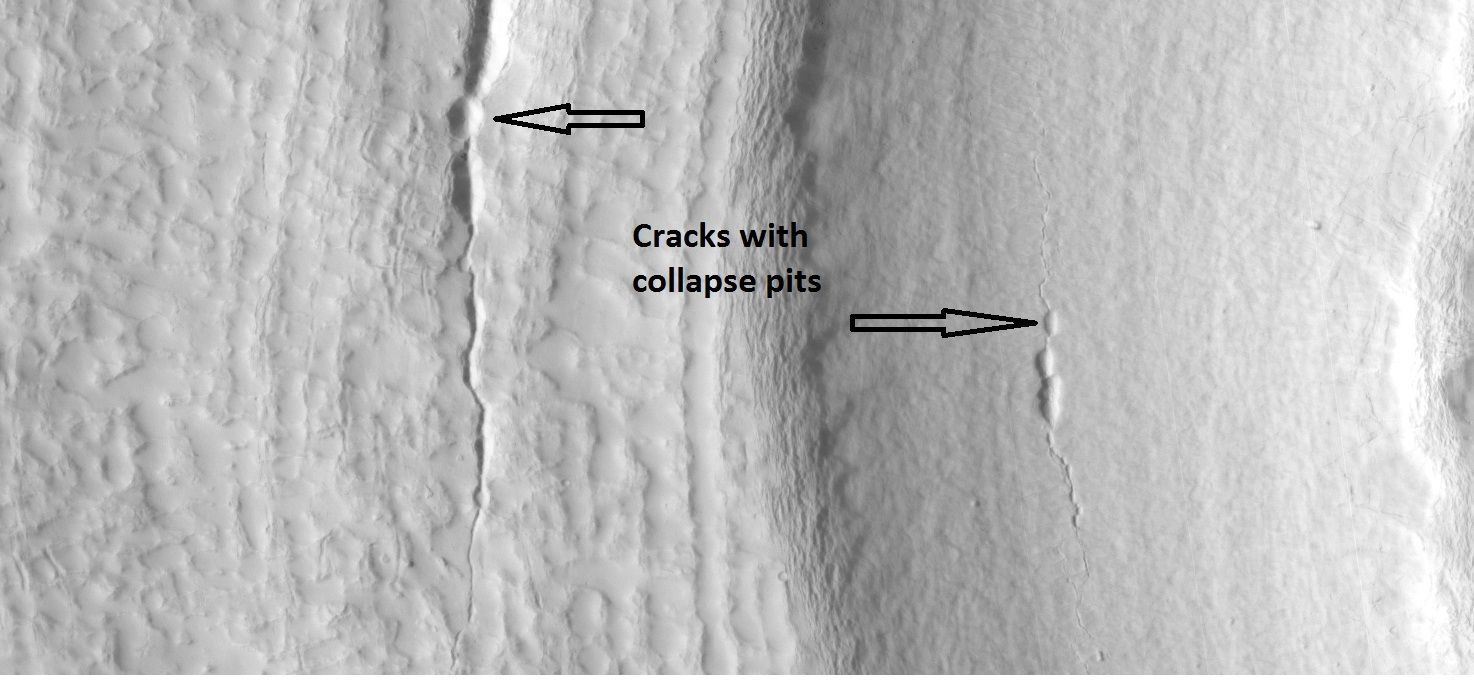
Primer plano que muestra grietas que contienen hoyos en el suelo de un cráter que contiene un relleno de cráter concéntrico
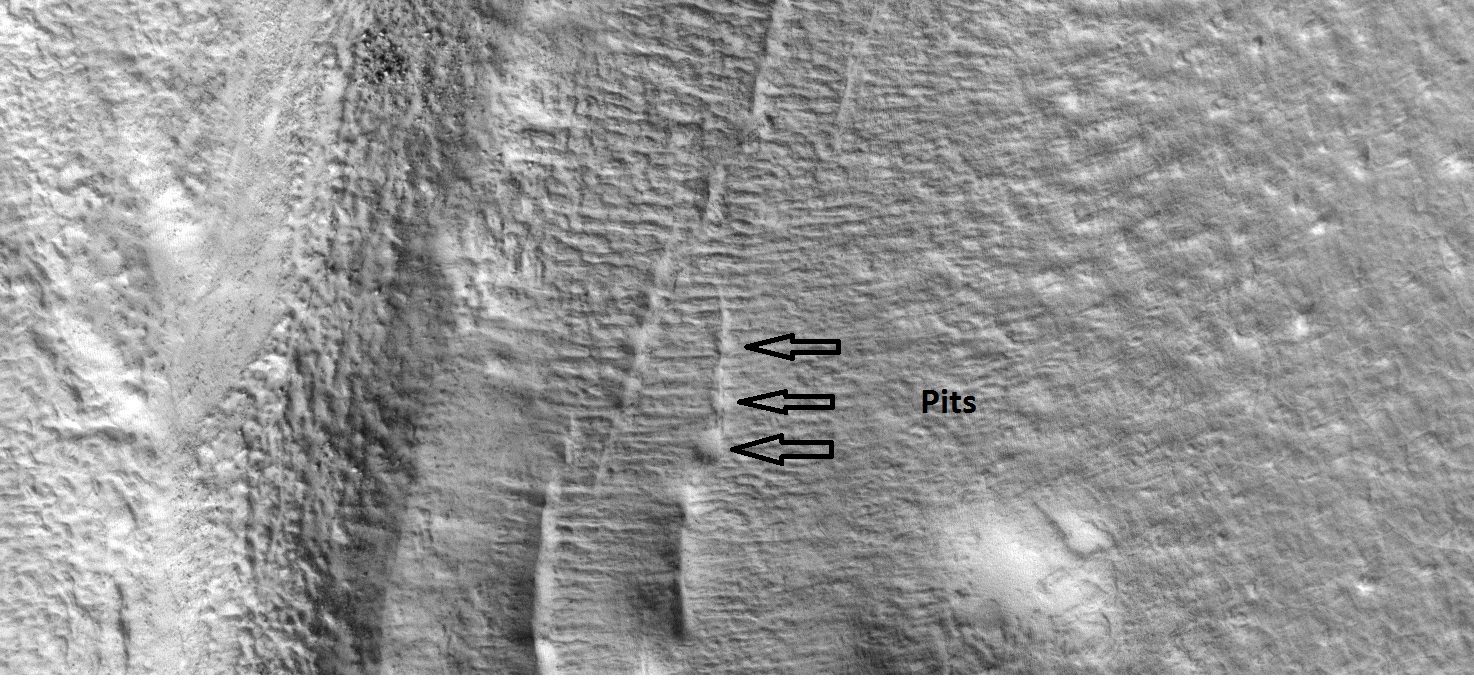
Primer plano que muestra grietas que contienen hoyos en el suelo de un cráter. Las grietas pueden comenzar como una línea de hoyos que se agrandan y luego se fusionan
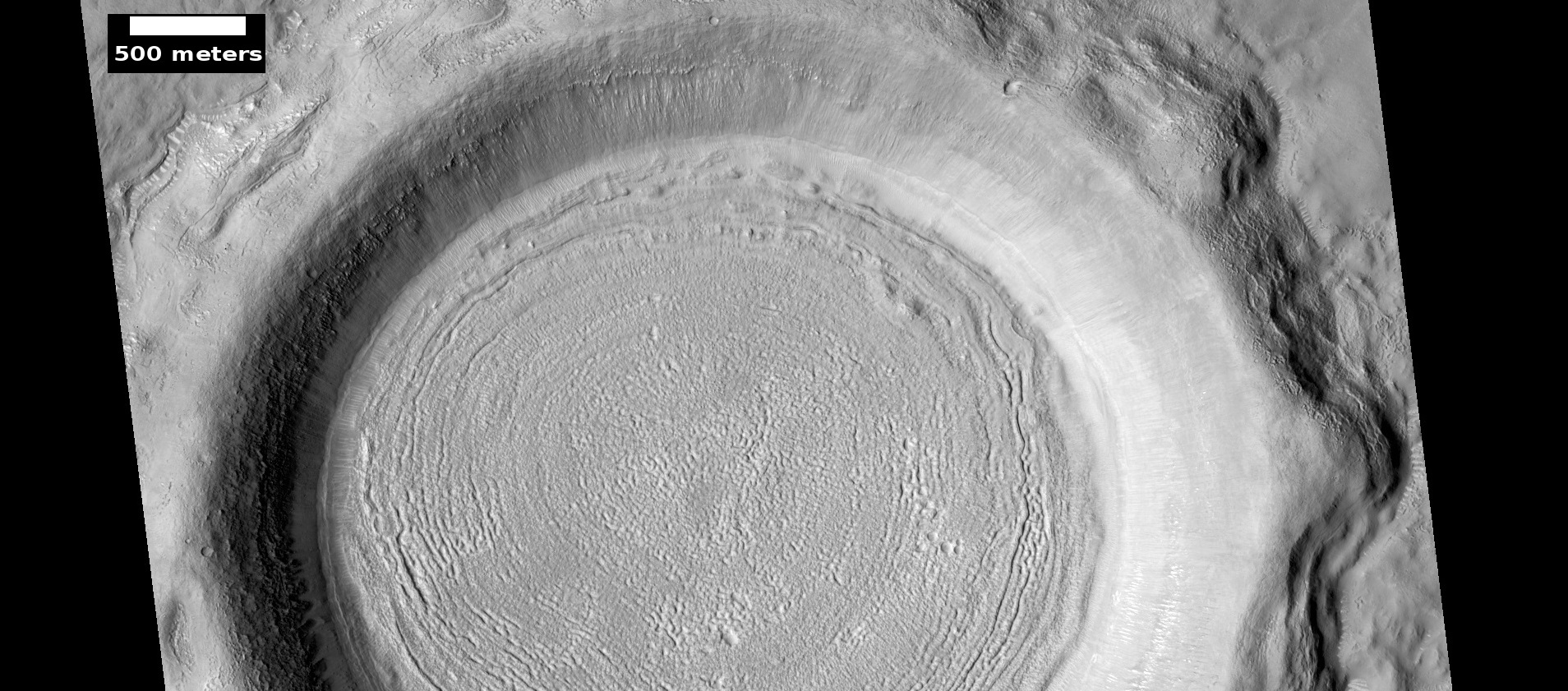
El suelo del cráter donde se muestra el relleno de un cráter concéntrico

## Glaciares
Los glaciares más antiguos se encuentran ubicados en muchos lugares sobre Marte. Algunos están asociados con barrancos.

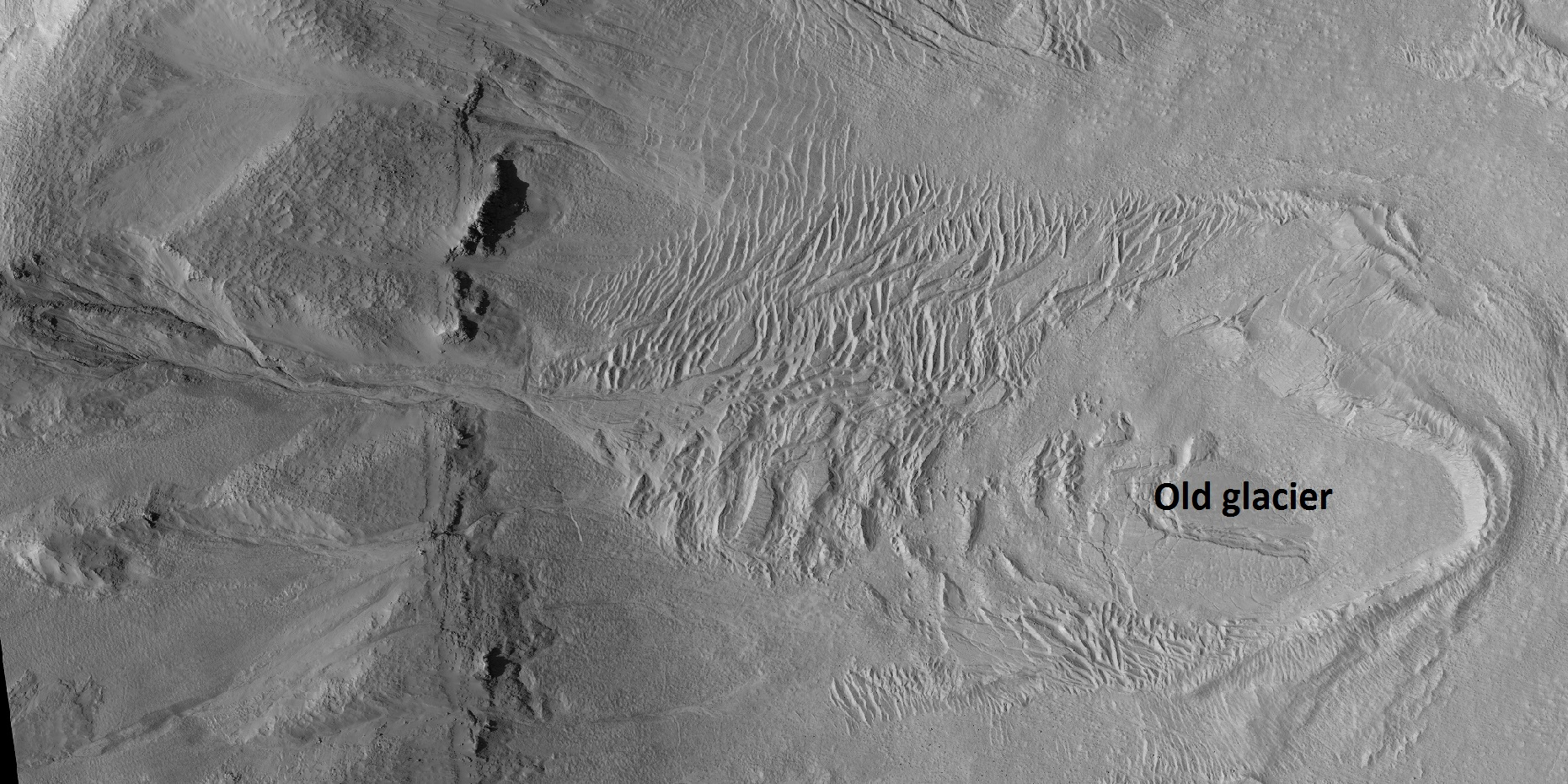
Glaciar en el suelo de un cráter. Las ranuras en el glaciar pueden ser grietas. También hay un sistema de barrancos en la pared del cráter.
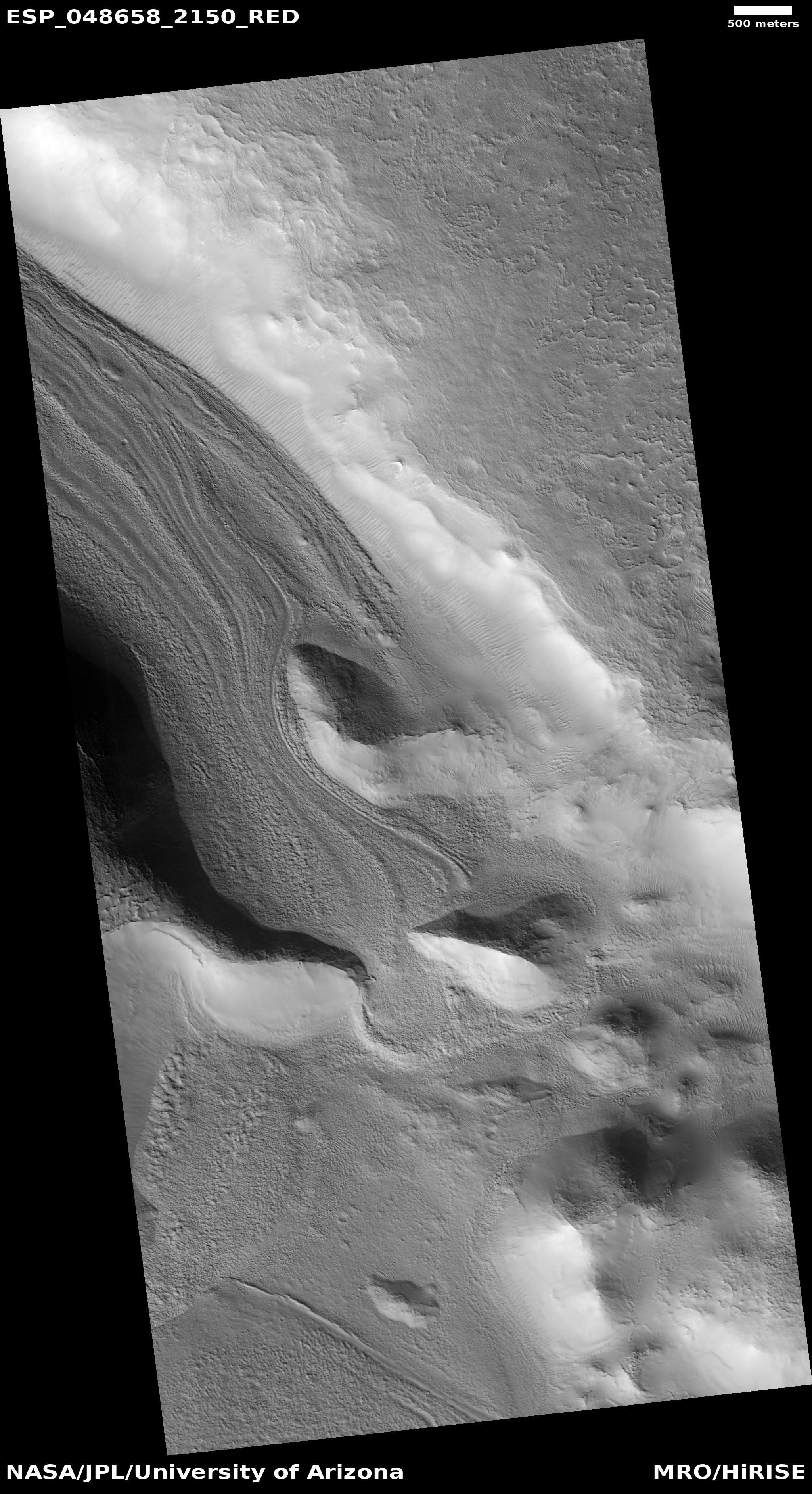
Valle mostrando relleno de valle lineal. El flujo lineal del valle es causado por los movimientos del hielo.
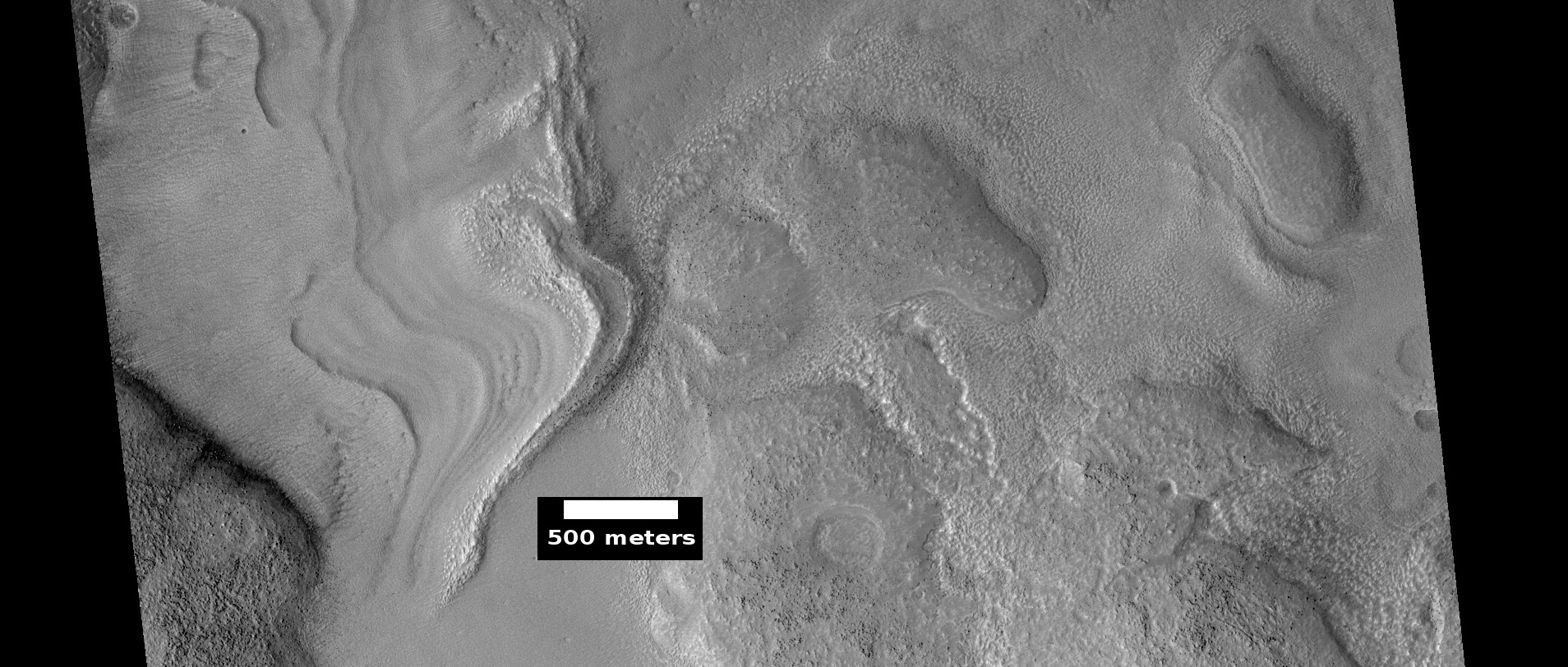
Flujo similar a la imagen anterior, fotos tomadas por HiRISE bajo el programa HiWish

Nilosyrtis se extiende desde aproximadamente 280 a 304 grados de longitud oeste, por lo que, al igual que muchas otras características, se encuentra en más de un cuadrilátero. Parte de Nilosyrtis está en el cuadrilátero de Ismenius Lacus, el resto está en el cuadrilátero de Casius.

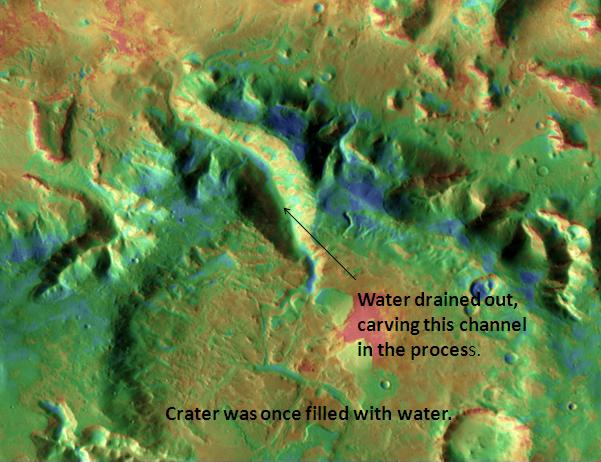
Canal en Nilosyrtis que se formó cuando un lago en un cráter de 45 millas de ancho se drenó, visto por THEMIS
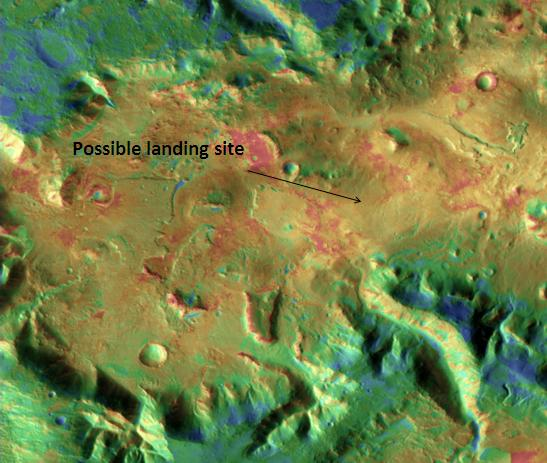
Lugar de aterrizaje en Nilosyrtis, visto por THEMIS. El sitio es plano y contiene minerales arcillosos alterados por el agua.
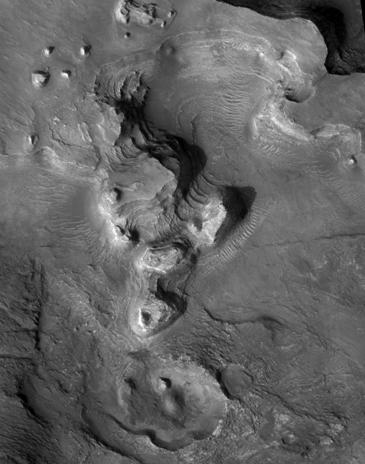
Nilosyrtis, visto por HiRISE . Haga clic en la imagen para ver las capas.

## El cambio climático provocó características ricas en hielo
Se cree que muchas características de Marte, incluidas muchas en el cuadrilátero de Casius, contienen grandes cantidades de hielo. El modelo más popular para el origen del hielo es el cambio climático a partir de grandes cambios en la inclinación del eje de rotación del planeta. A veces, la inclinación ha sido incluso superior a 80 grados grandes cambios en la inclinación explican muchas características ricas en hielo en Marte.
Los estudios han demostrado que cuando la inclinación de Marte alcanza los 45 grados desde sus actuales 25 grados, el hielo ya no es estable en los polos. Además, en esta alta inclinación, las reservas de dióxido de carbono sólido (hielo seco) se subliman, aumentando así la presión atmosférica. Este aumento de presión permite que se retenga más polvo en la atmósfera. La humedad de la atmósfera caerá en forma de nieve o hielo congelado sobre granos de polvo. Los cálculos sugieren que este material se concentrará en las latitudes medias. Los modelos de circulación general de la atmósfera marciana predicen acumulaciones de polvo rico en hielo en las mismas áreas donde se encuentran las características ricas en hielo. Cuando la inclinación comienza a volver a valores más bajos, el hielo se sublima (se convierte directamente en gas) y deja un rezago de polvo. El depósito de retardo cubre el material subyacente, por lo que con cada ciclo de altos niveles de inclinación, queda algo de manto rico en hielo. Tenga en cuenta que la capa de manto de superficie lisa probablemente representa solo material relativamente reciente.

## Laboratorio de Ciencias de Marte
Nilosyrtis es uno de los sitios propuestos como lugar de aterrizaje para el Laboratorio de Ciencias de Marte . Sin embargo, no hizo el corte final. Estaba entre los 7 primeros, pero no entre los 4 primeros. El objetivo del Laboratorio Científico de Marte es buscar signos de vida antigua. Se espera que una misión posterior pueda devolver muestras de sitios identificados como que probablemente contengan restos de vida. Para bajar la nave de manera segura, se necesita un círculo plano, liso y de 12 millas de ancho. Los geólogos esperan examinar lugares donde alguna vez se acumuló agua. Les gustaría examinar las capas de sedimentos.

## Capas
Muchos lugares de Marte muestran rocas dispuestas en capas. Se puede encontrar una discusión detallada de las capas con muchos ejemplos marcianos en Sedimentaria Geología de Marte. La roca puede formar capas de diversas formas. Los volcanes, el viento o el agua pueden producir capas. Las capas pueden estar formadas por el agua subterránea que se eleva depositando minerales y cementando sedimentos. En consecuencia, las capas endurecidas están más protegidas de la erosión. Este proceso puede ocurrir en lugar de que se formen capas debajo de los lagos.

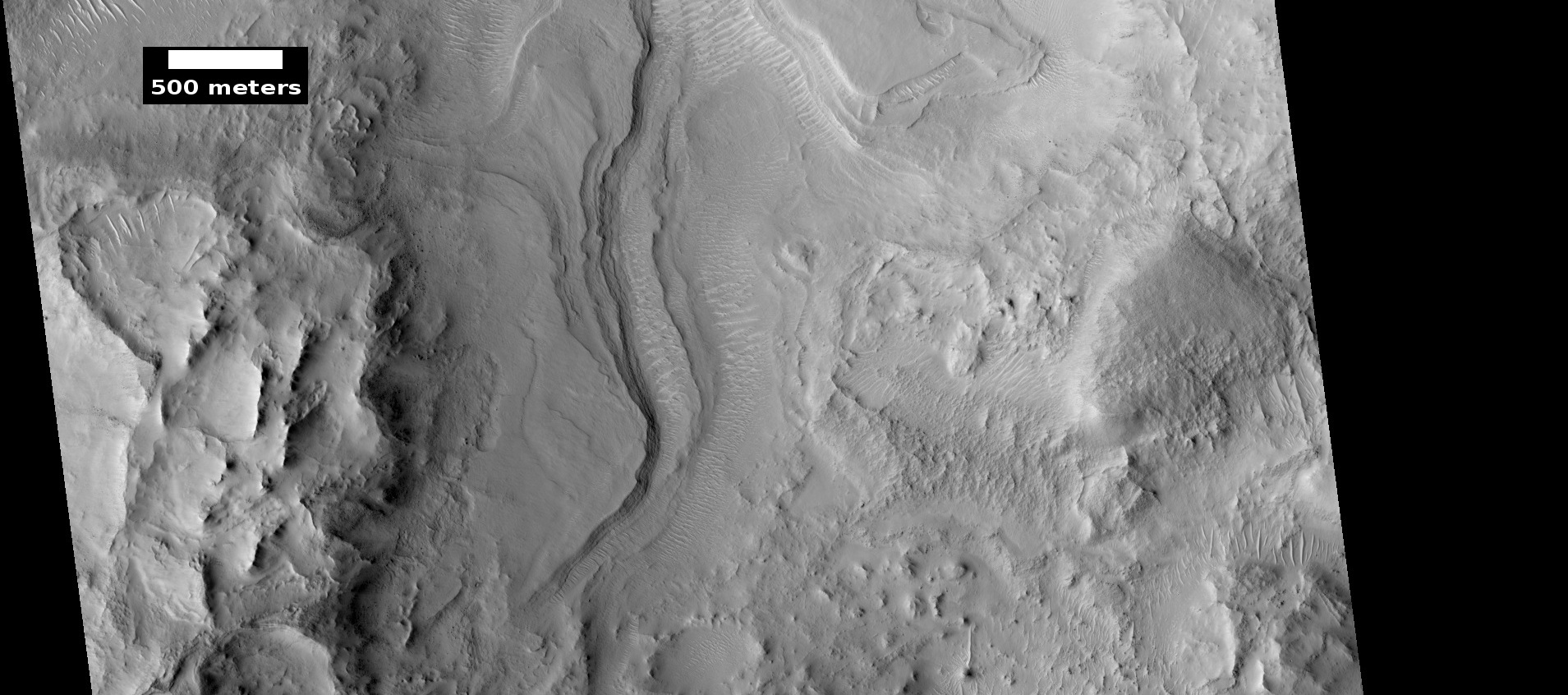
Capas, como las ve HiRISE bajo el programa HiWish.
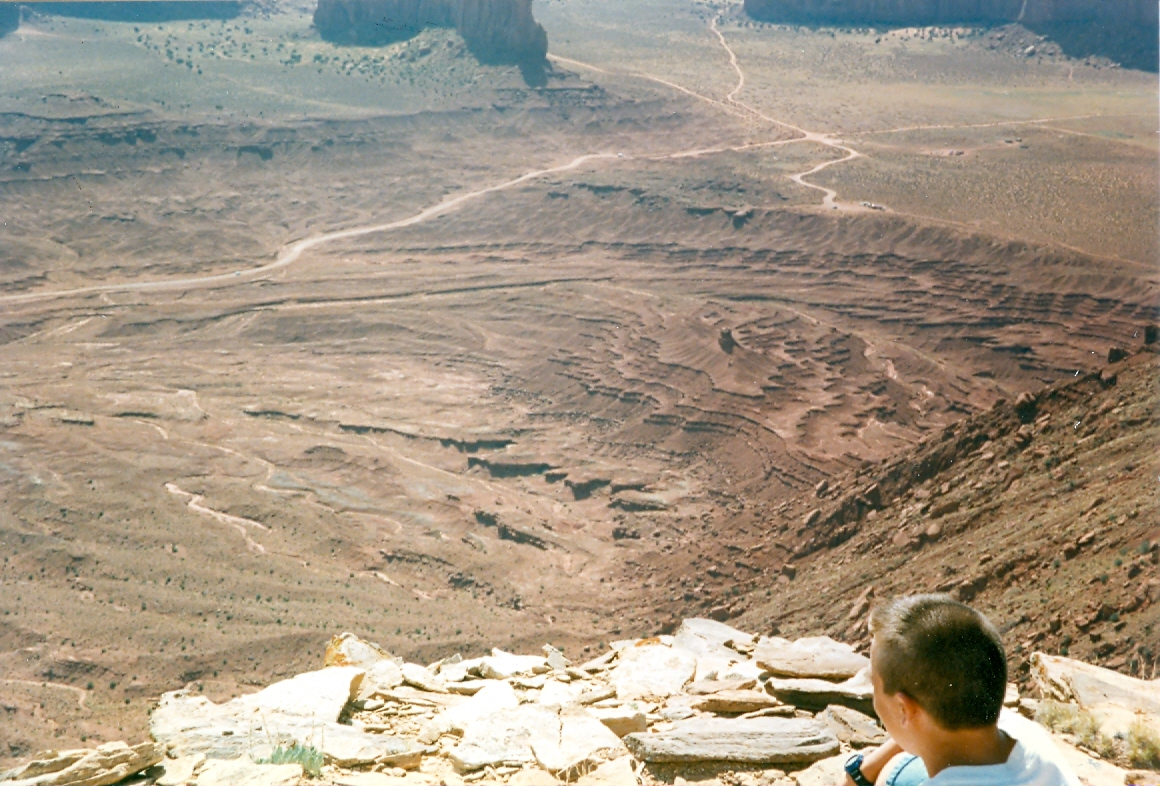
Capas en Monument Valley. Estos se aceptan como formados, al menos en parte, por deposición de agua. Dado que Marte contiene capas similares, el agua sigue siendo una de las principales causas de la formación de capas en Marte.

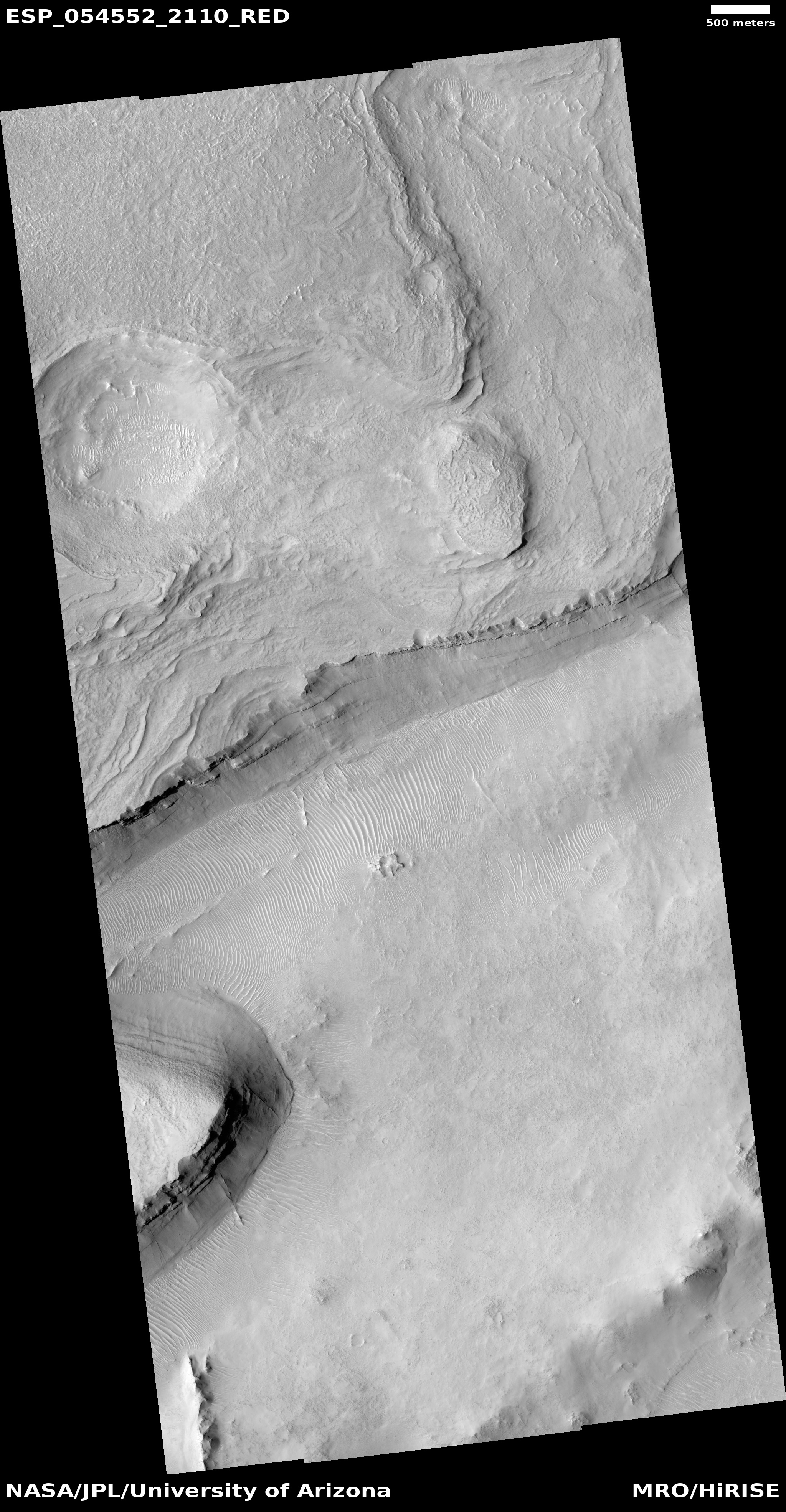
Amplia vista de capas, como las ve HiRISE en el programa HiWish
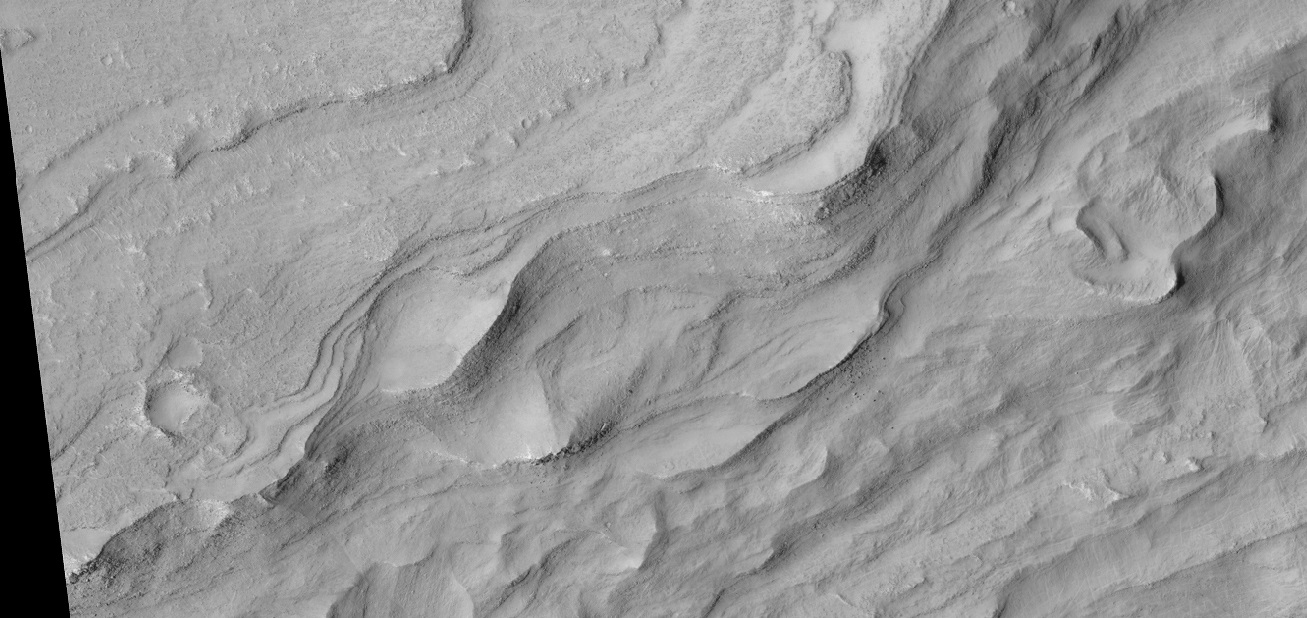
Vista cercana de las capas, como las ve HiRISE en el programa HiWish
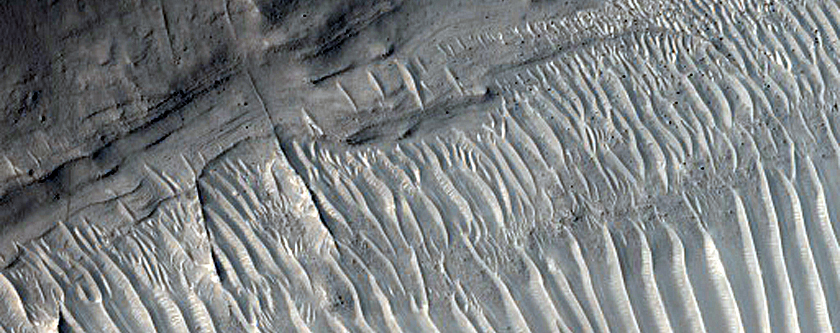
Vista cercana de las capas, como las ve HiRISE en el programa HiWish Una cresta atraviesa las capas en ángulo recto.
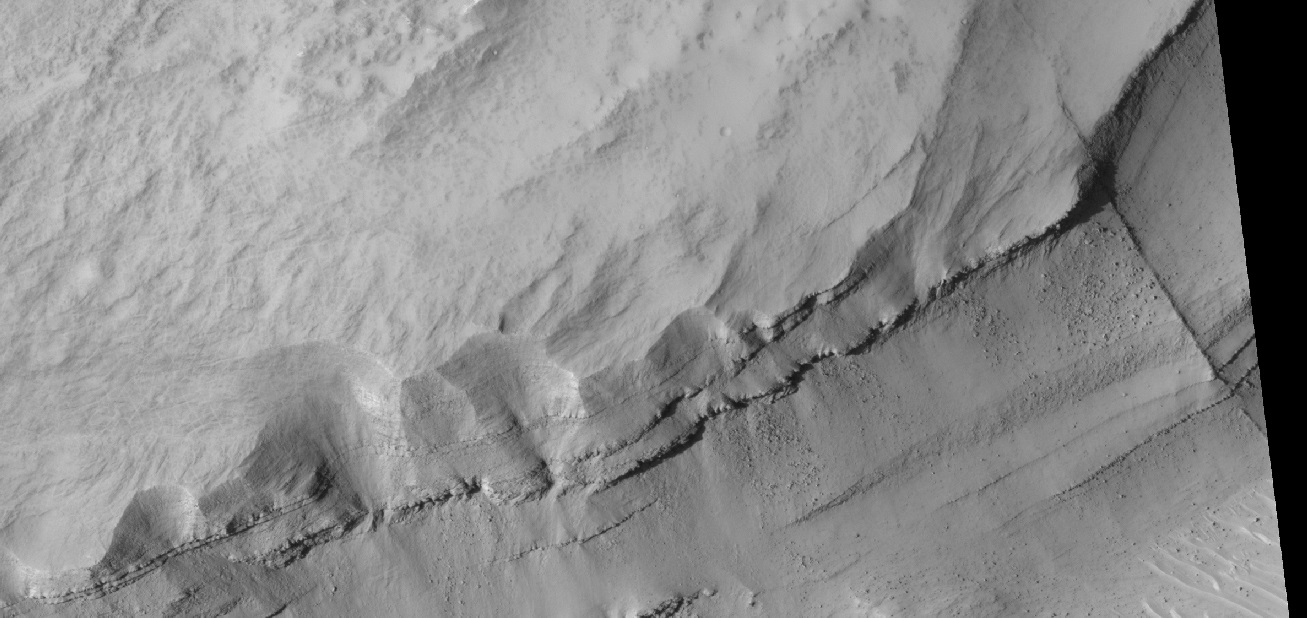
Vista cercana de las capas, como las ve HiRISE en el programa HiWish Una cresta atraviesa las capas en ángulo recto.
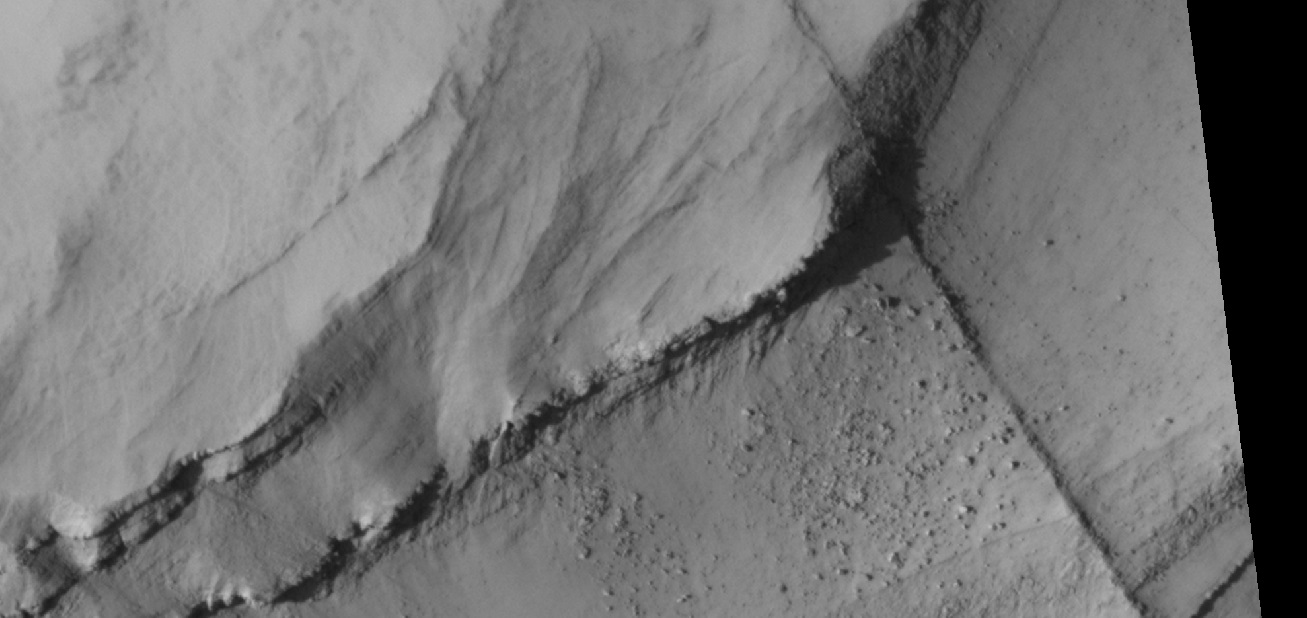
Vista cercana de las capas, como las ve HiRISE en el programa HiWish Una cresta atraviesa las capas en ángulo recto.
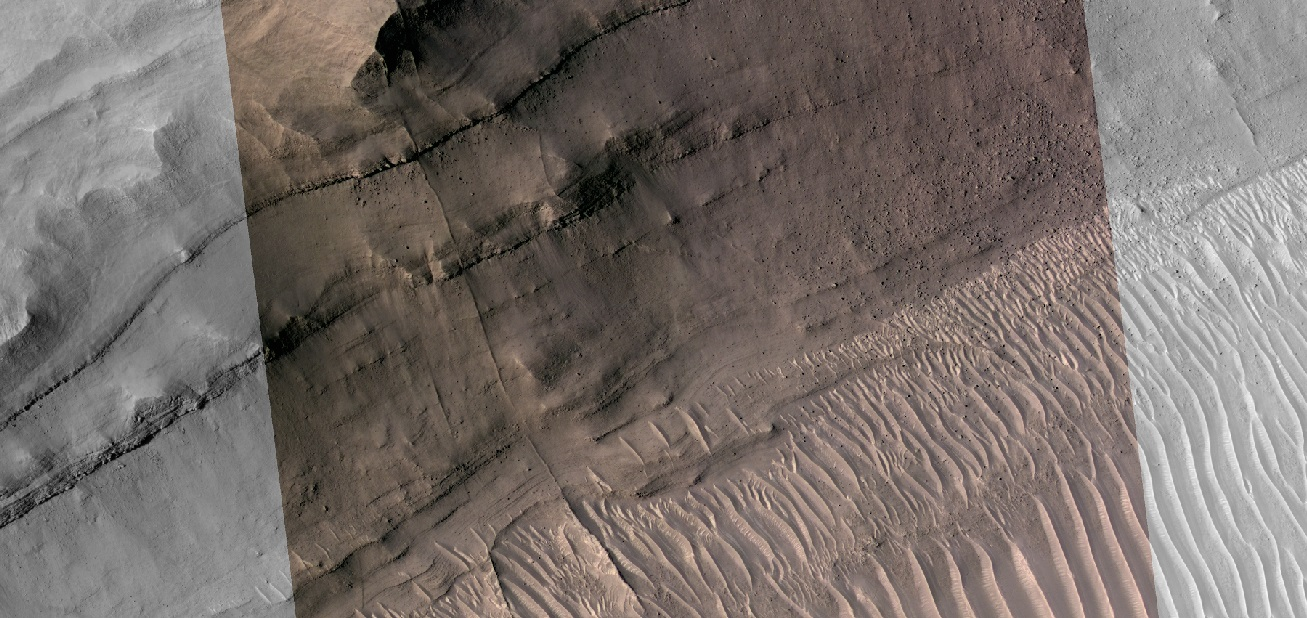
Vista cercana de las capas, como las ve HiRISE en el programa HiWish Parte de la imagen está en color. Una cresta atraviesa las capas en ángulo recto.

## Cauces
Los barrancos marcianos son pequeñas redes incisas de canales estrechos y sus depósitos de sedimentos de pendiente descendente asociados, que se encuentran en el planeta Marte . Reciben su nombre por su parecido con los barrancos terrestres. Descubiertos por primera vez en imágenes de Mars Global Surveyor, ocurren en pendientes pronunciadas, especialmente en las paredes de los cráteres. Por lo general, cada barranco tiene un nicho dendrítico en su cabecera, un delantal en forma de abanico en su base y un solo hilo de canal inciso que une los dos, dando a todo el barranco una forma de reloj de arena. Se cree que son relativamente jóvenes porque tienen pocos cráteres, si es que tienen alguno. También se encuentra una subclase de barrancos tallados en las caras de las dunas de arena que a su vez se consideran bastante jóvenes. Sobre la base de su forma, aspectos, posiciones y ubicación entre las características y la aparente interacción con las características que se cree que son ricas en hielo de agua, muchos investigadores creían que los procesos que excavan los barrancos involucran agua líquida. Sin embargo, este sigue siendo un tema de investigación activa. Tan pronto como se descubrieron los barrancos, investigadores comenzaron a visualizar muchos barrancos una y otra vez, buscando posibles cambios. Para 2006, se encontraron algunos cambios. Más tarde, con un análisis más detallado, se determinó que los cambios podrían haber ocurrido por flujos granulares secos en lugar de ser impulsados por el agua que fluye. Con observaciones continuas, se encontraron muchos más cambios en el cráter Gasa y otros. Con observaciones más repetidas, se han encontrado más y más cambios; Dado que los cambios ocurren en el invierno y la primavera, los expertos tienden a creer que los barrancos se formaron a partir del hielo seco. Las imágenes de antes y después demostraron que el momento de esta actividad coincidió con las heladas estacionales de dióxido de carbono y las temperaturas que no habrían permitido el agua líquida. Cuando la escarcha de hielo seco se convierte en gas, puede lubricar el material seco para que fluya, especialmente en pendientes pronunciadas. En algunos años, las heladas, quizás tan gruesas como 1 metro.

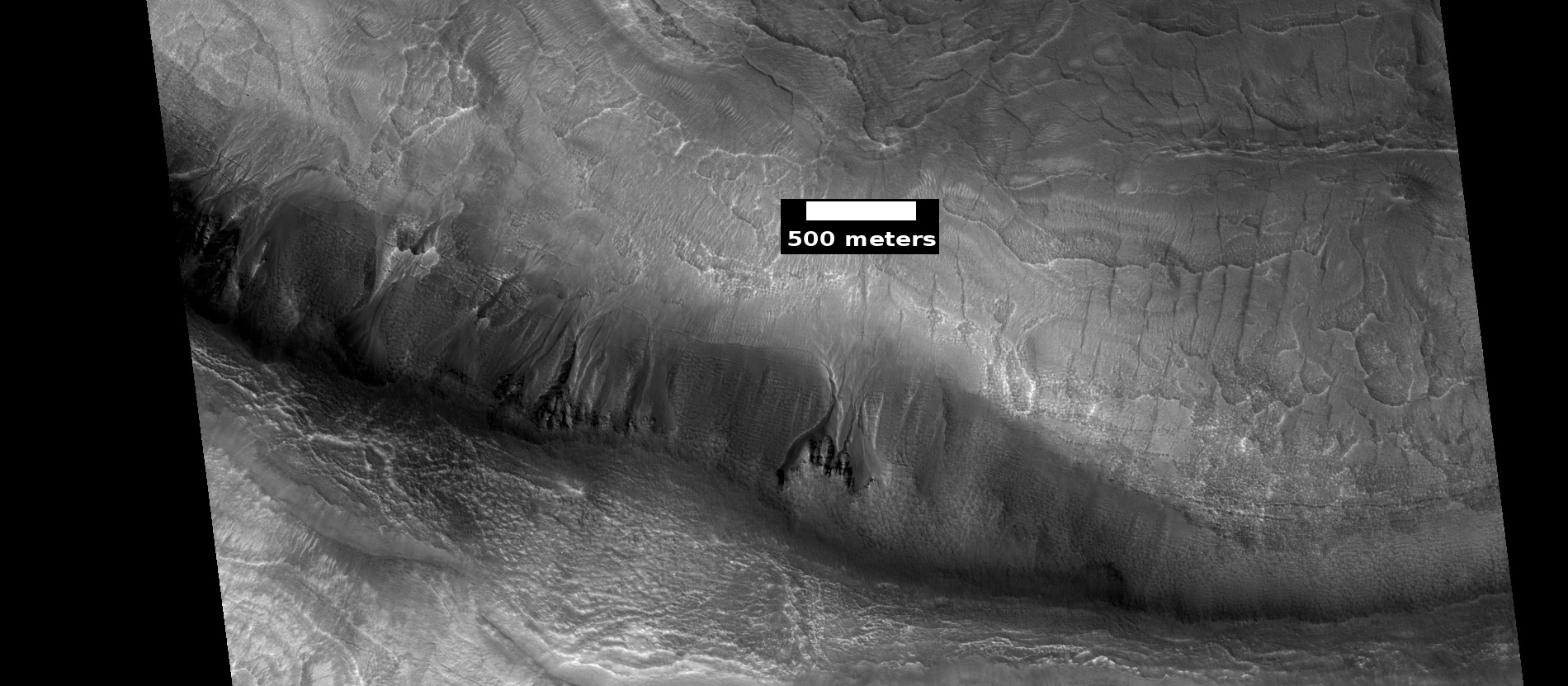
Barrancos en el cráter, vistos por HiRISE bajo el programa HiWish

## Cráteres de pedestal
Un cráter de pedestal es un cráter con su eyección sobre el terreno circundante y, por lo tanto, forma una plataforma elevada (como un pedestal ). Se forman cuando un cráter de impacto expulsa material que forma una capa resistente a la erosión, lo que hace que el área inmediata se erosione más lentamente que el resto de la región. Algunos pedestales se han medido con precisión a cientos de metros por encima del área circundante. Esto significa que se erosionaron cientos de metros de material. El resultado es que tanto el cráter como su manto de eyección sobresalen de los alrededores. Los cráteres de pedestal se observaron por primera vez durante las misiones Mariner.

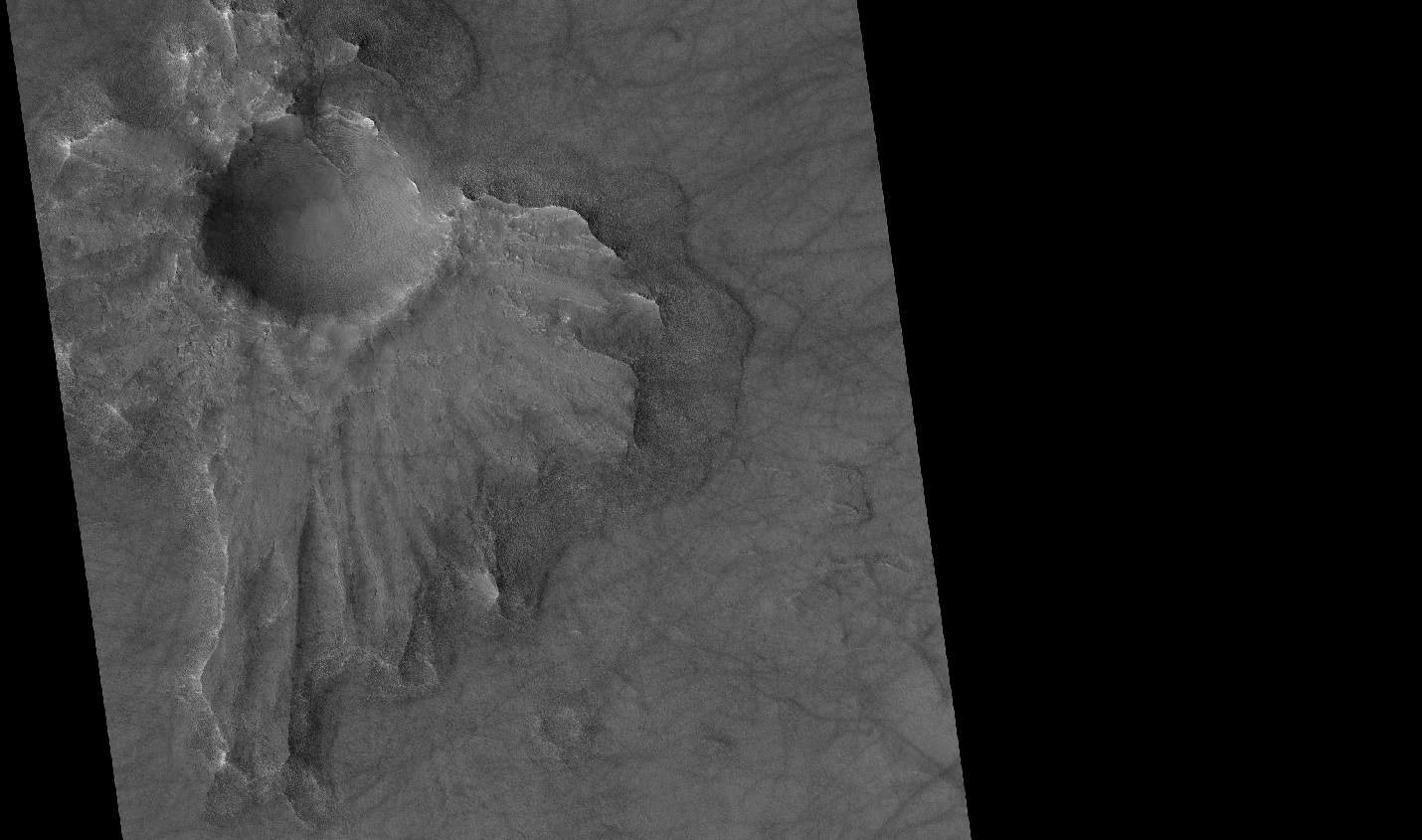
Cráter del pedestal, visto por HiRISE . La capa de eyección (asimétrica porque el asteroide llegó en un ángulo bajo desde el noreste) protegió el material subyacente de la erosión, por lo que el cráter parece elevado.
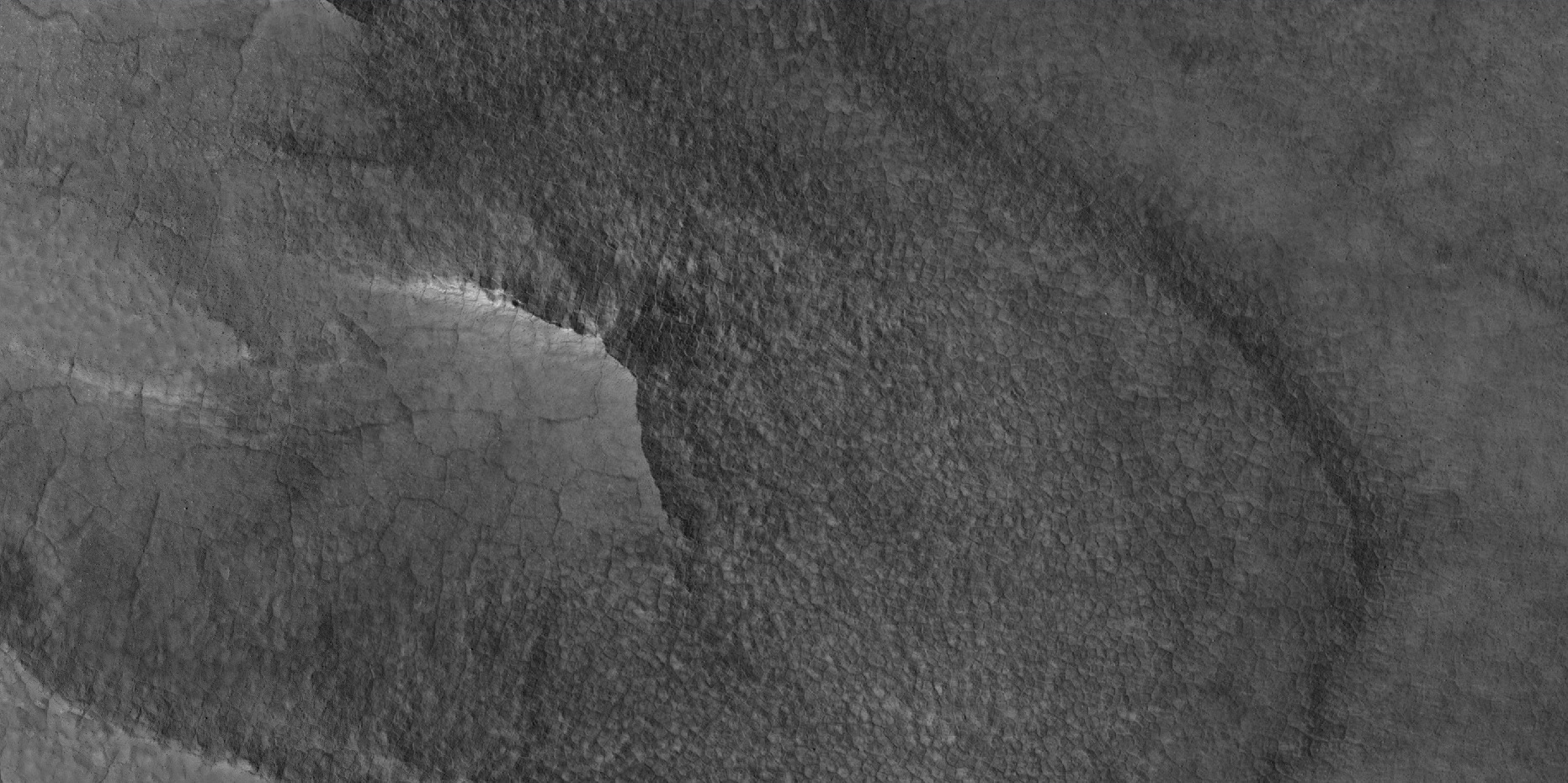
En un primer plano del lado este (derecho) de la imagen anterior, se cree que los polígonos en un lóbulo en el margen del cráter indican que hay hielo debajo de la parte superior protectora.
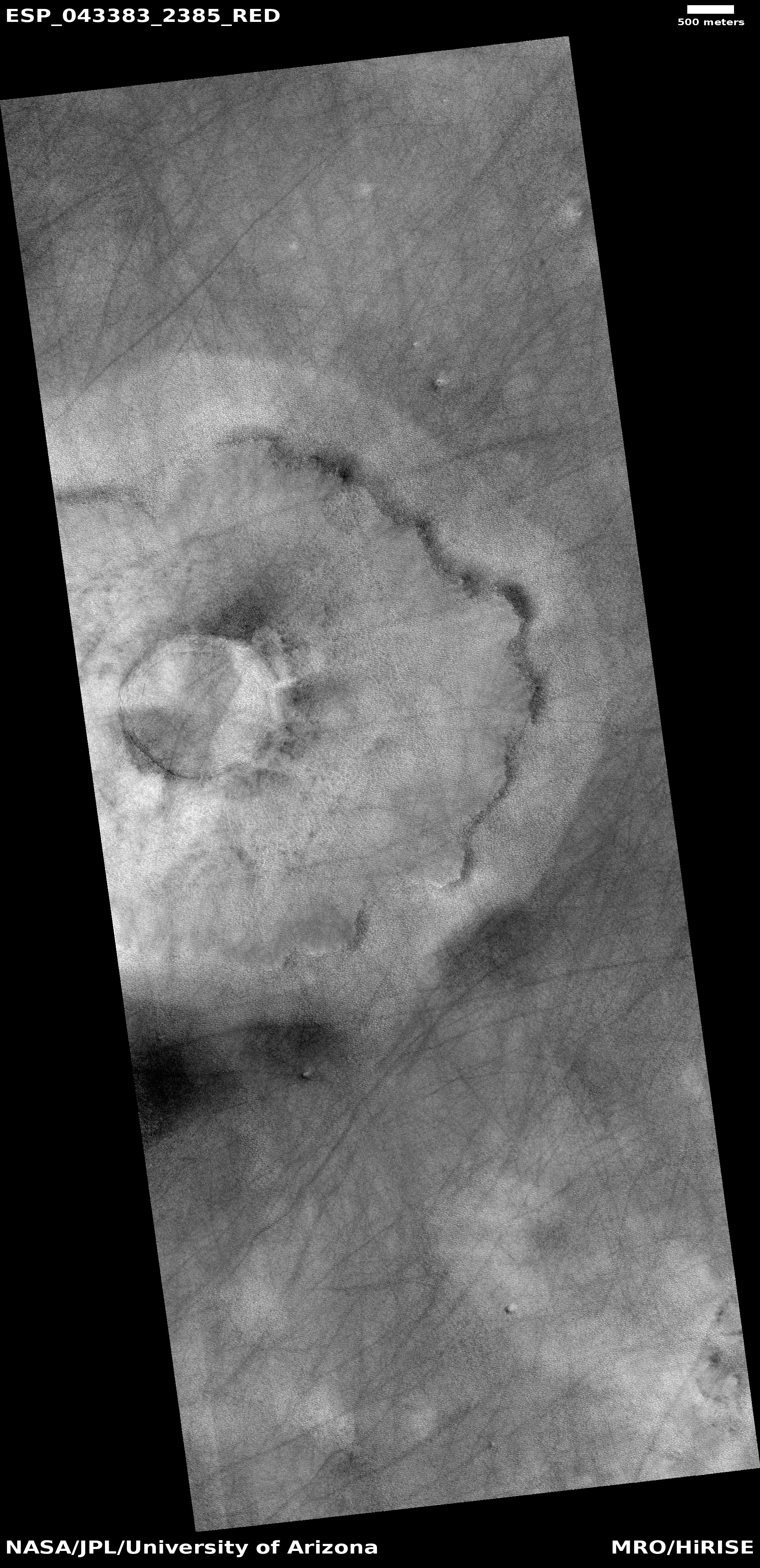
Cráter de pedestal, visto por HiRISE bajo el programa HiWish. Las líneas oscuras son huellas de polvo .
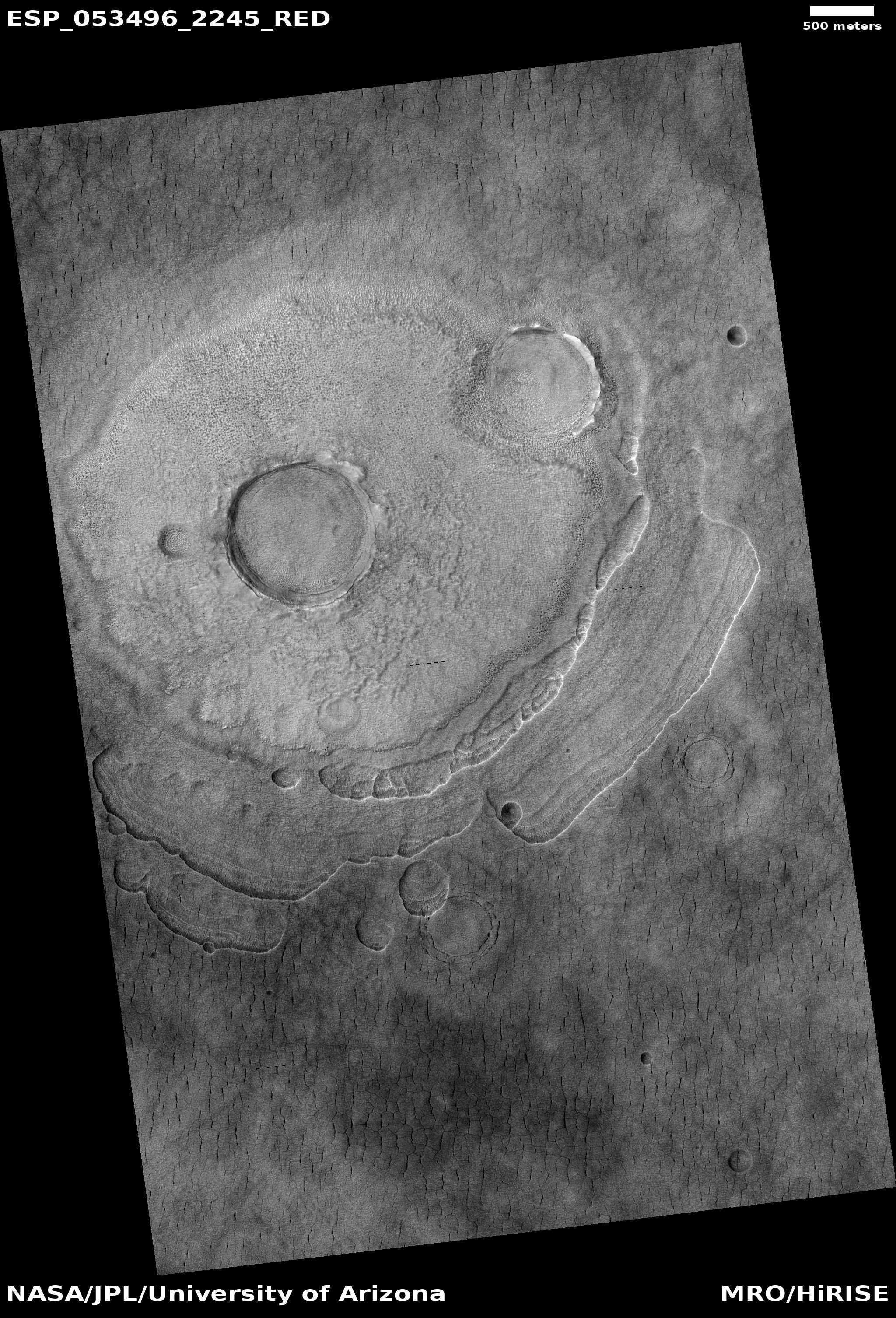
cráter del pedestal, visto por HiRISE bajo el programa HiWish. Se están formando vieiras en el borde inferior del pedestal.
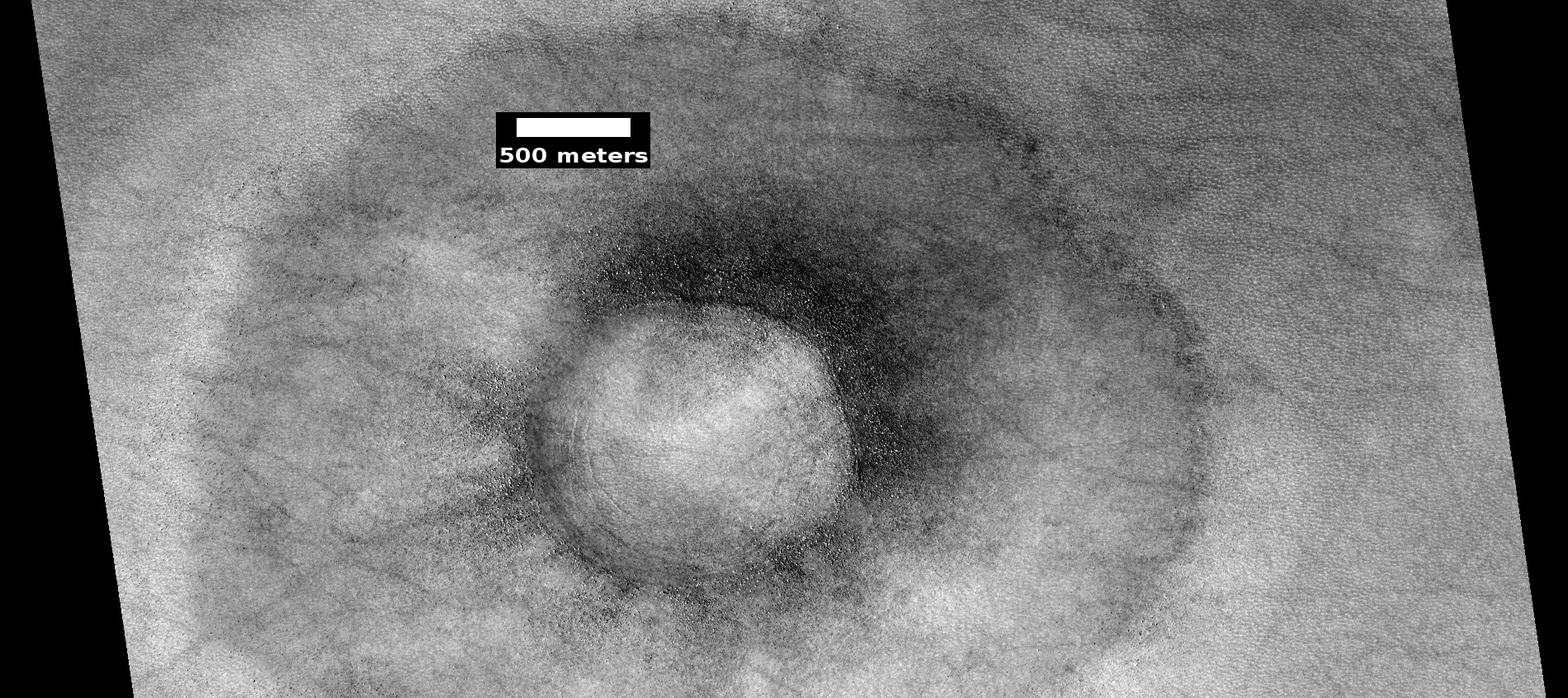
Cráter de pedestal con cantos rodados a lo largo del borde. Estos cráteres se denominan "cráteres de halo".  Fotografía tomada con HiRISE bajo el programa HiWish.
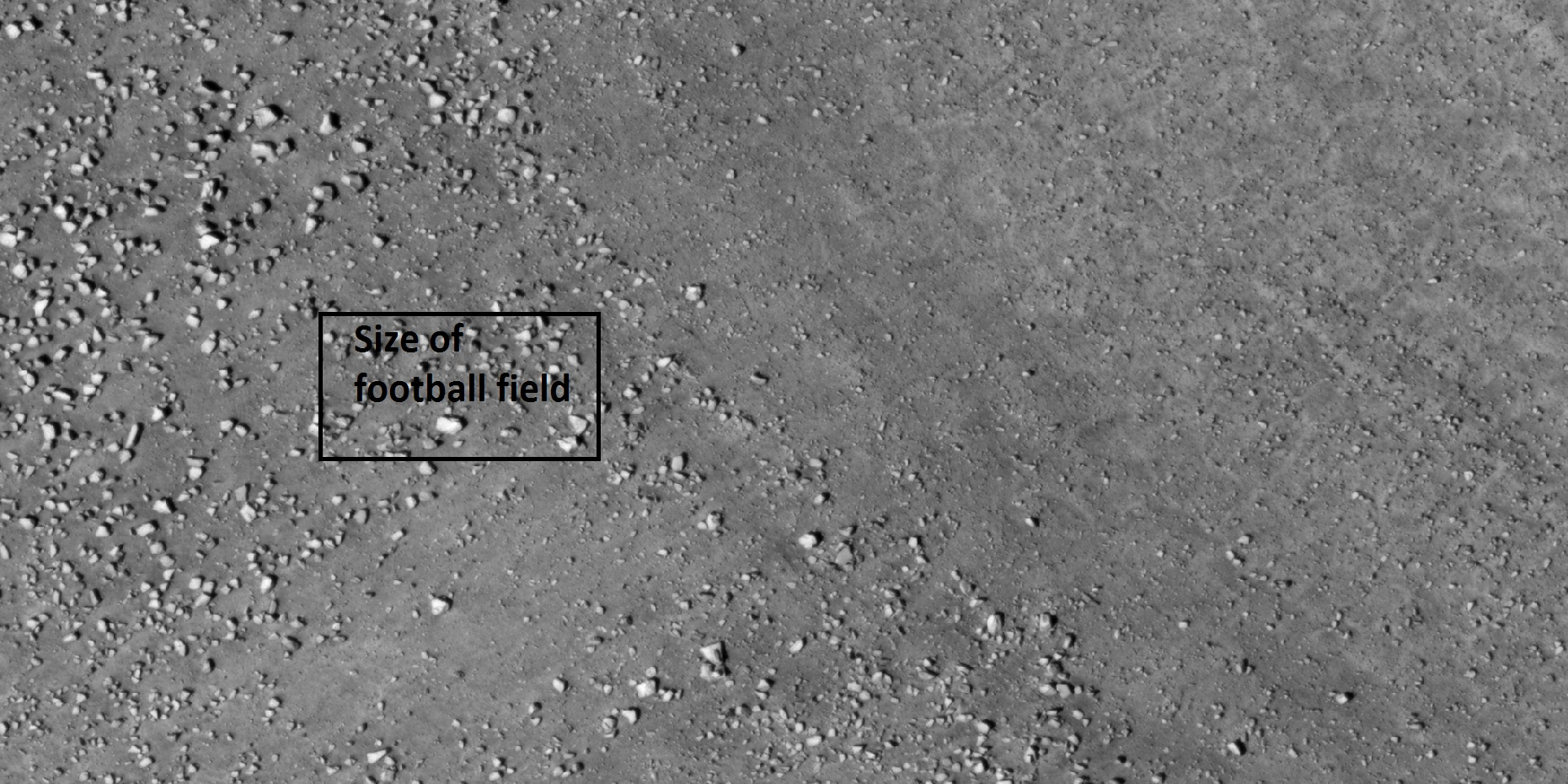
Vista cercana de los cantos rodados en la parte inferior izquierda del borde del cráter La caja es del tamaño de un campo de fútbol, por lo que los cantos rodados son aproximadamente del tamaño de automóviles o casas pequeñas. Fotografía tomada con HiRISE bajo el programa HiWish.
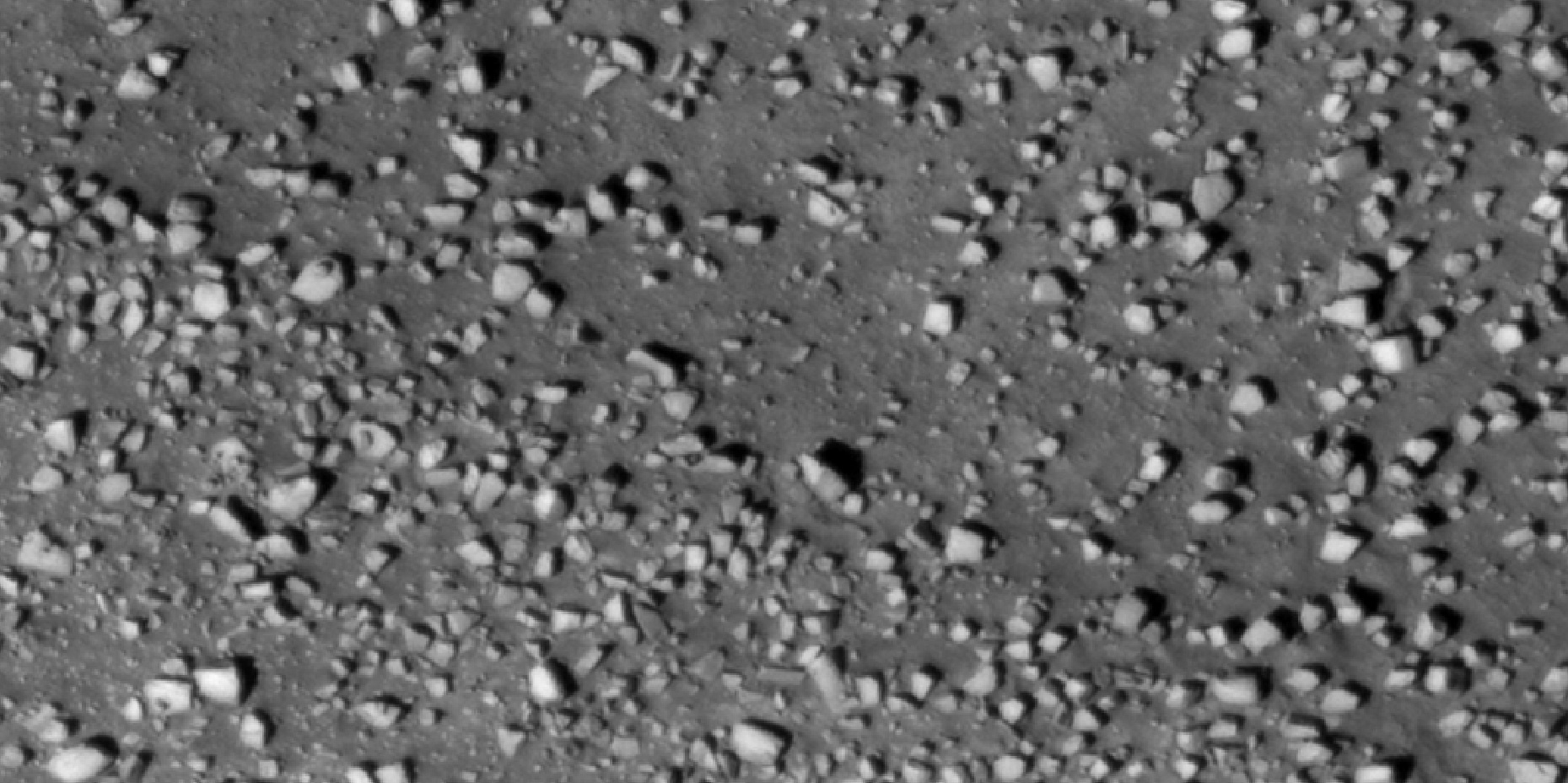
Vista cercana de los cantos rodados a lo largo del borde del cráter Los cantos rodados son aproximadamente del tamaño de automóviles o casas pequeñas. Fotografía tomada con HiRISE bajo el programa HiWish.
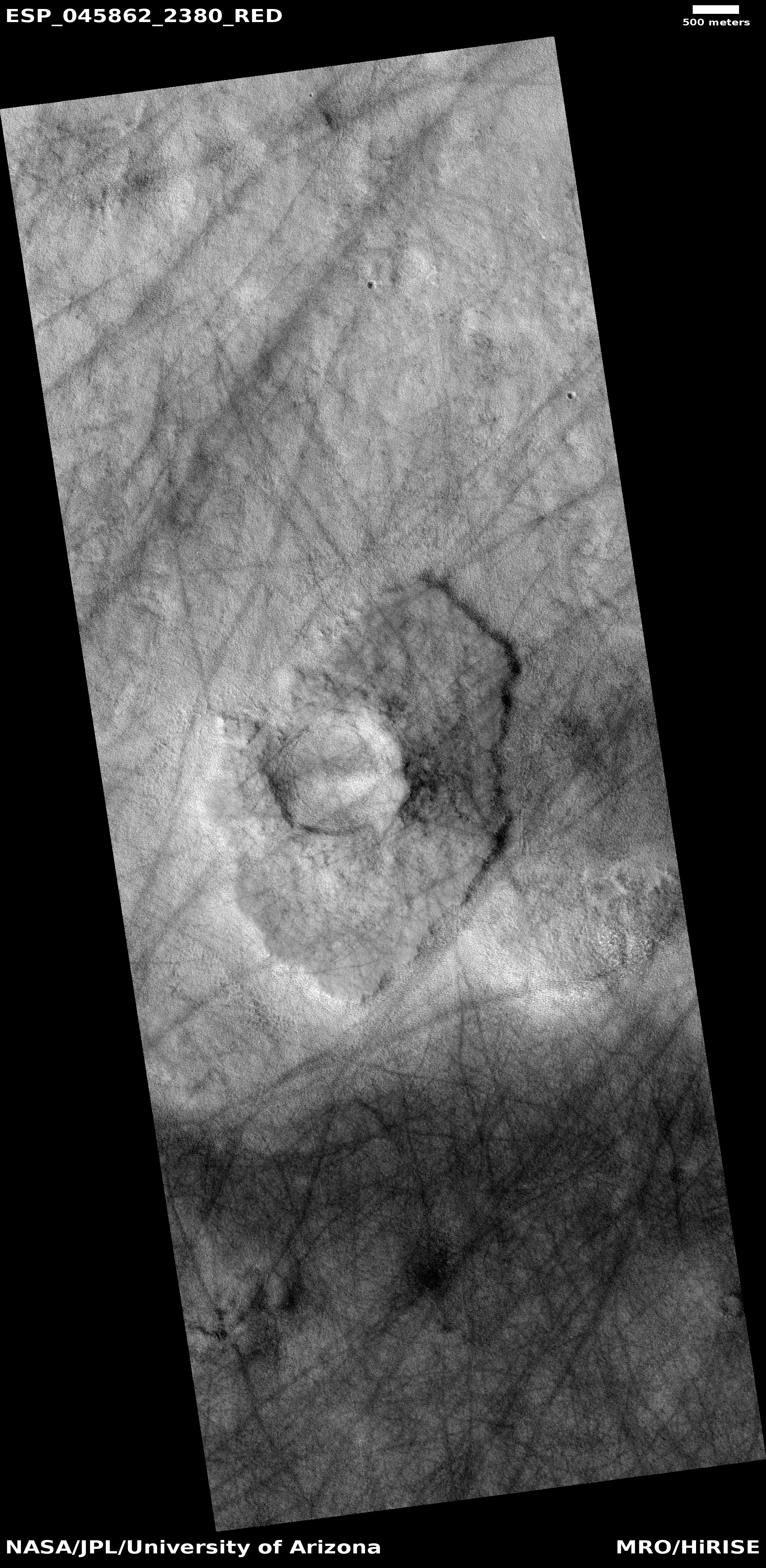
Cráter del pedestal y huellas del diablo de polvo, como las ve HiRISE en el programa HiWish
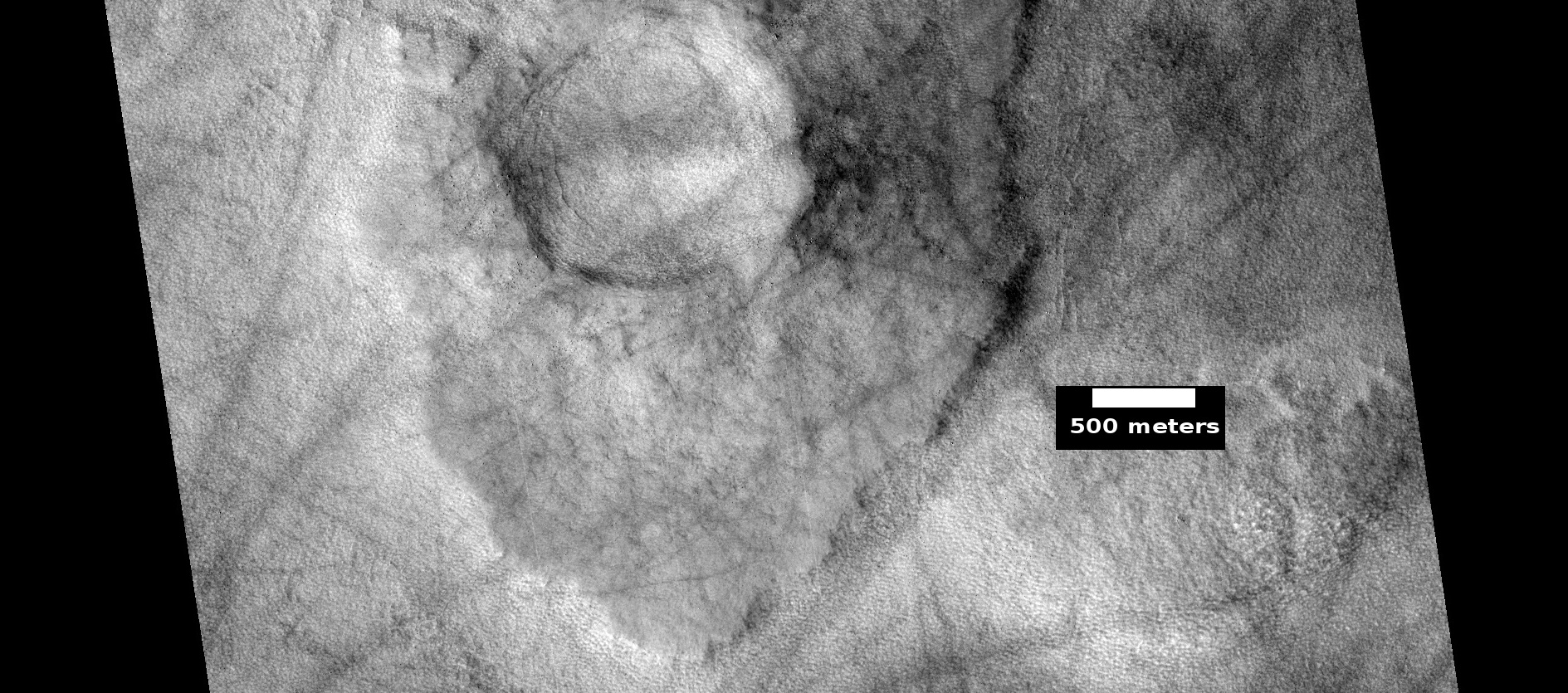
Vista cercana del cráter del pedestal y las huellas del diablo de polvo, como las ve HiRISE en el programa HiWish
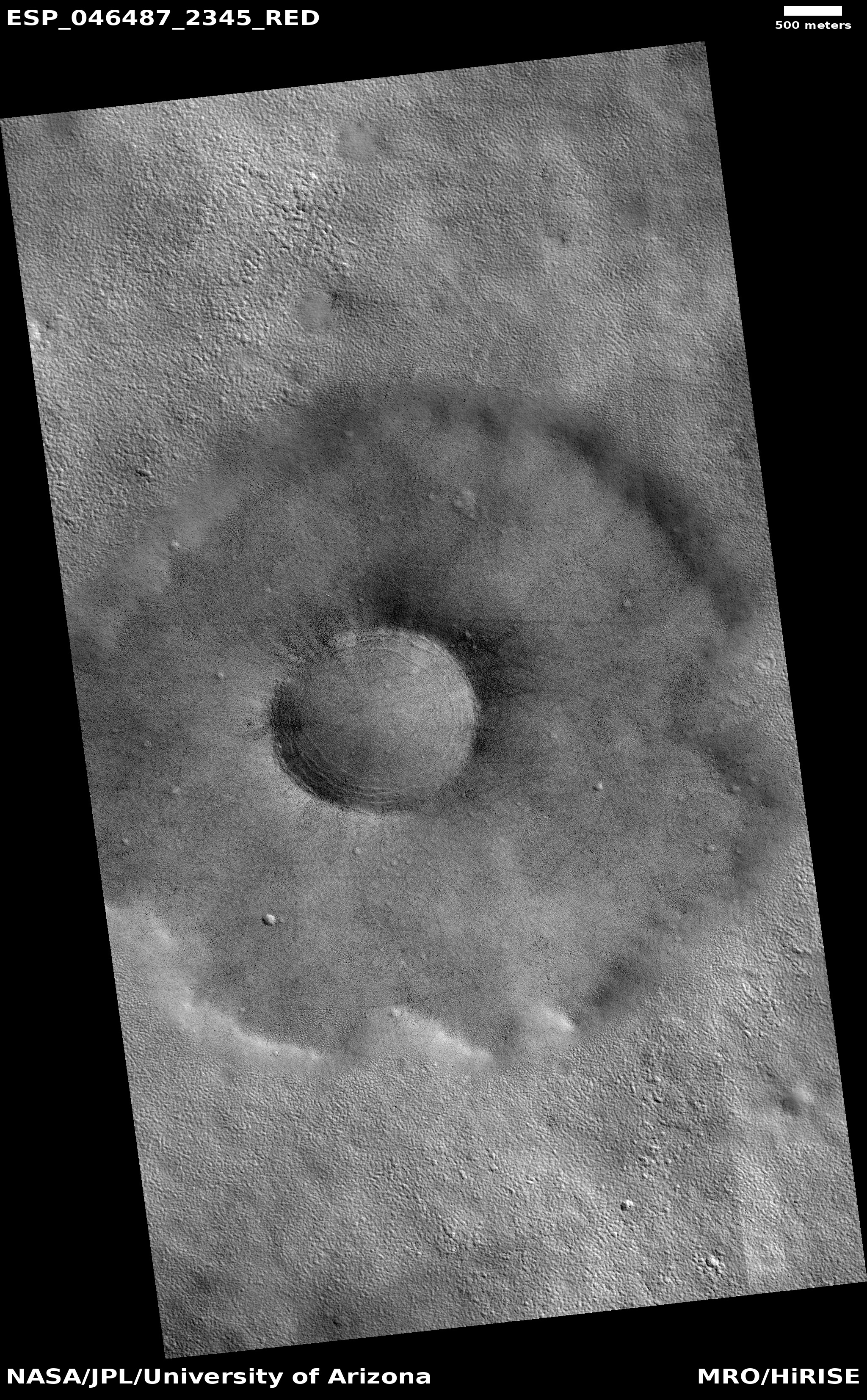
Cráter del pedestal, visto por HiRISE bajo el programa HiWish
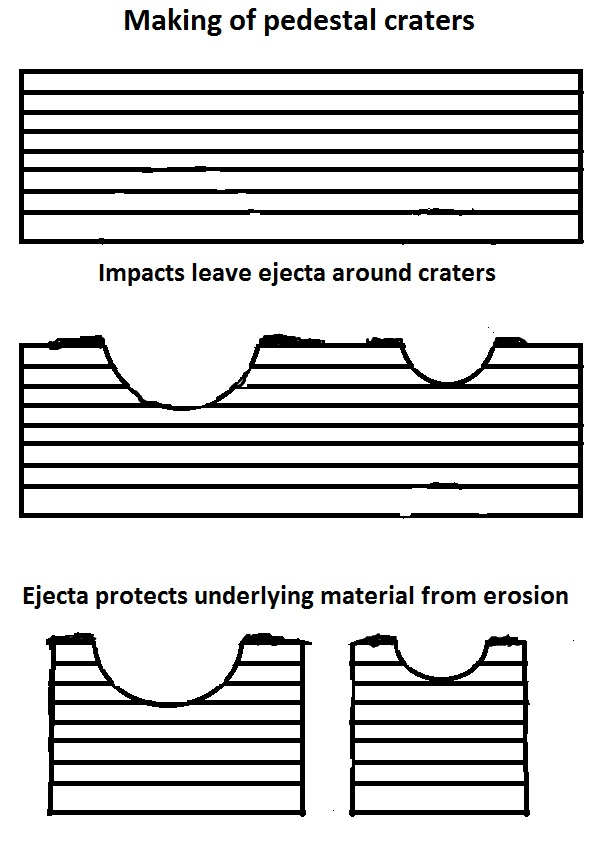
Los cráteres de pedestal se forman cuando la eyección de los impactos protege el material subyacente de la erosión. Como resultado de este proceso, los cráteres aparecen encaramados sobre su entorno.

## Conos
Algunas ubicaciones de Marte muestran una gran cantidad de conos. Muchos tienen hoyos en la parte superior. Se han presentado varias ideas sobre sus orígenes. Algunos están en el cuadrilátero de Casius como los de abajo.

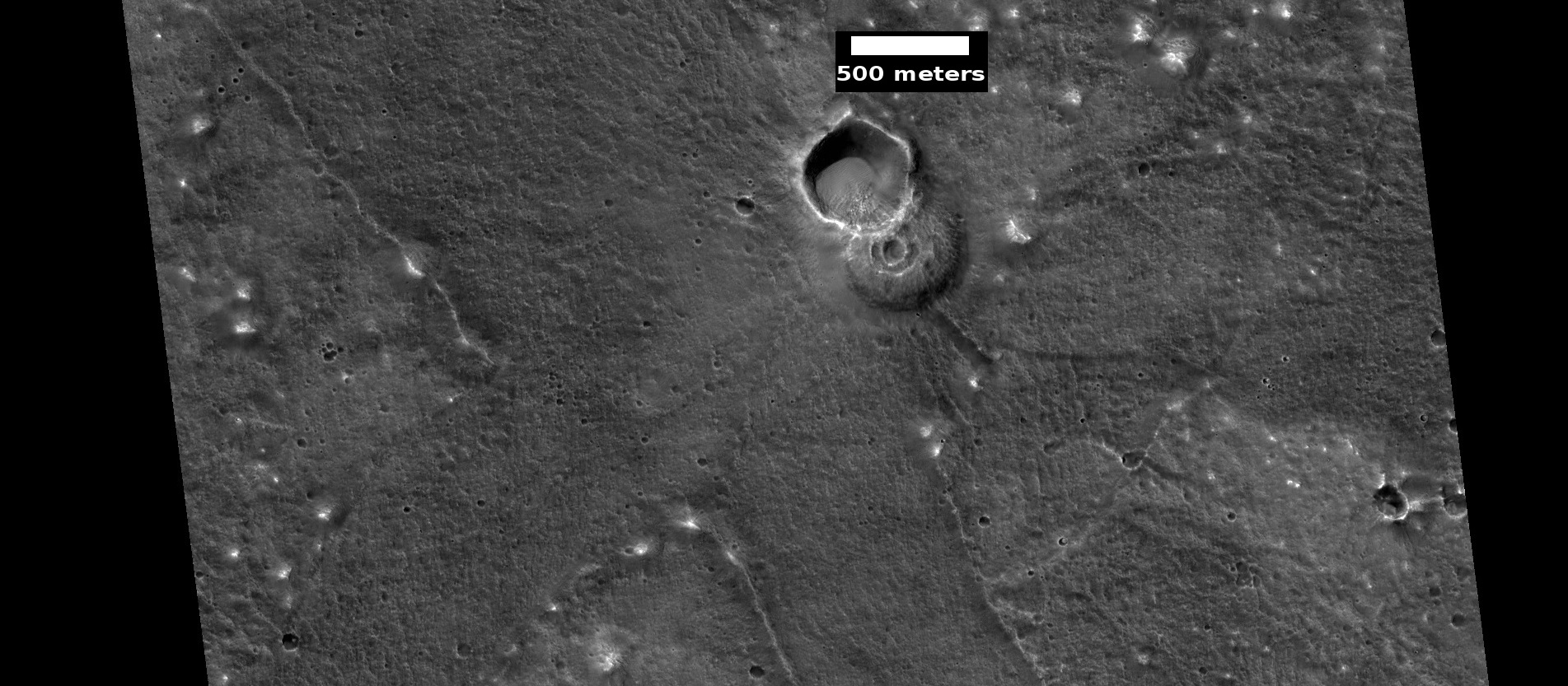
Conos junto con una banda de material de origen desconocido. Fotografía tomada con HiRISE bajo el programa HiWish.
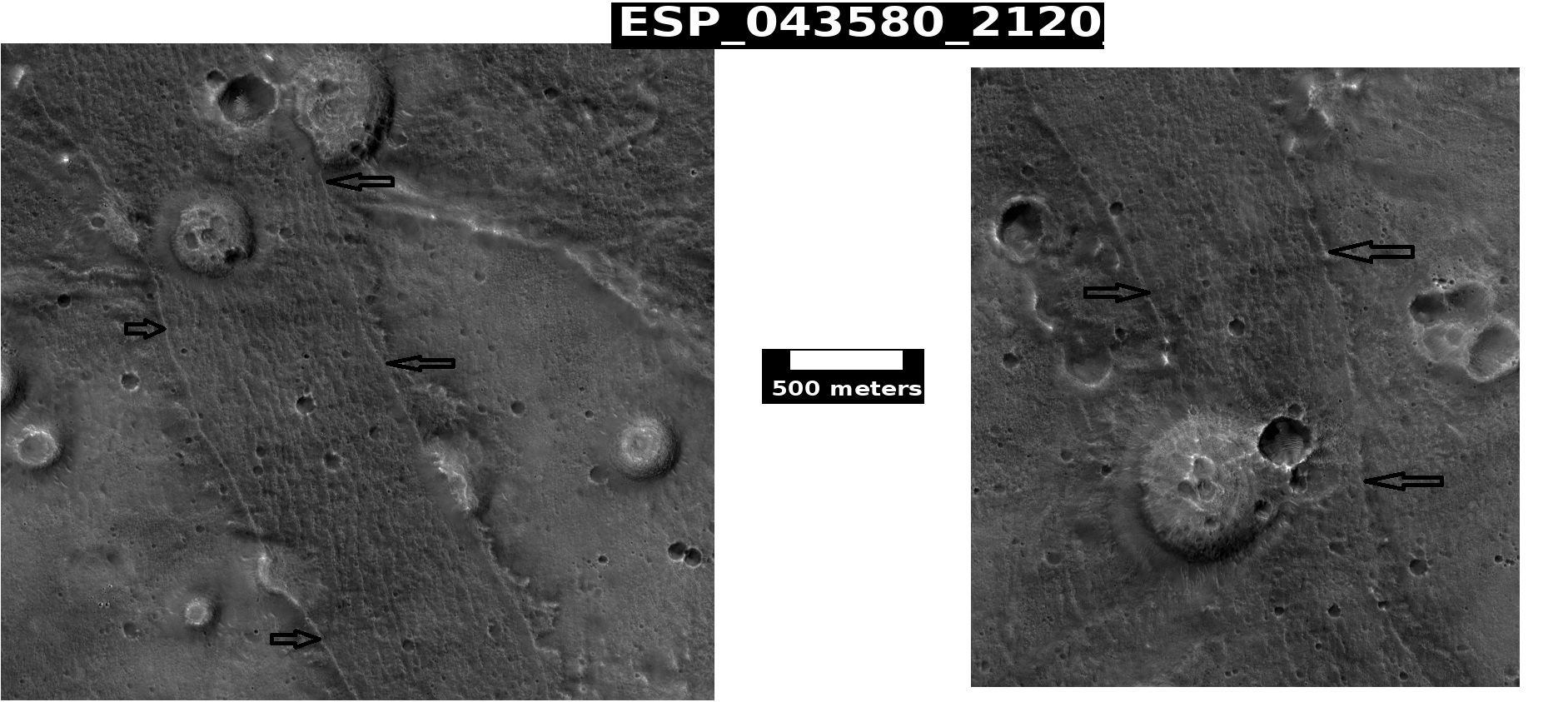
Conos junto con una banda de material de origen desconocido. Fotografía tomada con HiRISE bajo el programa HiWish. Las flechas apuntan al borde de las bandas.

## Redes de crestas lineales
Las redes de crestas lineales se encuentran en varios lugares de Marte dentro y alrededor de los cráteres. Las crestas a menudo aparecen como segmentos en su mayoría rectos que se cruzan en forma de celosía. Tienen cientos de metros de largo, decenas de metros de alto y varios metros de ancho. Se cree que los impactos crearon fracturas en la superficie, estas fracturas luego actuaron como canales para los fluidos. Los fluidos cementaron las estructuras. Con el paso del tiempo, el material circundante se erosionó, dejando atrás duras crestas. Dado que las crestas se encuentran en lugares con arcilla, estas formaciones podrían servir como un marcador para la arcilla que requiere agua para su formación.

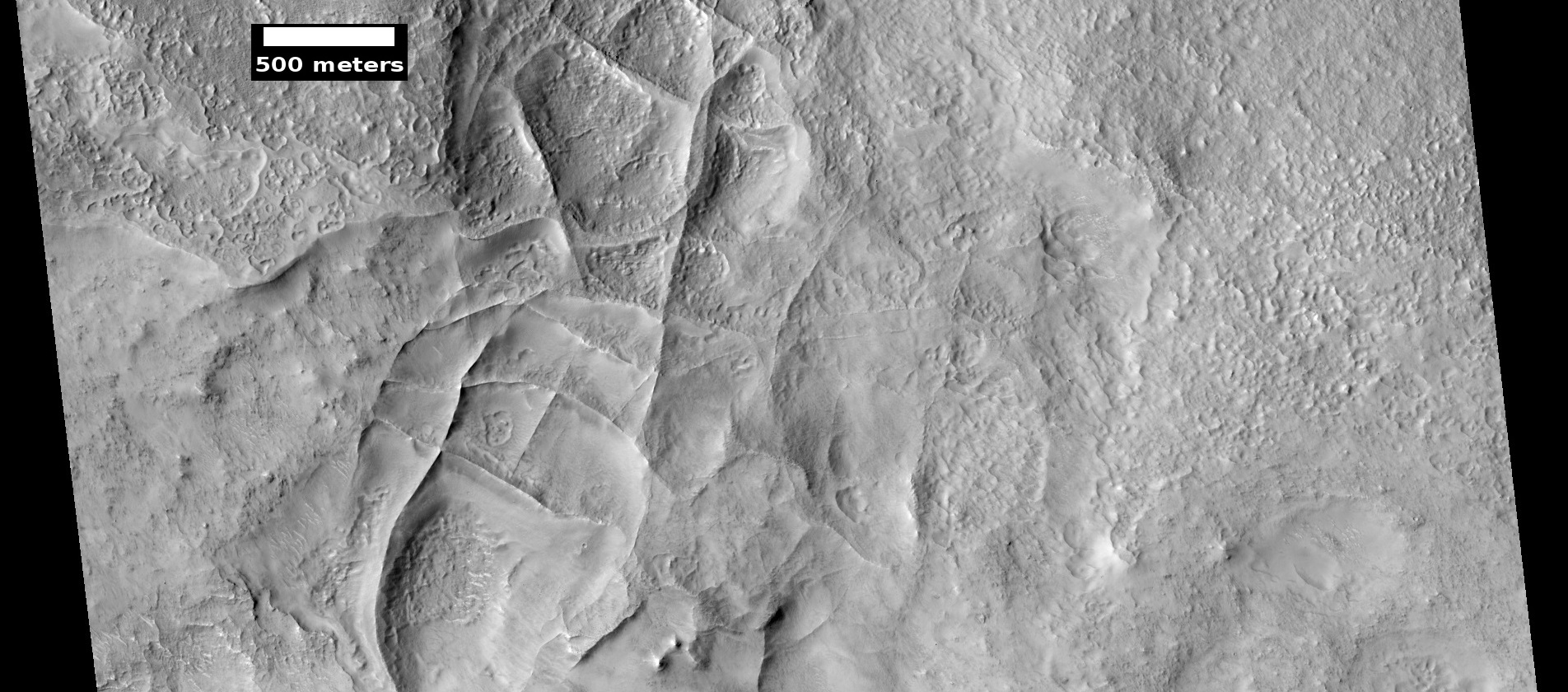
Red de crestas, como la ve HiRISE en el programa HiWish Las crestas se pueden formar de varias formas.
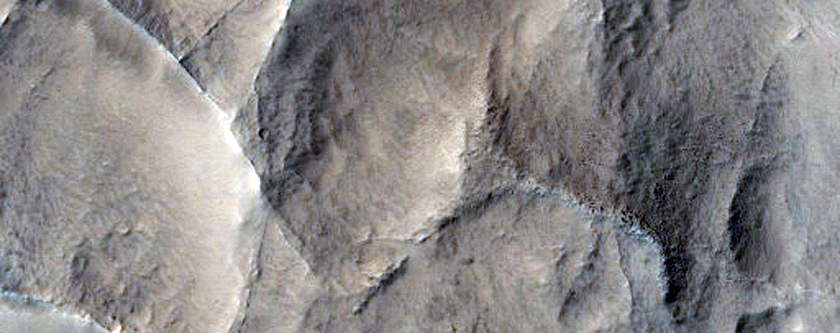
Color, primer plano de las crestas que se ven en la imagen anterior, como las ve HiRISE en el programa HiWish
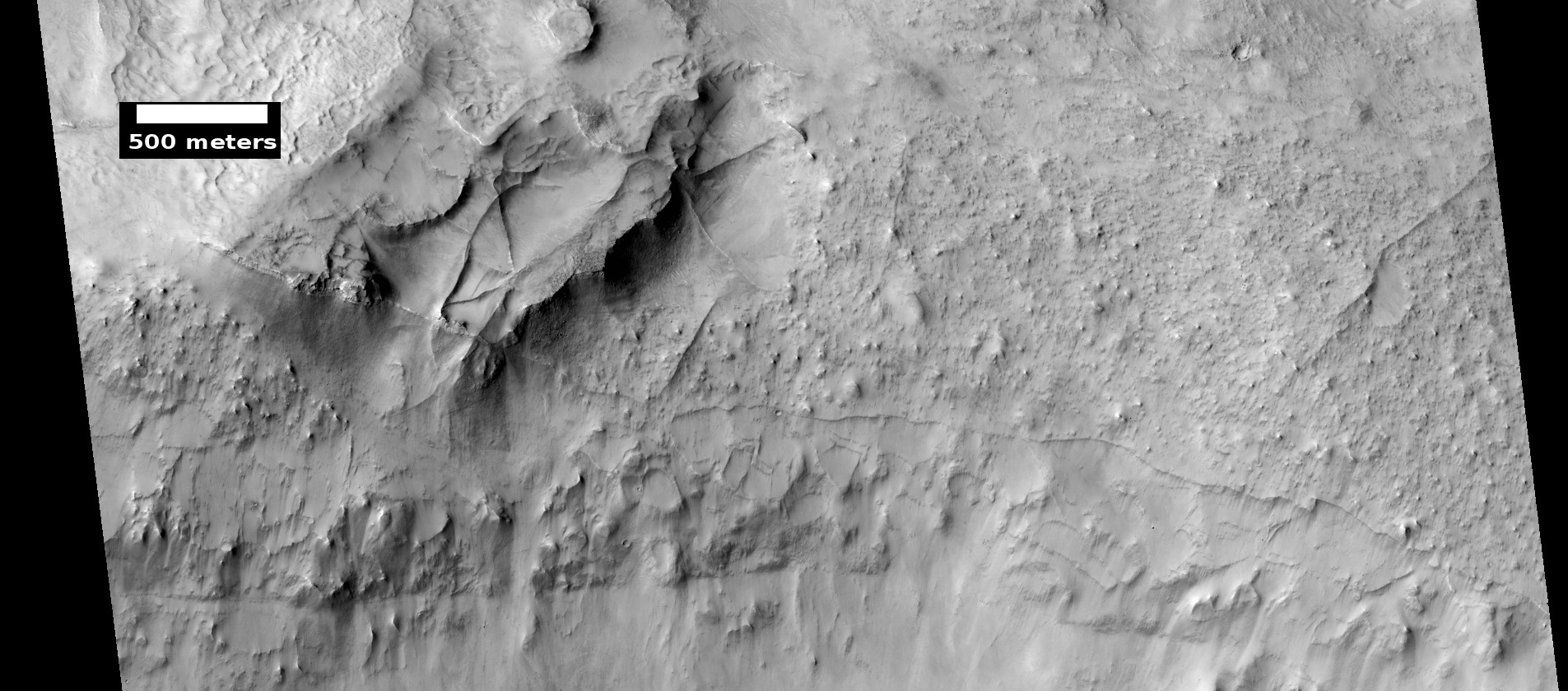
Más crestas del mismo lugar que las dos imágenes anteriores, como las ve HiRISE en el programa HiWish
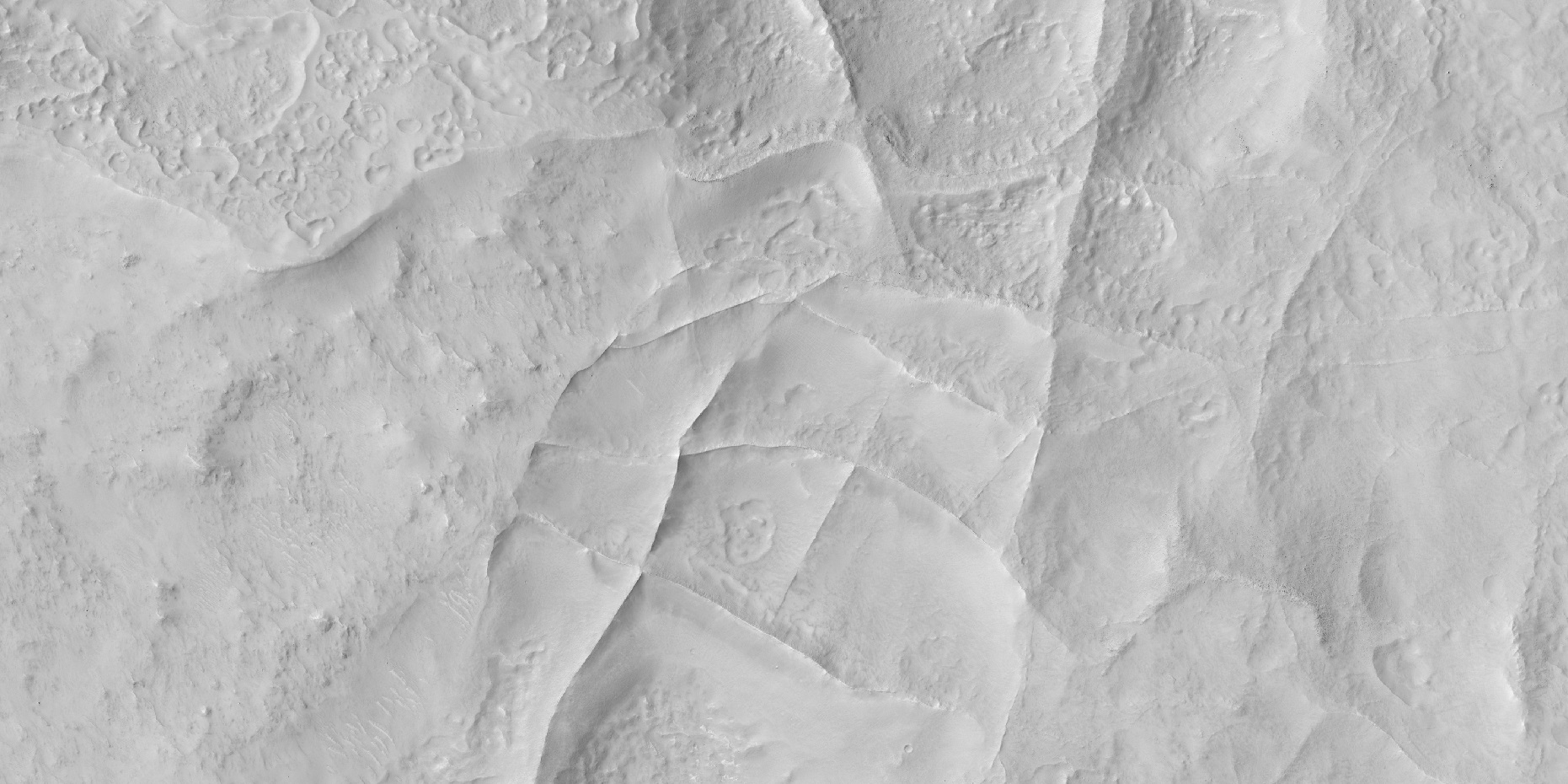
Primer plano de la red Ridge, visto por HiRISE en el programa HiWish
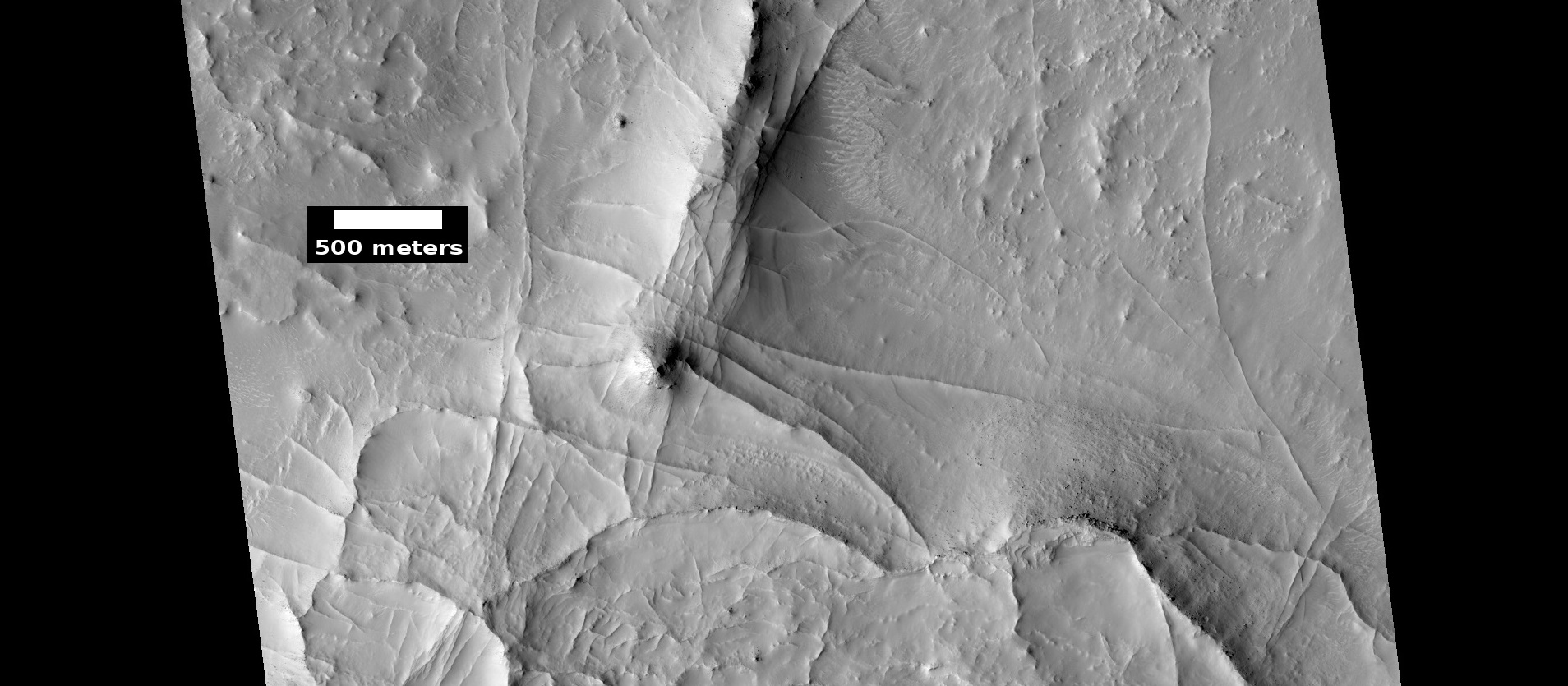
Red de crestas lineales, visto por HiRISE en el programa HiWish
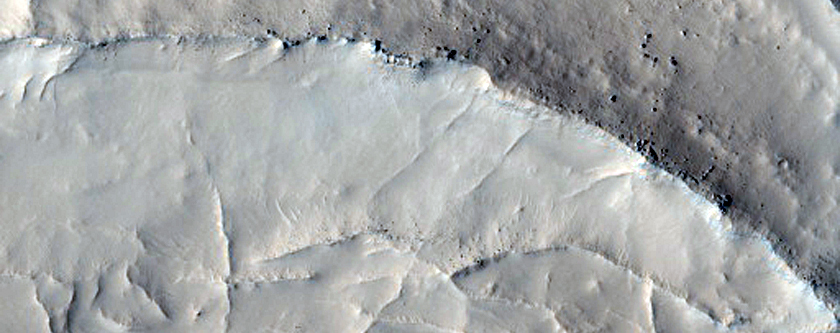
Imagen de primer plano y en color de la imagen anterior de la red de crestas lineales, visto por HiRISe en el programa HiWish
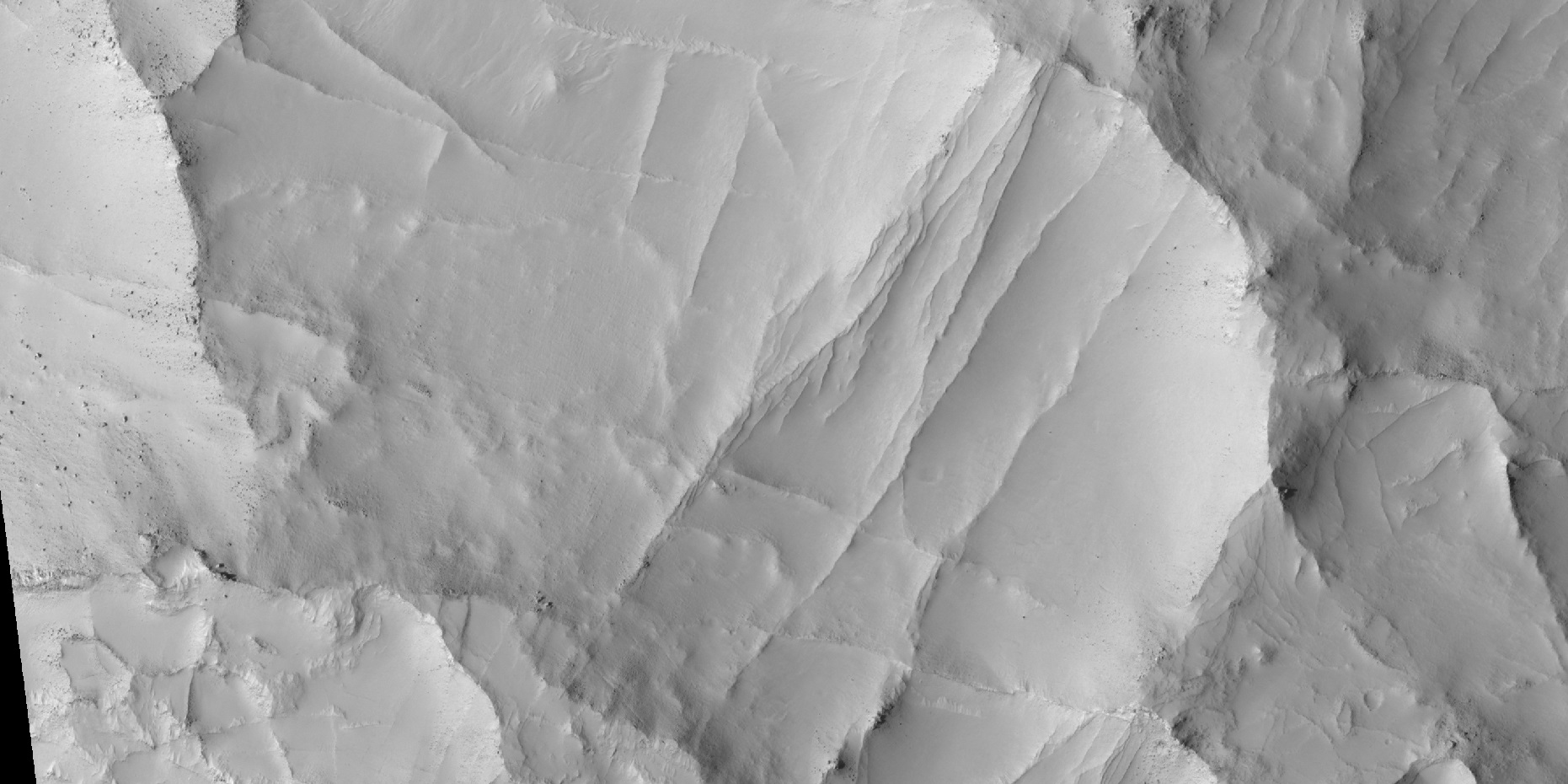
Primer plano de las crestas, visto por HiRISE en el programa HiWish
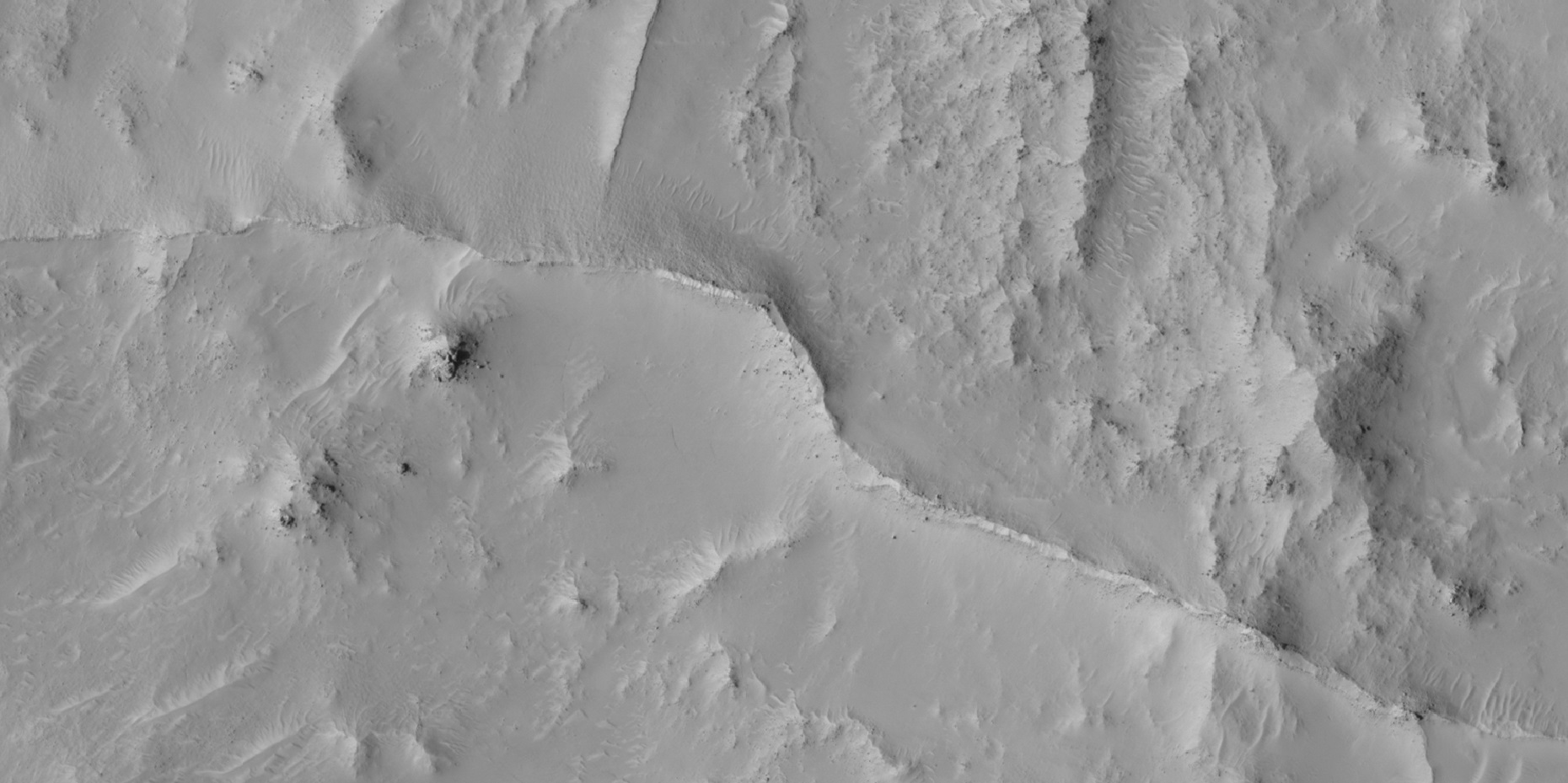
Primer plano de las crestas, visto por HiRISE en el programa HiWish
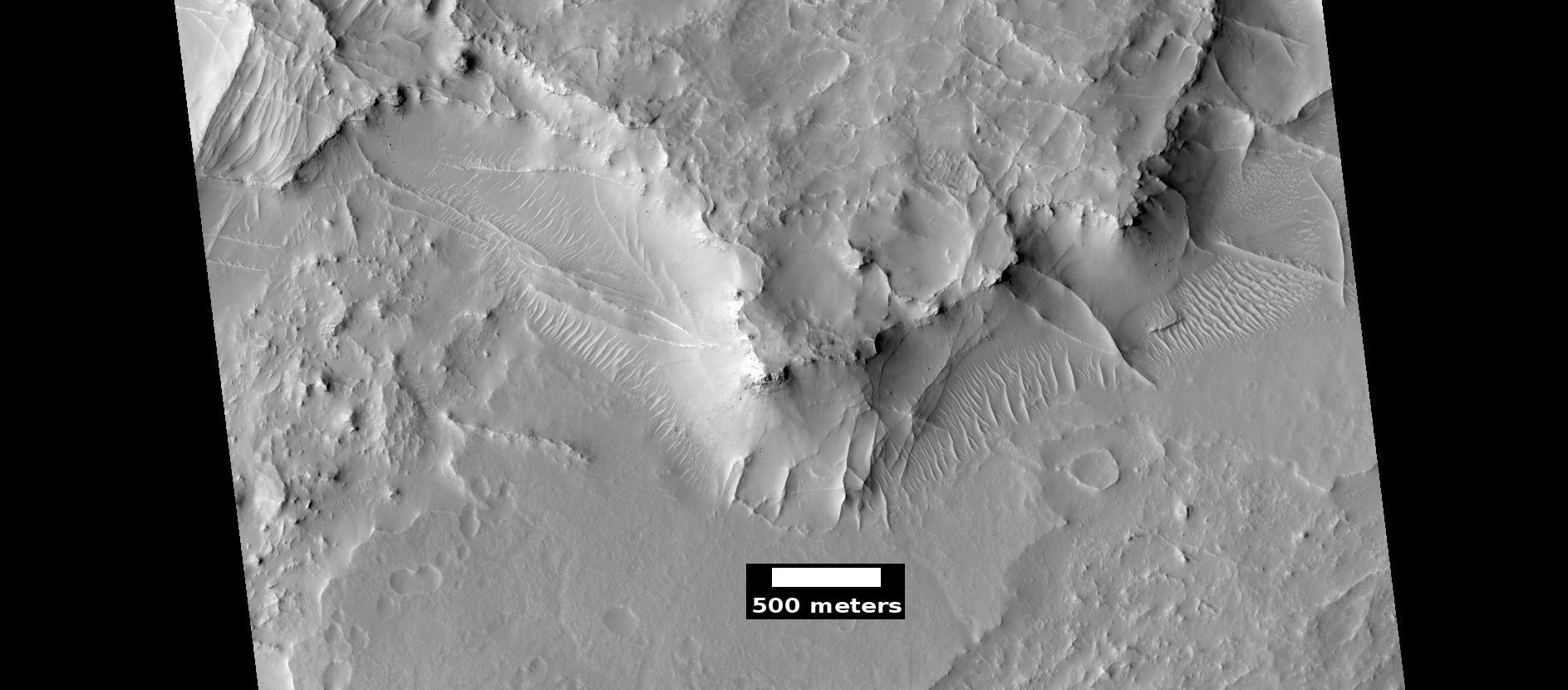
Más redes de crestas lineales, visto por HiRISE en el programa HiWish
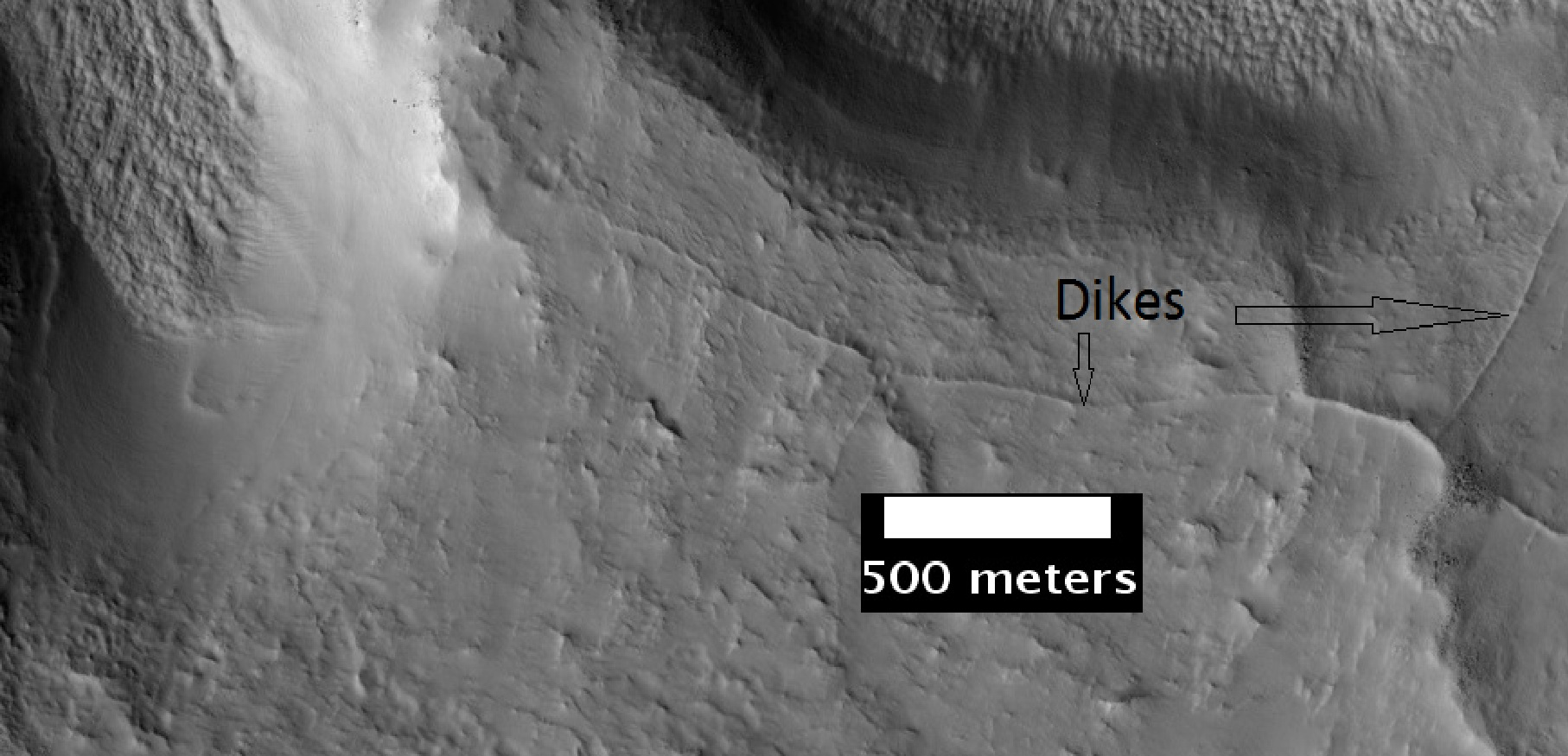
Estas crestas pueden ser diques o juntas formadas como consecuencia del impacto de un cráter. Visto por HiRISE bajo el programa HiWish.
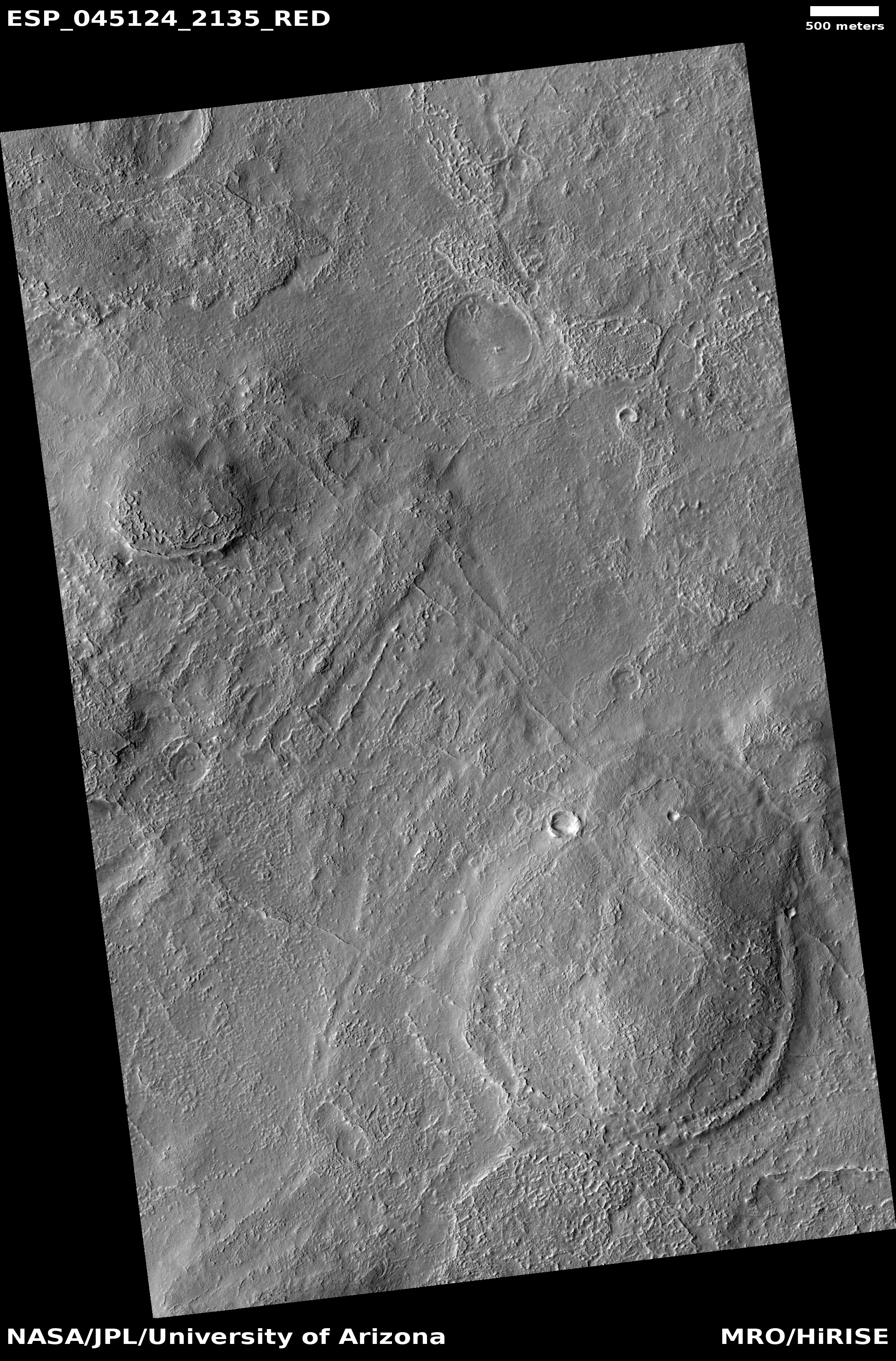
Crestas, vistas por HiRISE bajo el programa HiWish
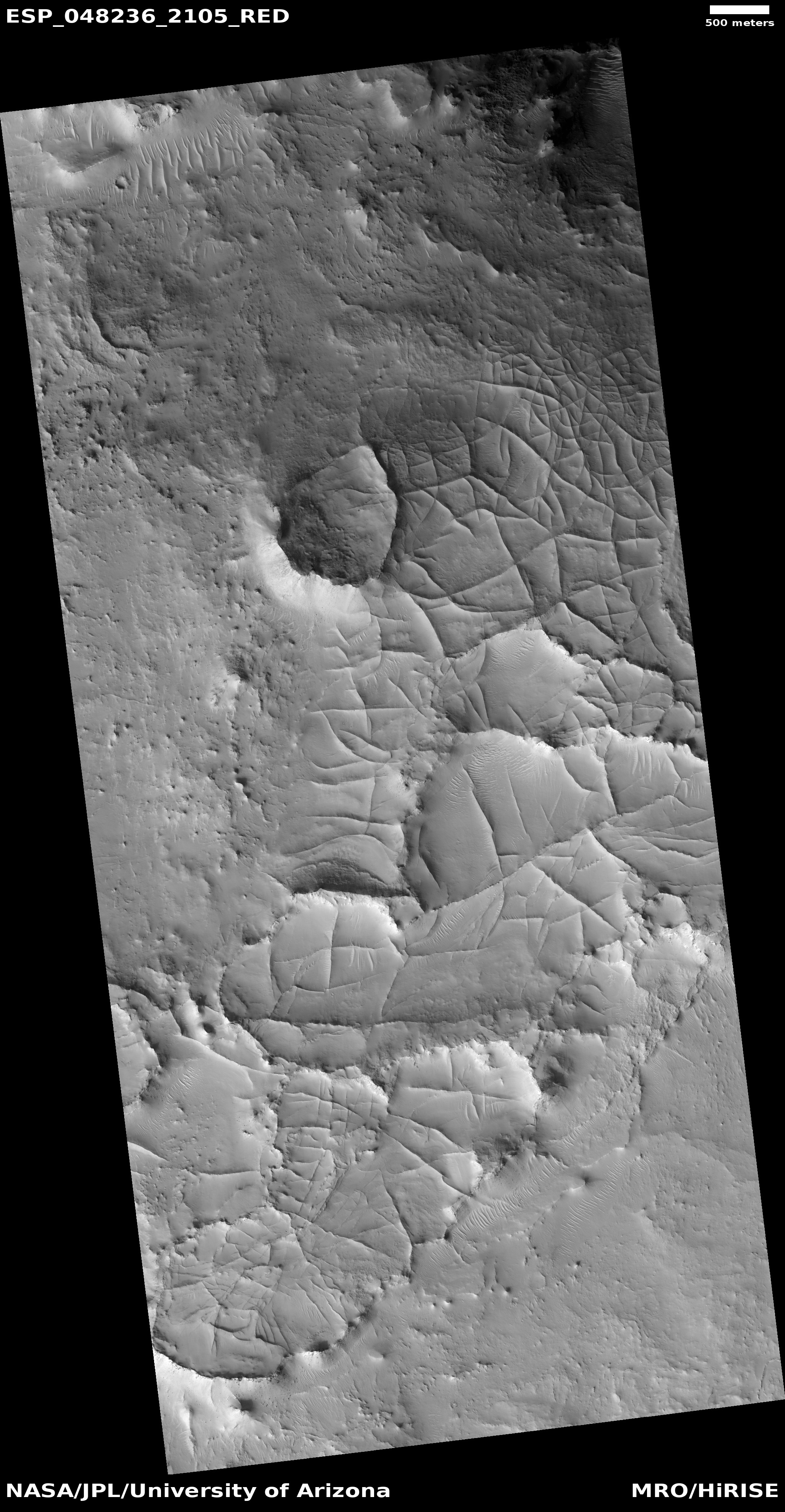
Amplia vista de la red de crestas, visto por HiRISE en el programa HiWish Algunas partes de esta imagen se amplían en las siguientes imágenes.
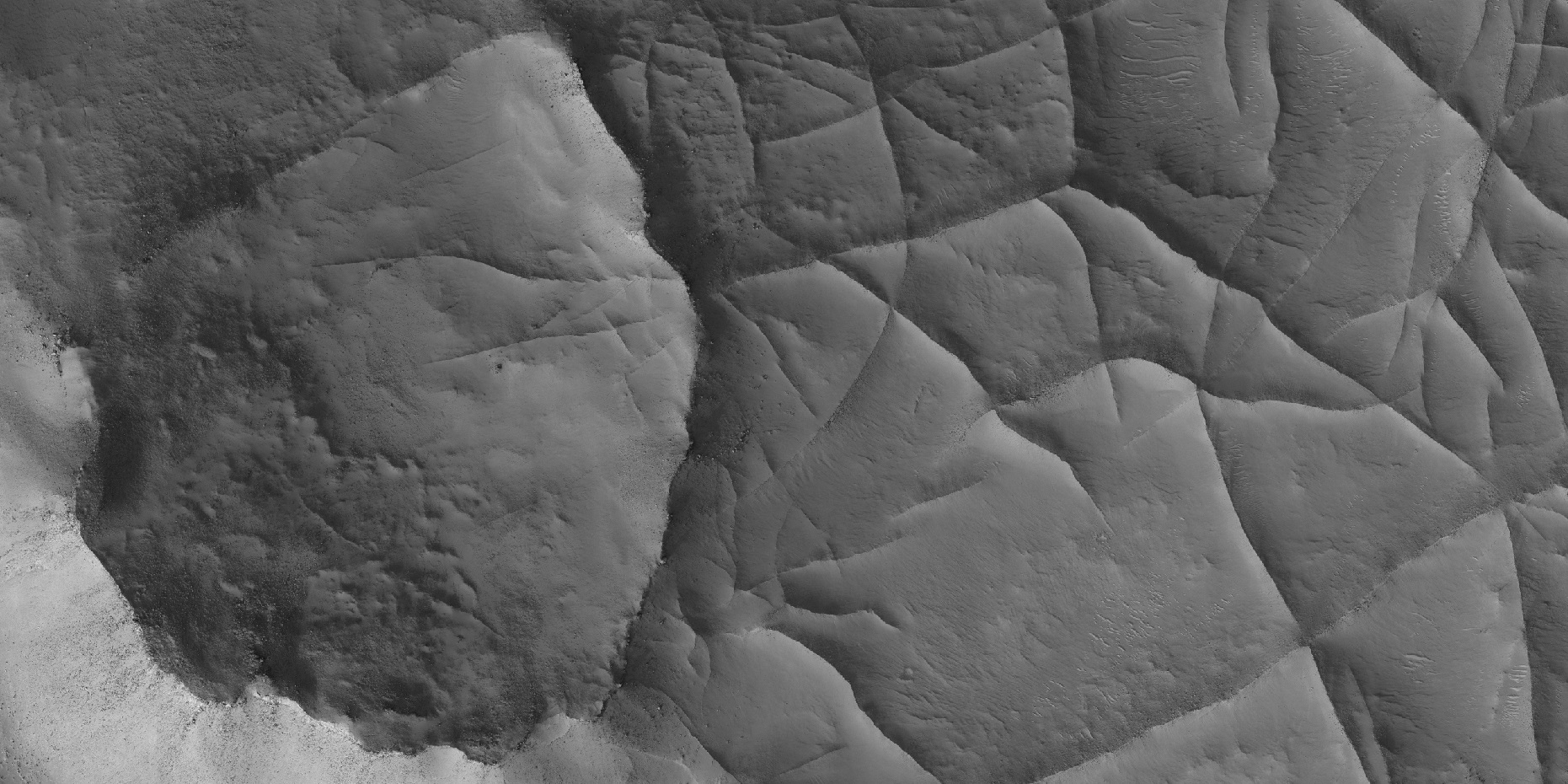
Vista cercana de la red de crestas, vista por HiRISE bajo el programa HiWish Esta es una ampliación de una imagen anterior.
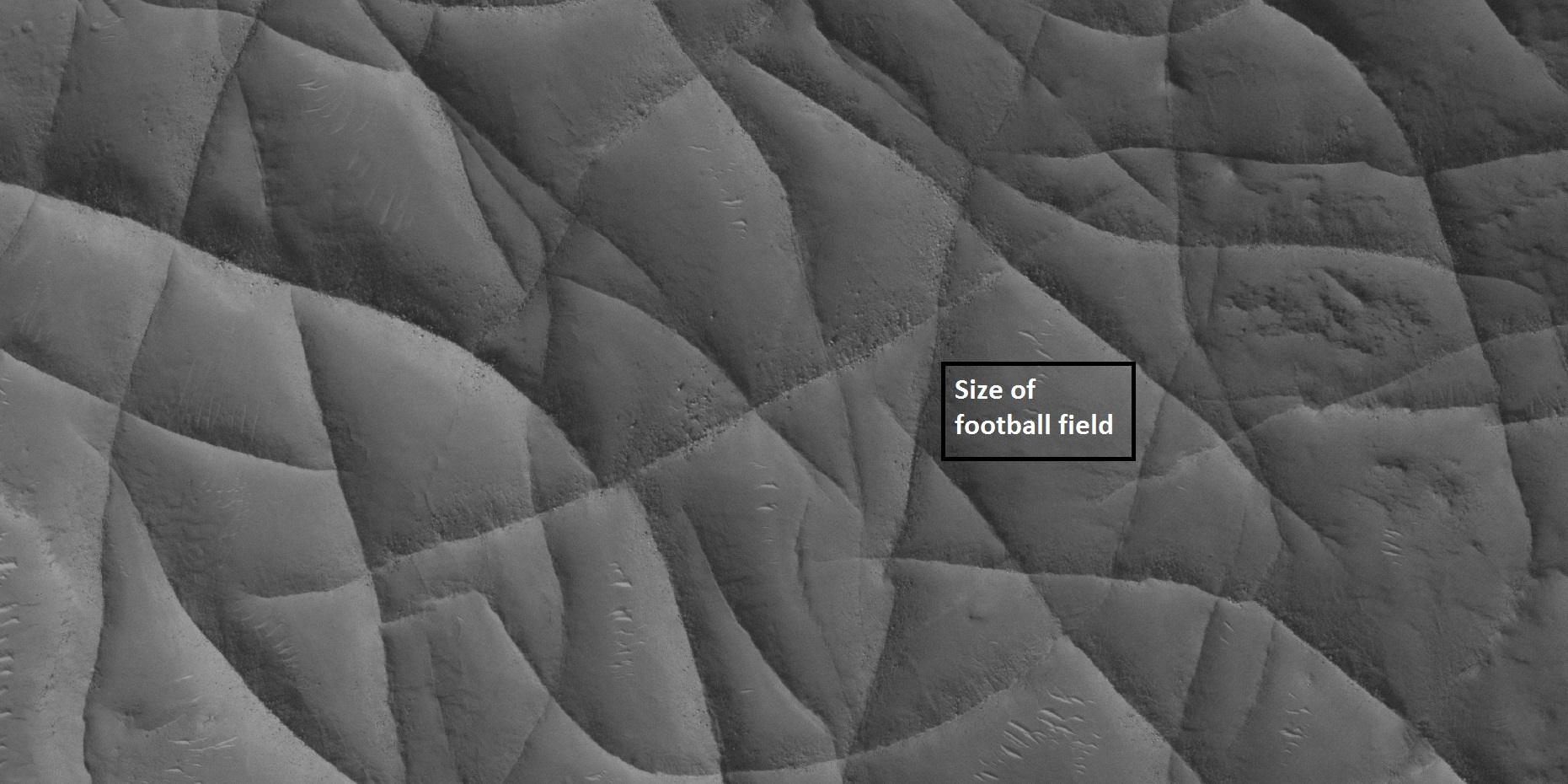
Vista cercana de la red de crestas, vista por HiRISE bajo el programa HiWish Esta es una ampliación de una imagen anterior. El cuadro muestra el tamaño de un campo de fútbol.
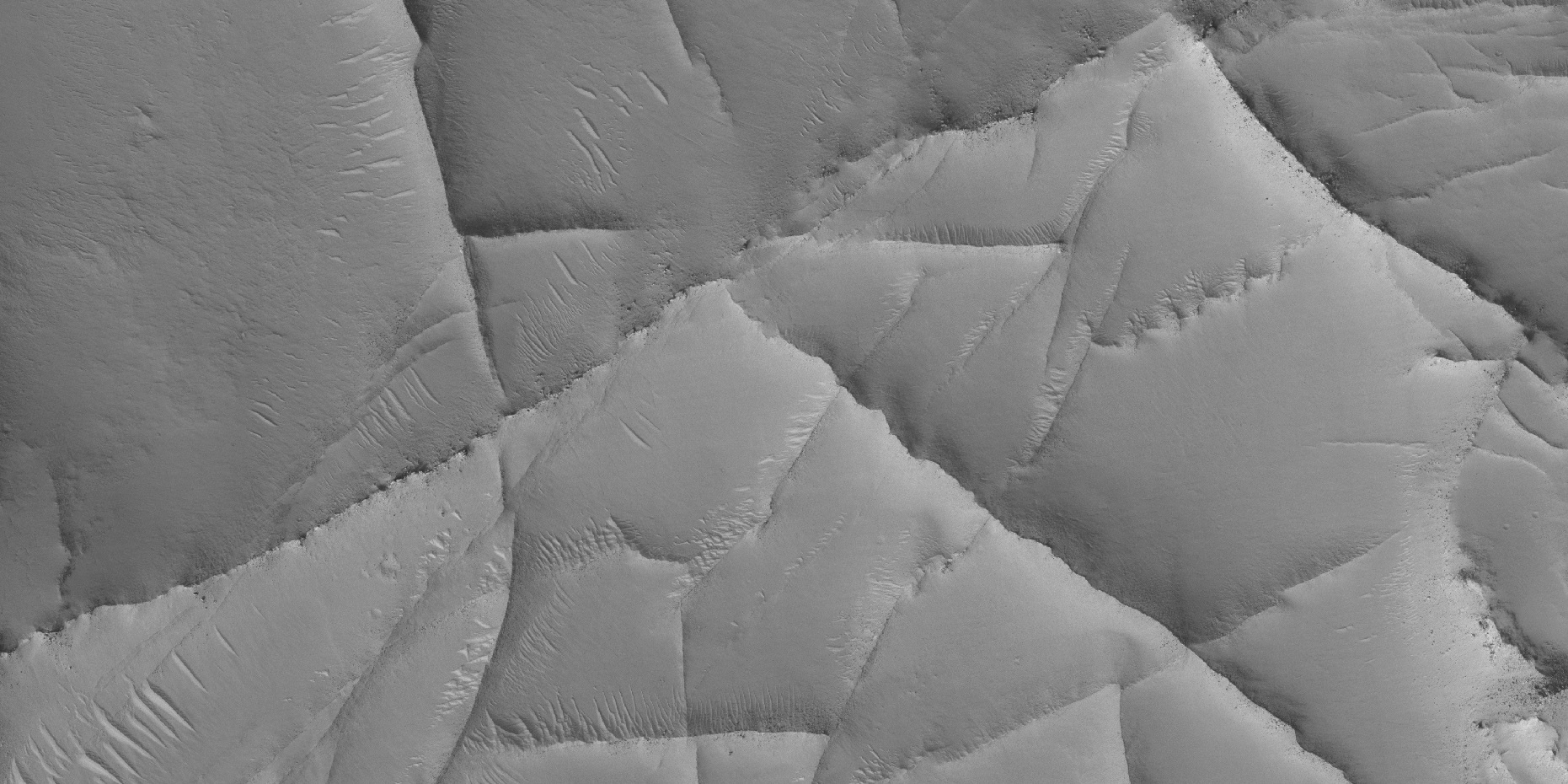
Vista cercana de la red de crestas, vista por HiRISE bajo el programa HiWish Esta es una ampliación de una imagen anterior.
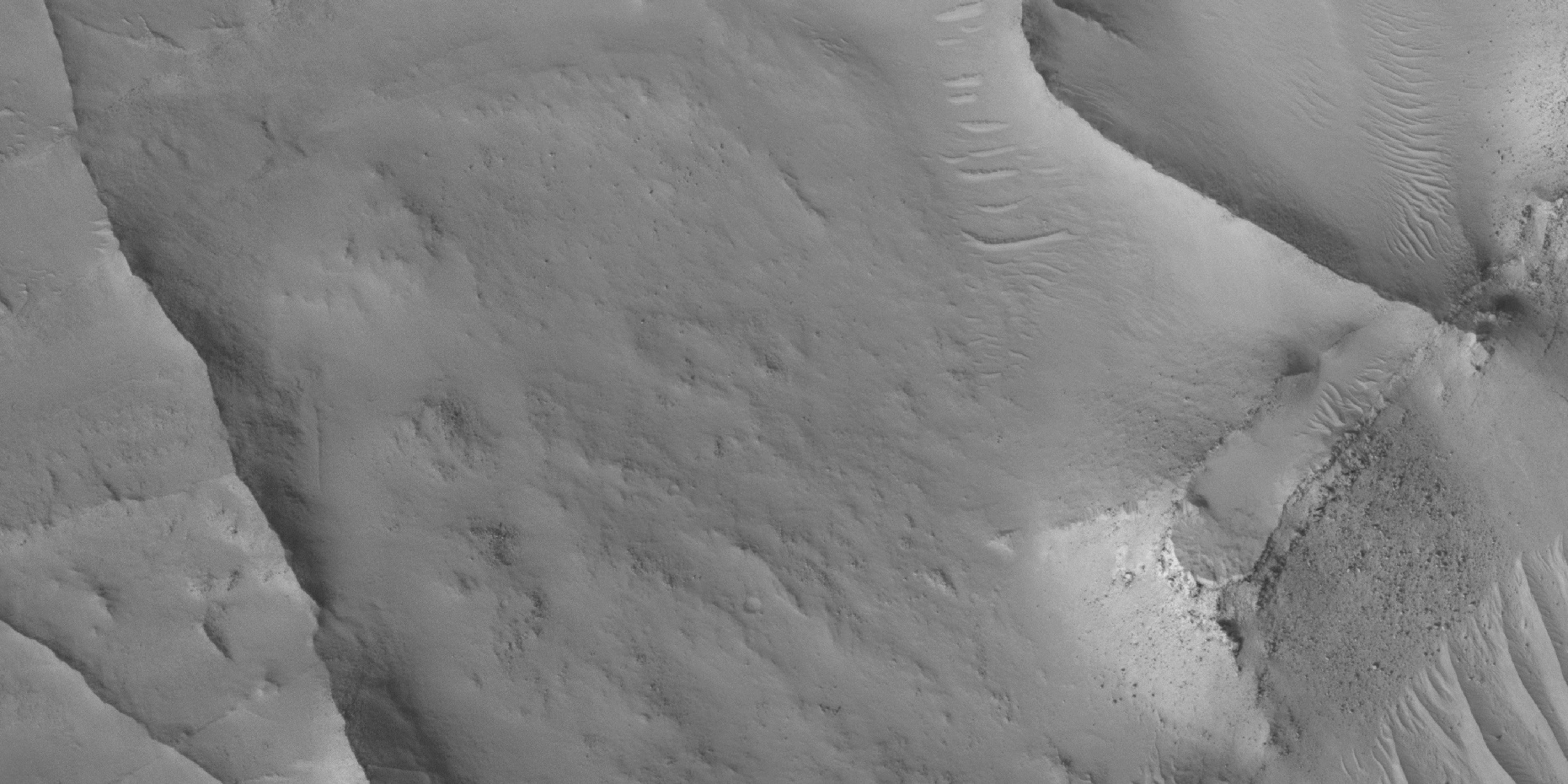
Vista cercana de las crestas, visto por HiRISE bajo el programa HiWish Esta es una ampliación de una imagen anterior. Una pequeña mesa en la imagen muestra capas.
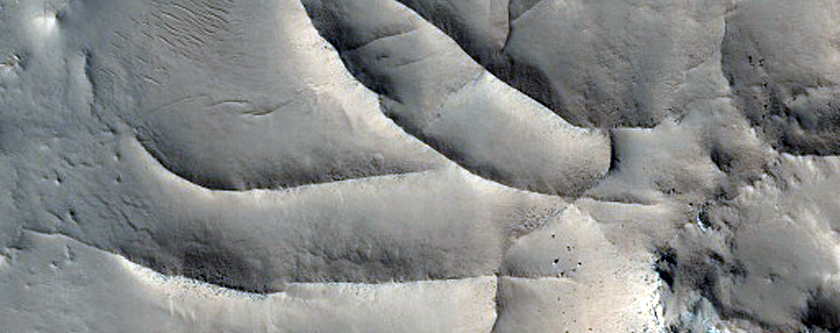
Vista cercana a color de la red de crestas, visto por HiRISE en el programa HiWish Esta es una ampliación de una imagen anterior.
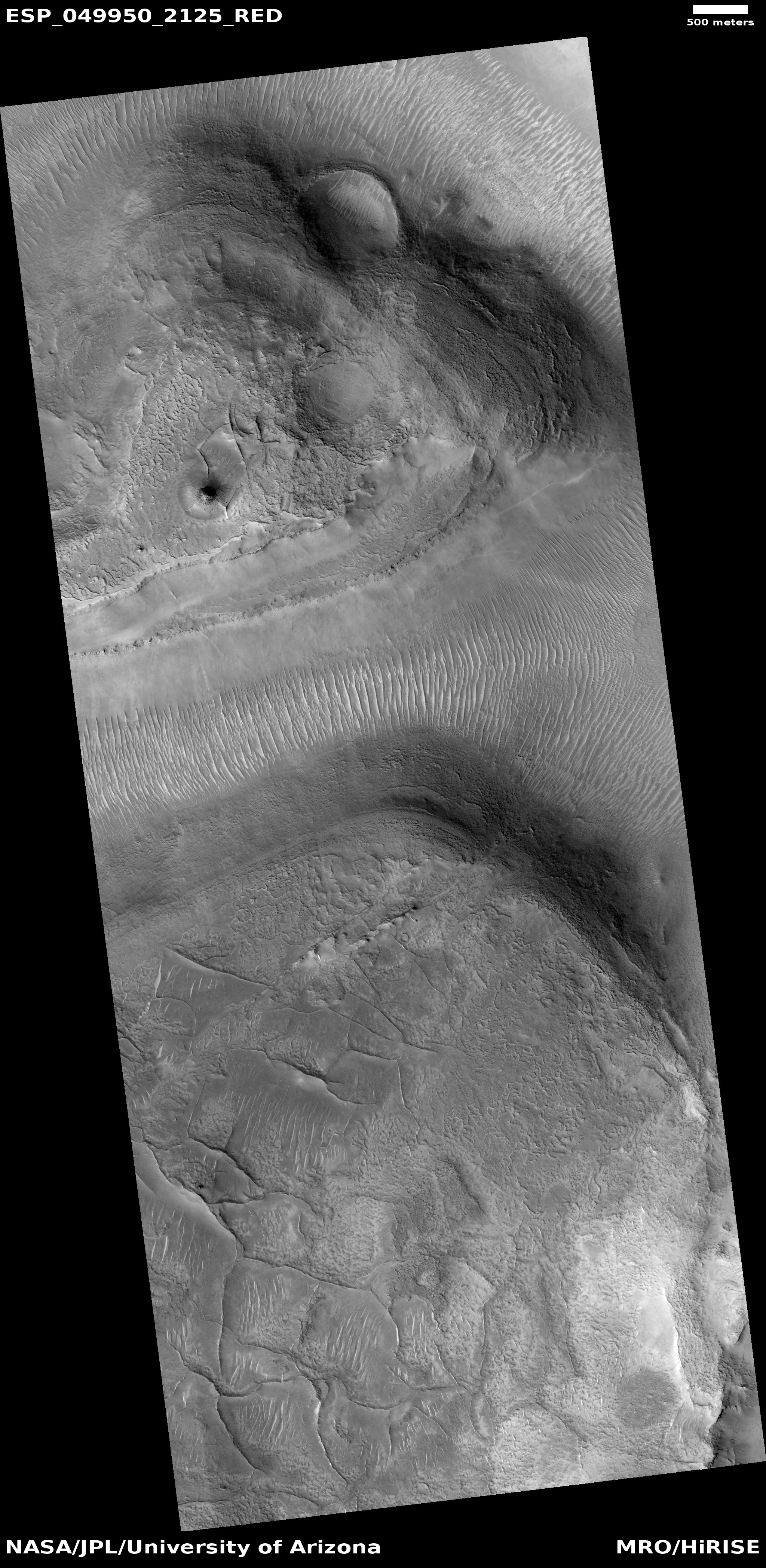
Amplia vista de las redes de crestas, visto por HiRISE en el programa HiWish
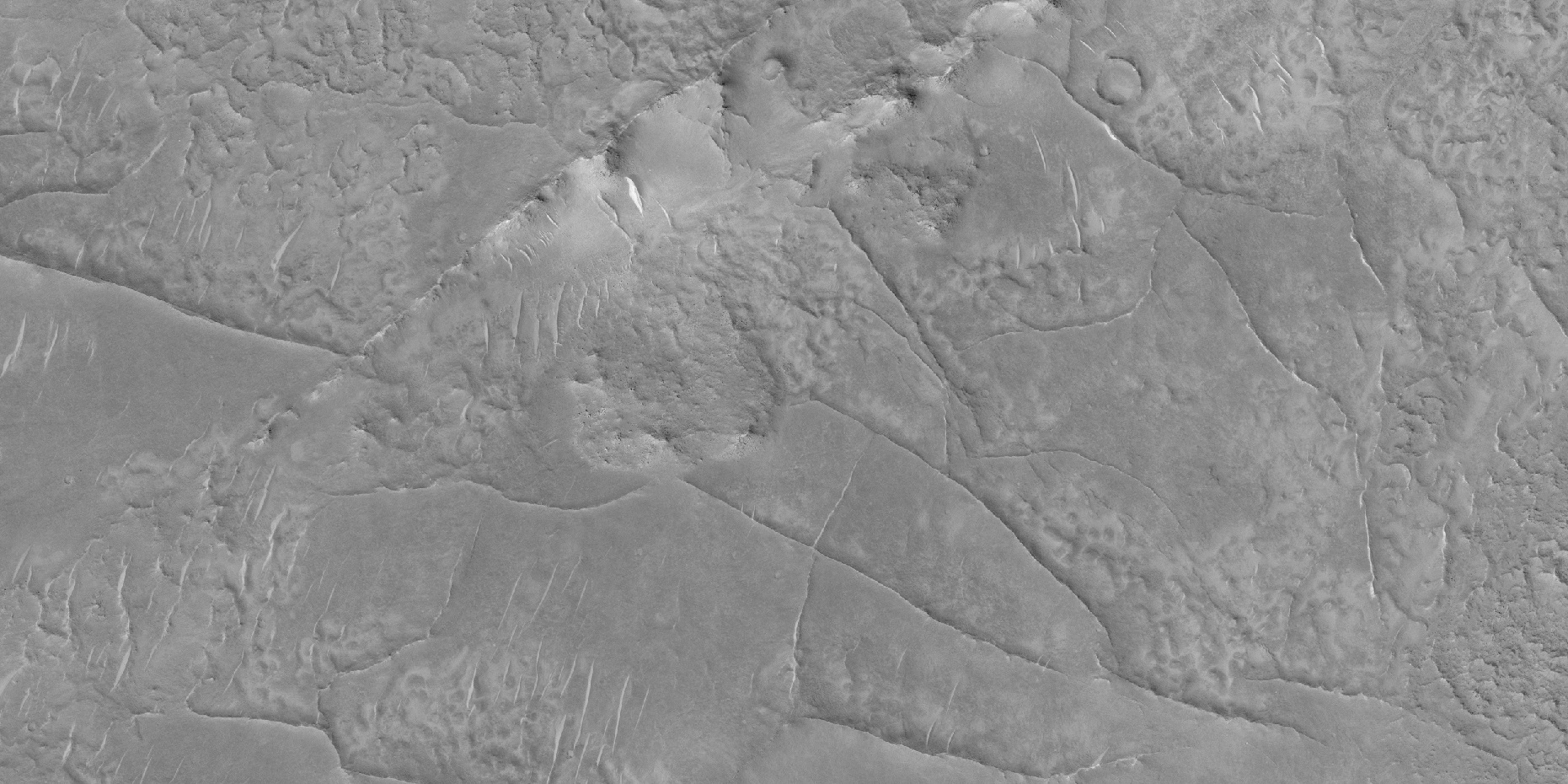
Vista cercana de las redes de crestas, visto por HiRISE en el programa HiWish
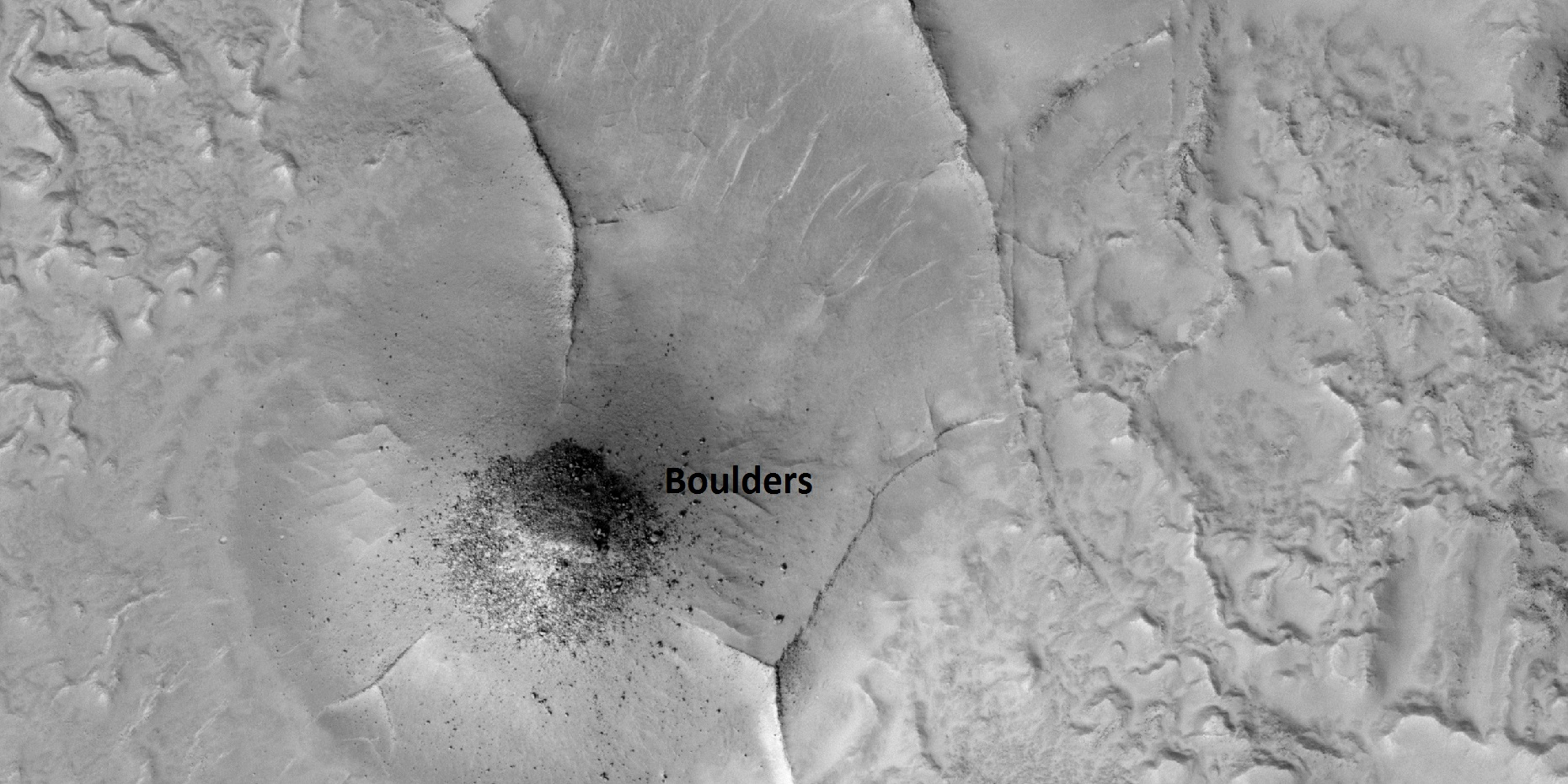
Vista cercana de las redes de crestas, visto por HiRISE en el programa HiWish. Se ven muchos cantos rodados.
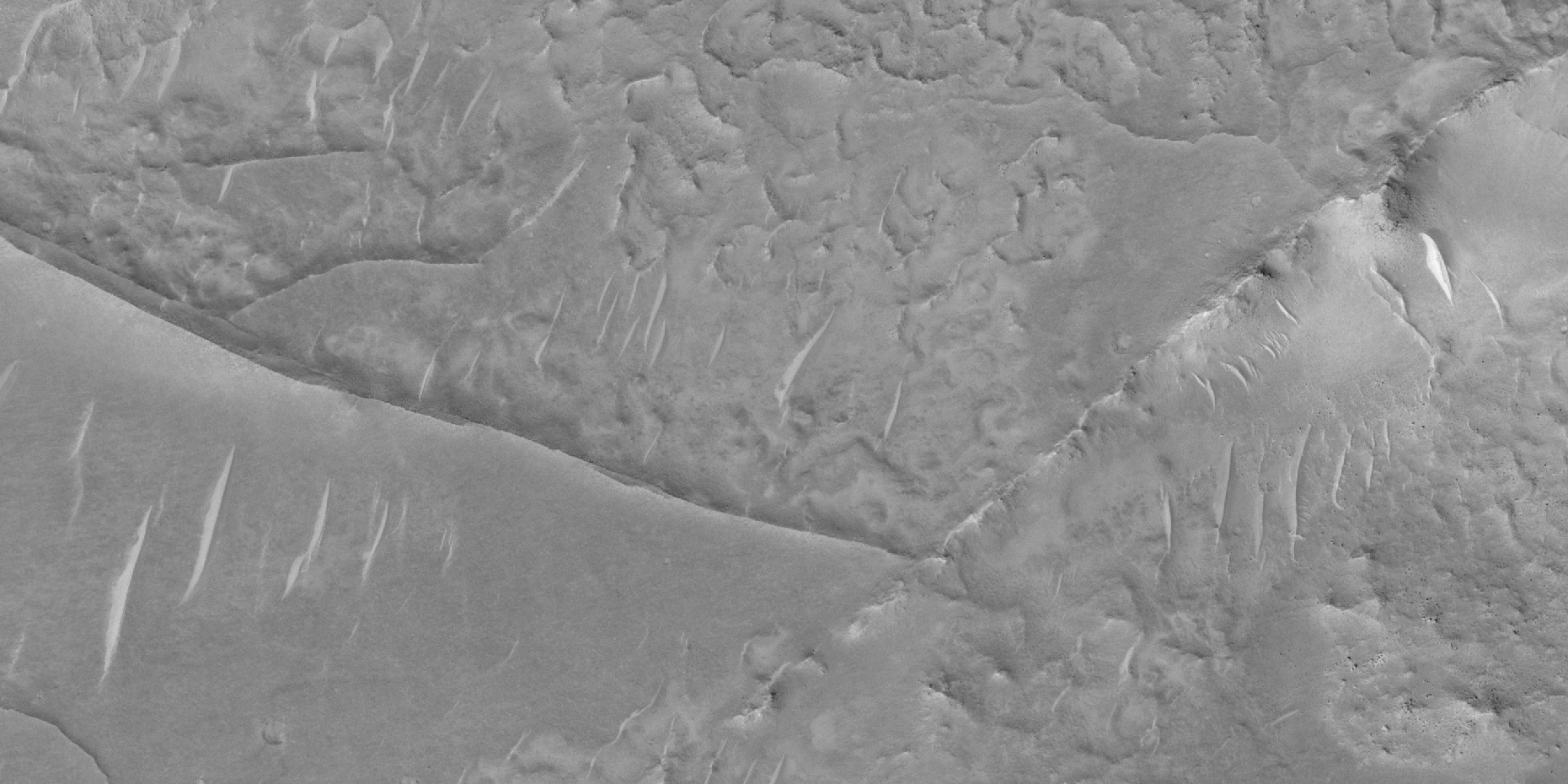
Vista cercana de las redes de crestas, visto por HiRISE en el programa HiWish En esta imagen se pueden ver crestas de diferentes tamaños.
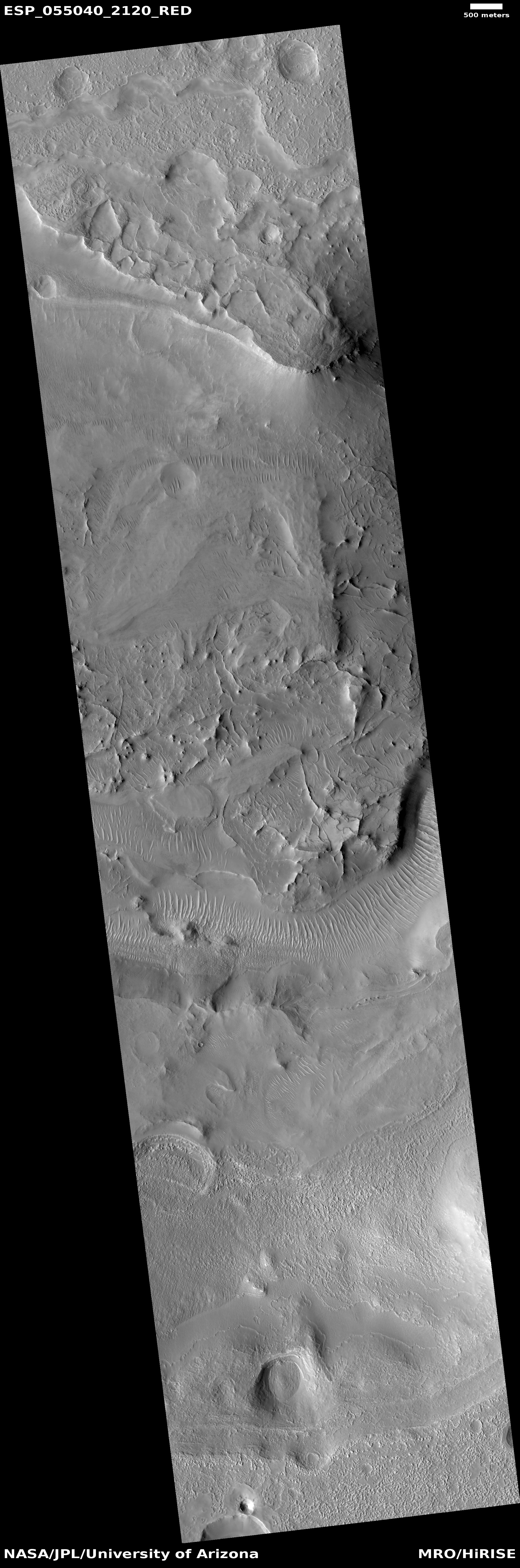
Amplia vista de las crestas, visto por HiRISE en el programa HiWish. También se puede ver un segmento de canal en la imagen.
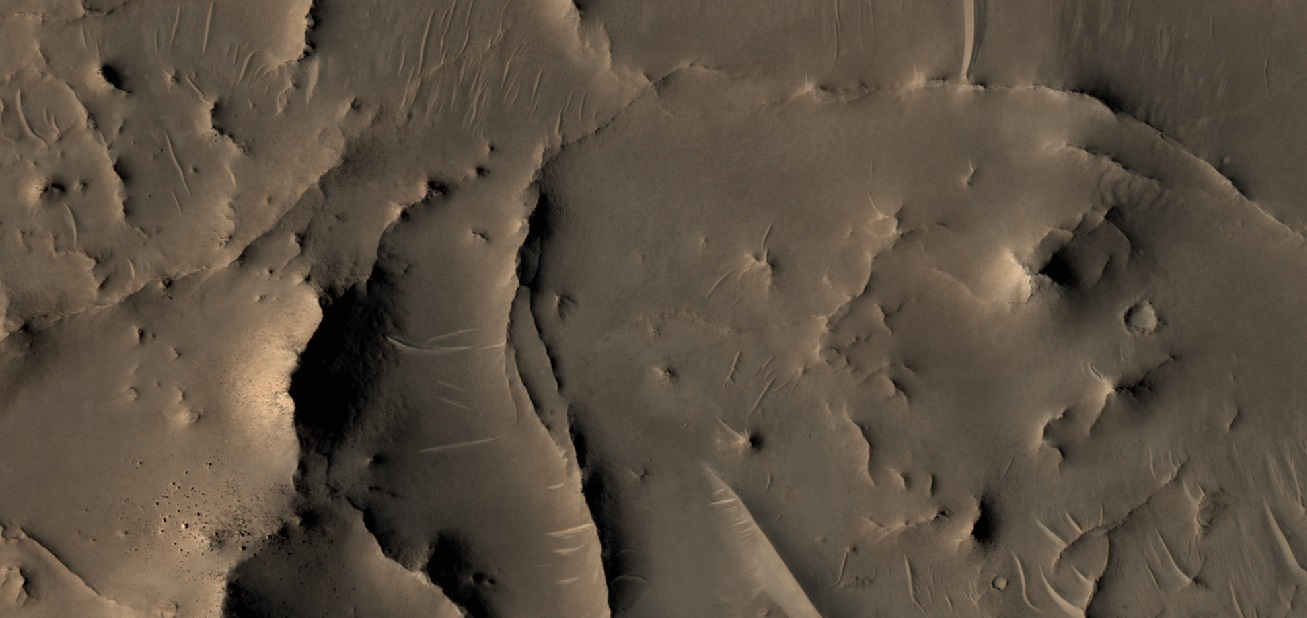
Vista cercana en color de las crestas, visto por HiRISE en el programa HiWish

## Terreno festoneado
Se cree que las depresiones festoneadas se forman a partir de la eliminación de material subsuperficial, posiblemente hielo intersticial, por sublimación (transición directa de un material de la fase sólida a la fase gaseosa sin fase líquida intermedia). Este proceso todavía puede estar sucediendo en la actualidad. Esta topografía puede ser de gran importancia para la futura colonización de Marte porque puede apuntar a depósitos de hielo puro.
El 22 de noviembre de 2016, la NASA informó que encontró una gran cantidad de hielo subterráneo en la Utopía Planitia región de Marte. El volumen de agua detectado se ha estimado que es equivalente al volumen de agua en Lago Superior.
El volumen de hielo de agua en la región se basó en mediciones del instrumento de radar de penetración Mars Reconnaissance Orbiter, called SHARAD. De los datos obtenidos de SHARAD,"permitividad dieléctrica", o se determinó la constante dieléctrica. El valor de la constante dieléctrica fue consistente con una gran concentración de hielo de agua.

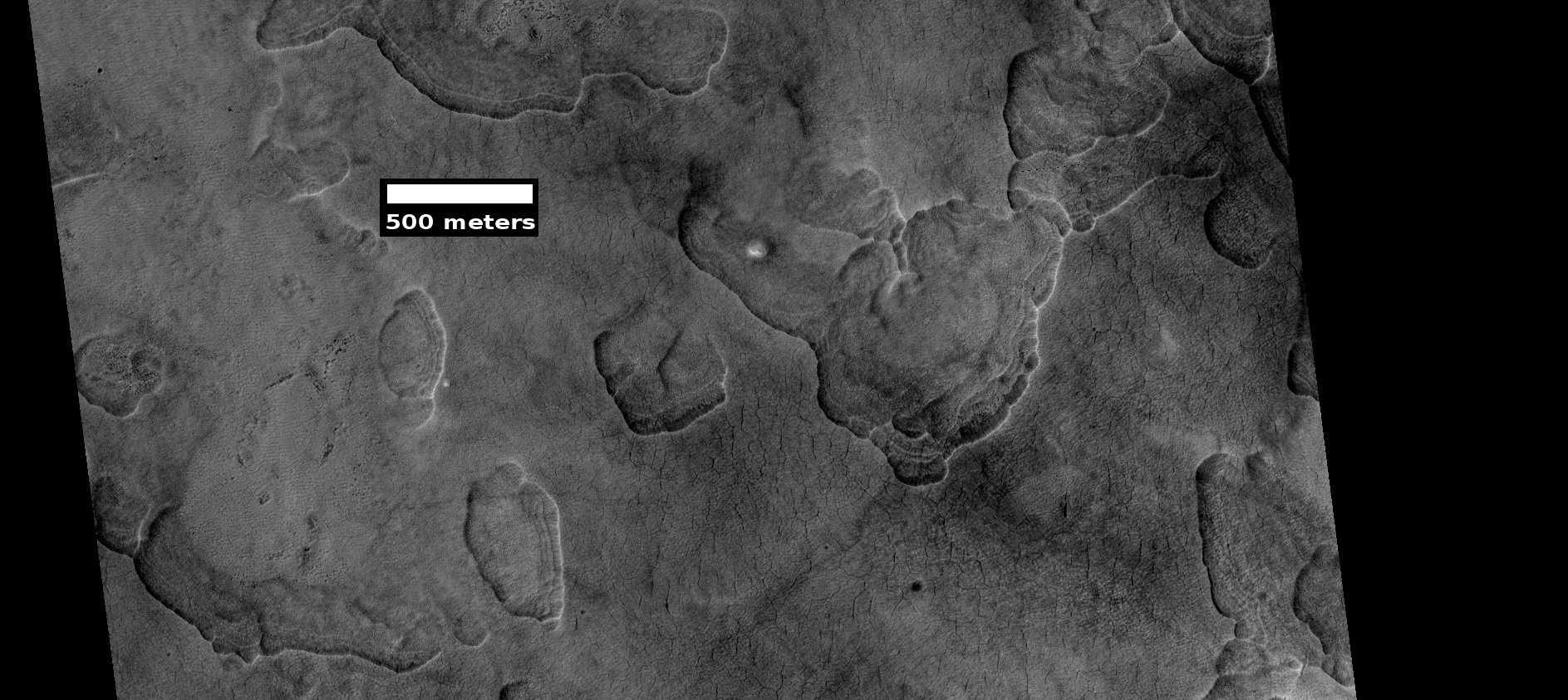
Terreno festoneado, visto por HiRISE bajo el programa HiWish
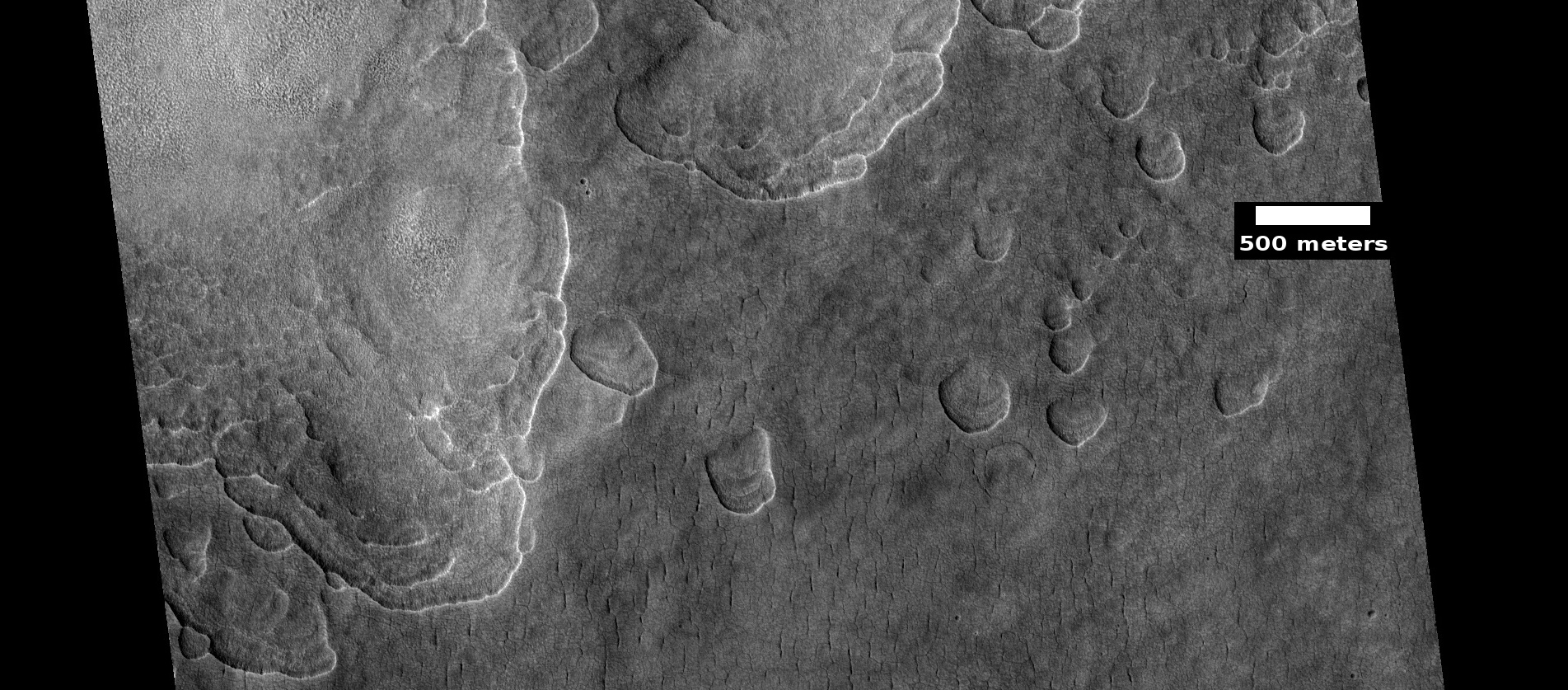
Terreno festoneado, visto por HiRISE bajo el programa HiWish.
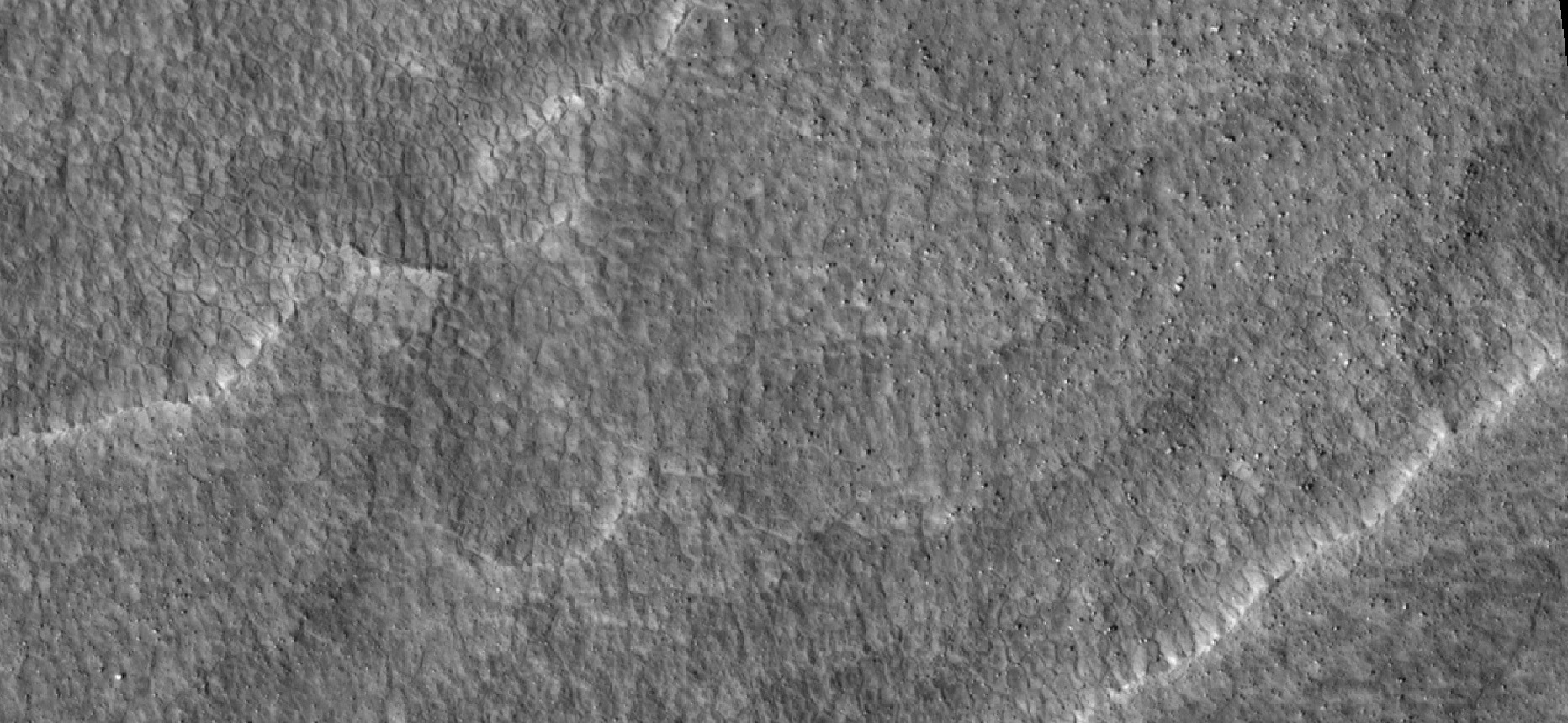
Primer plano del terreno festoneado, visto por HiRISE bajo el programa HiWish. La superficie se divide en polígonos; estas formas son comunes donde el suelo se congela y se descongela. Nota: esta es una ampliación de una imagen anterior.
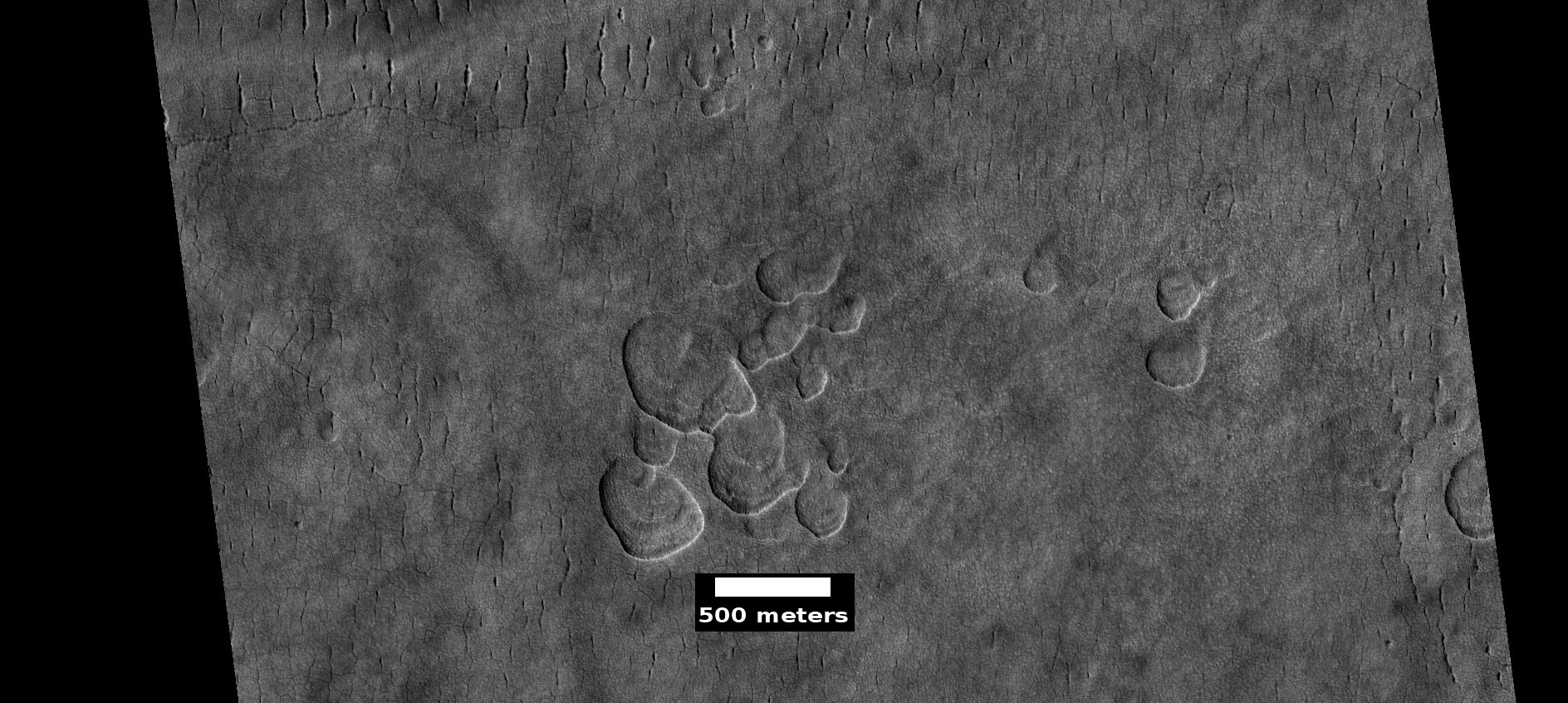
Tierra festoneada, visto por HiRISE bajo Programa HiWish.
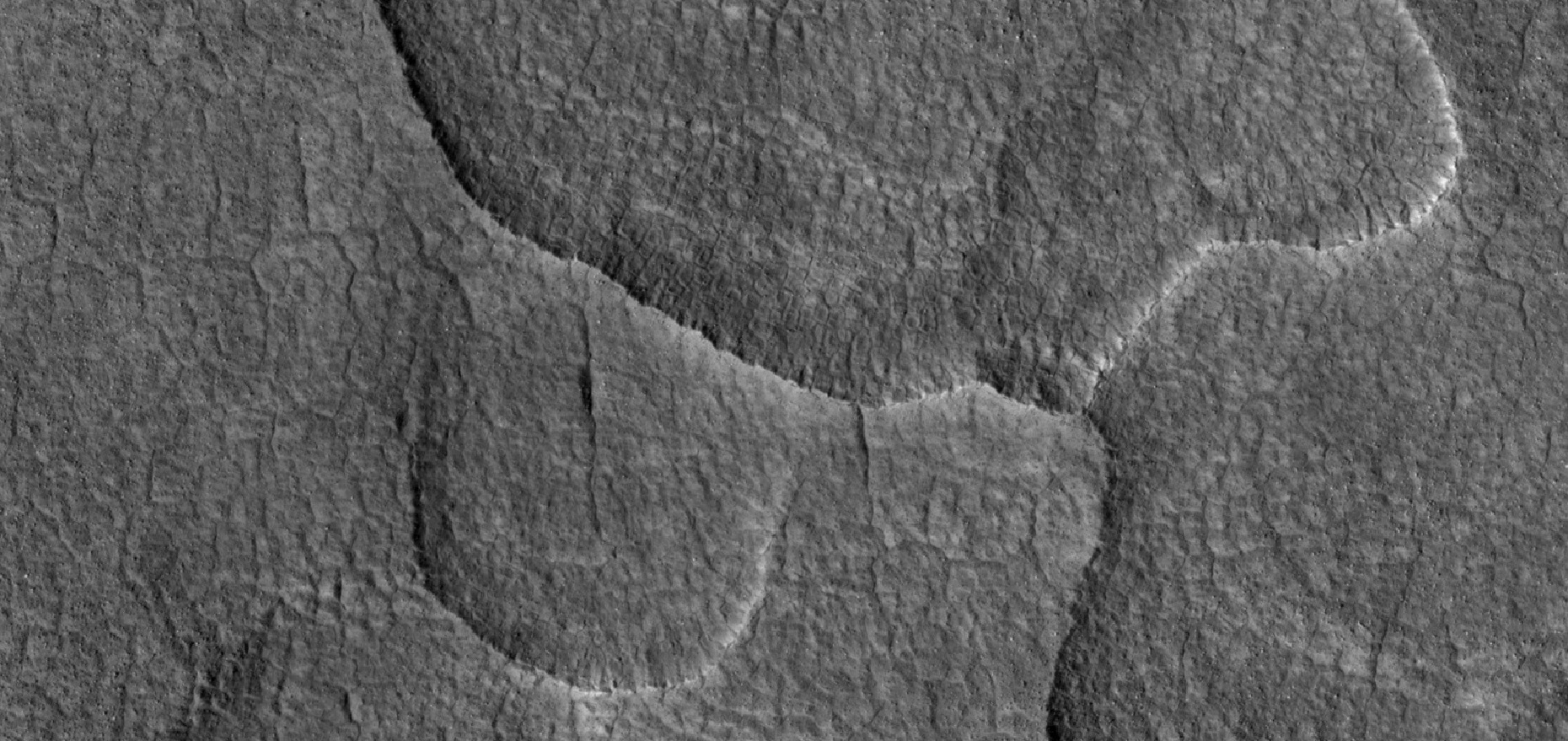
Primer plano del terreno festoneado, visto por HiRISE bajo el programa HiWish. La superficie se divide en polígonos; estas formas son comunes donde el suelo se congela y se descongela. Nota: esta es una ampliación de una imagen anterior.
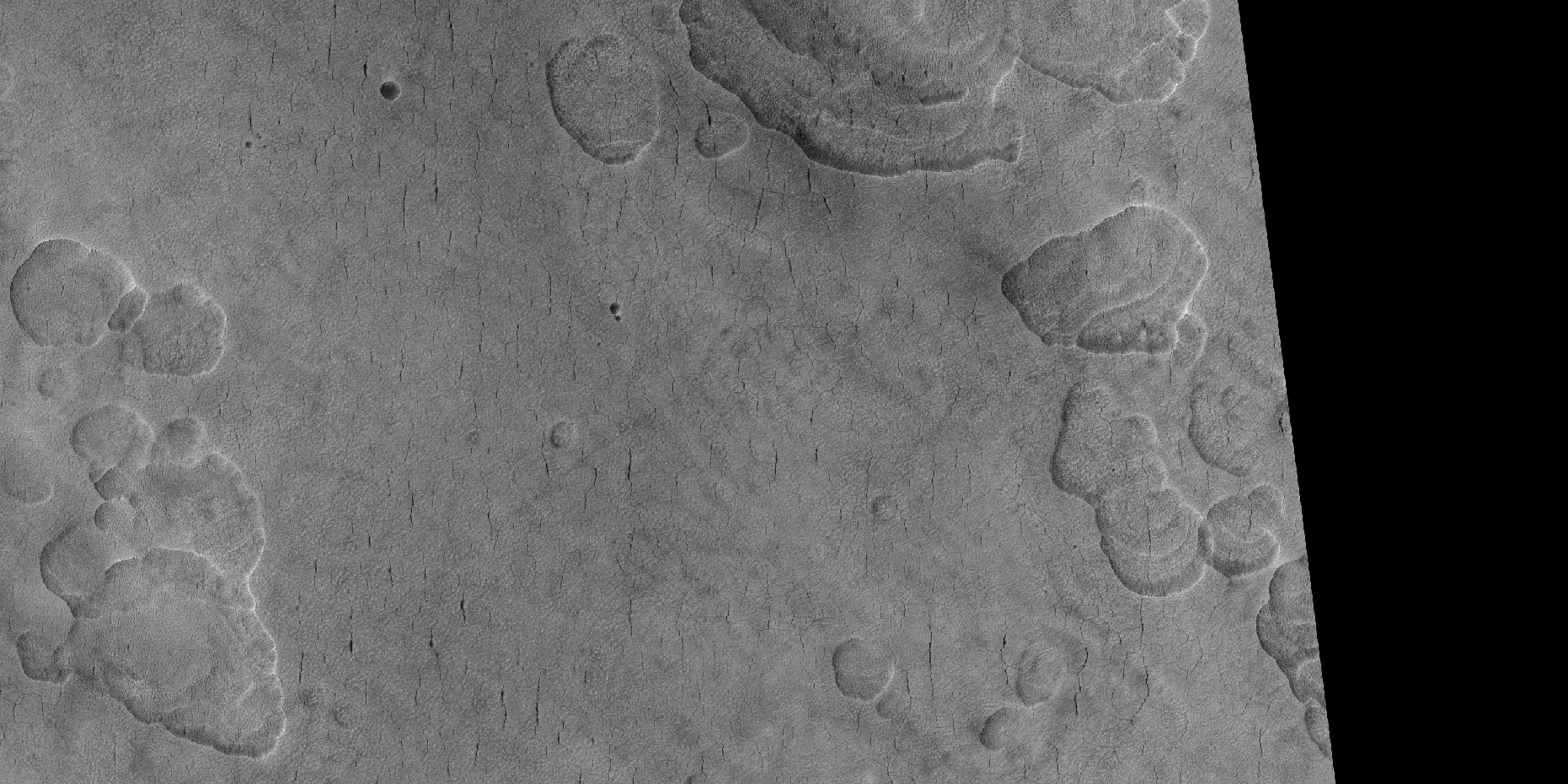
Vista amplia del terreno festoneado que muestra la fusión de depresiones, según lo visto por HiRISE bajo el programa HiWish
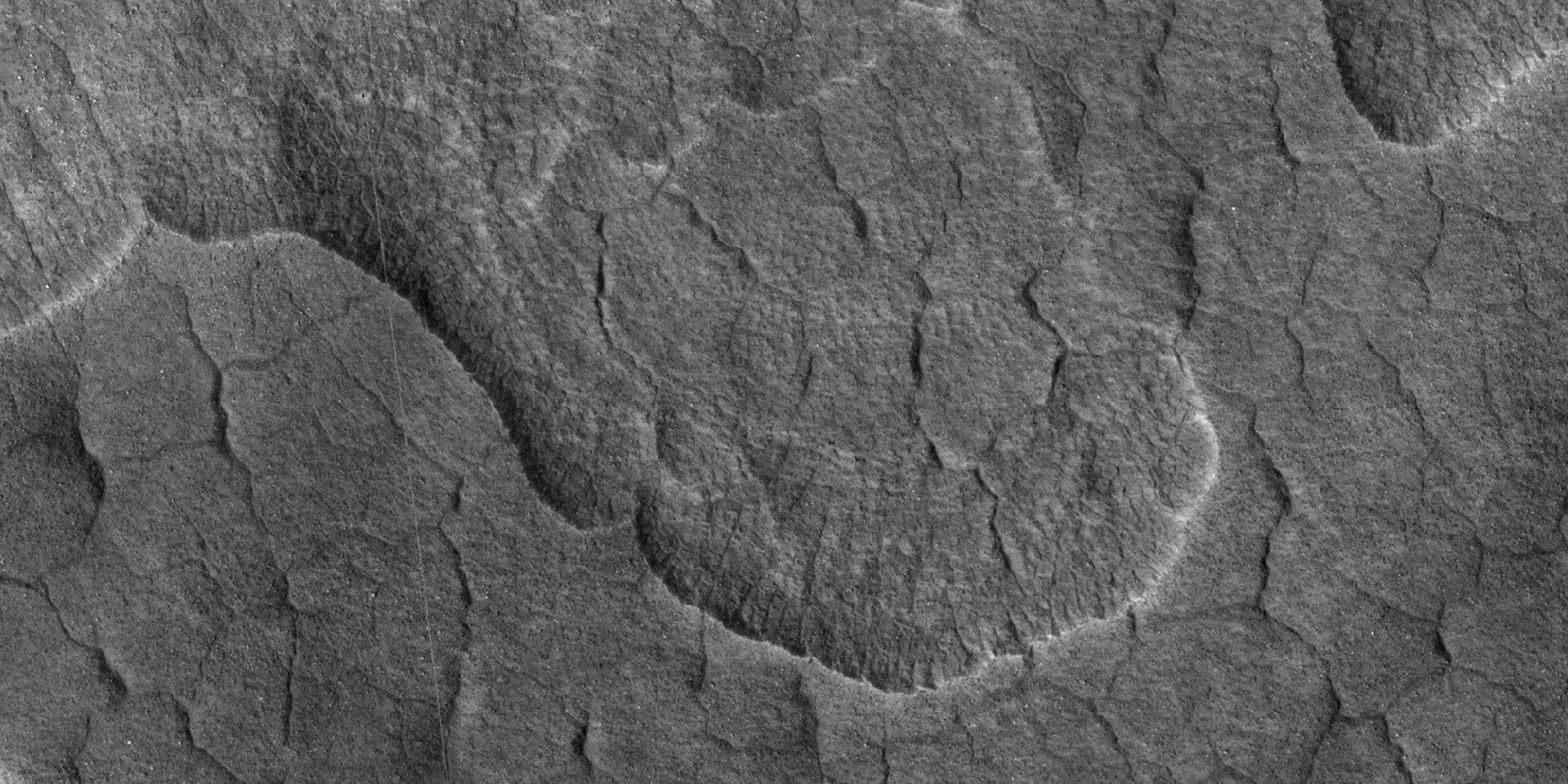
Terreno festoneado, visto por HiRISE bajo el programa HiWish
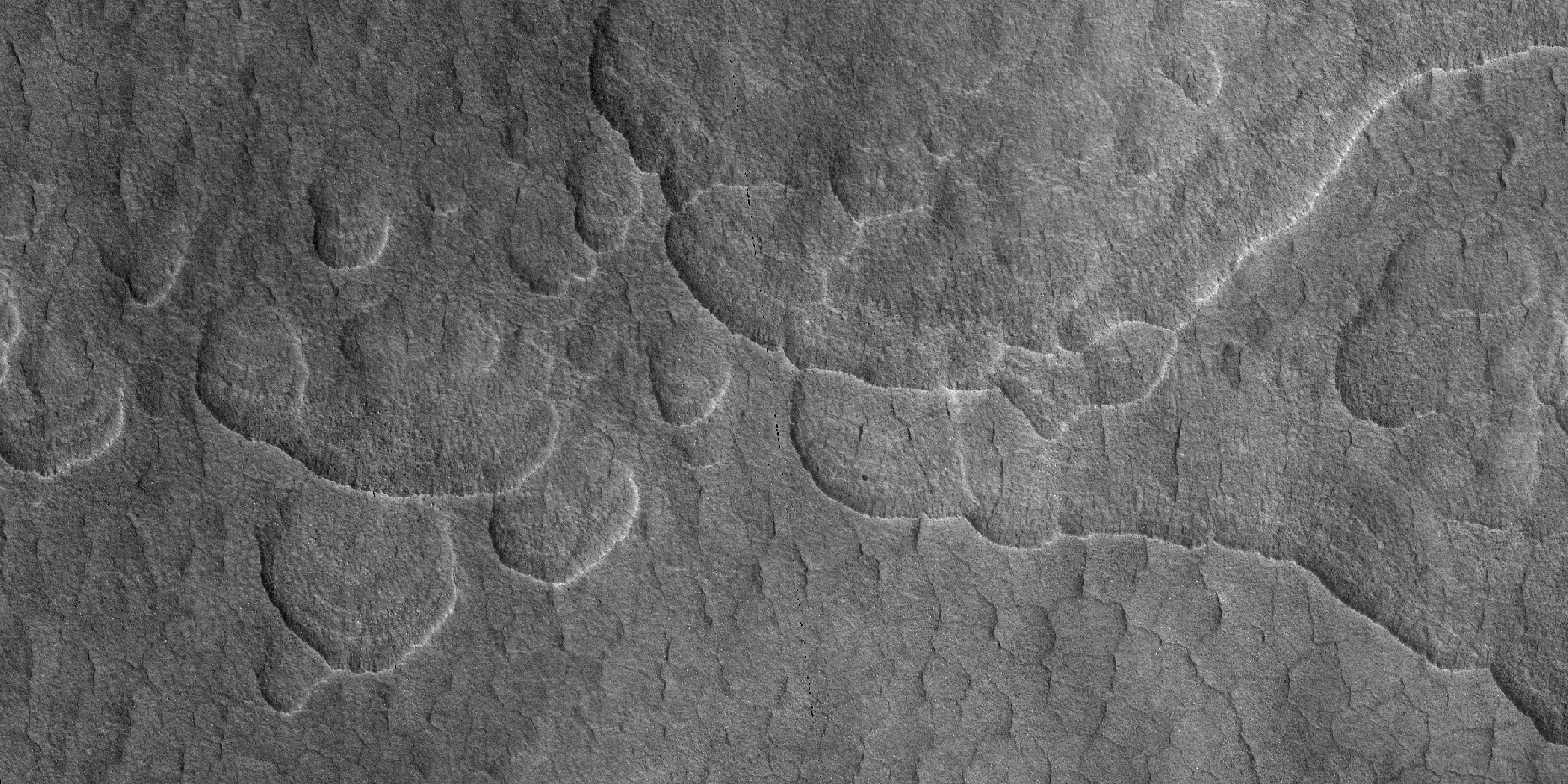
Terreno festoneado, visto por HiRISE bajo el programa HiWish
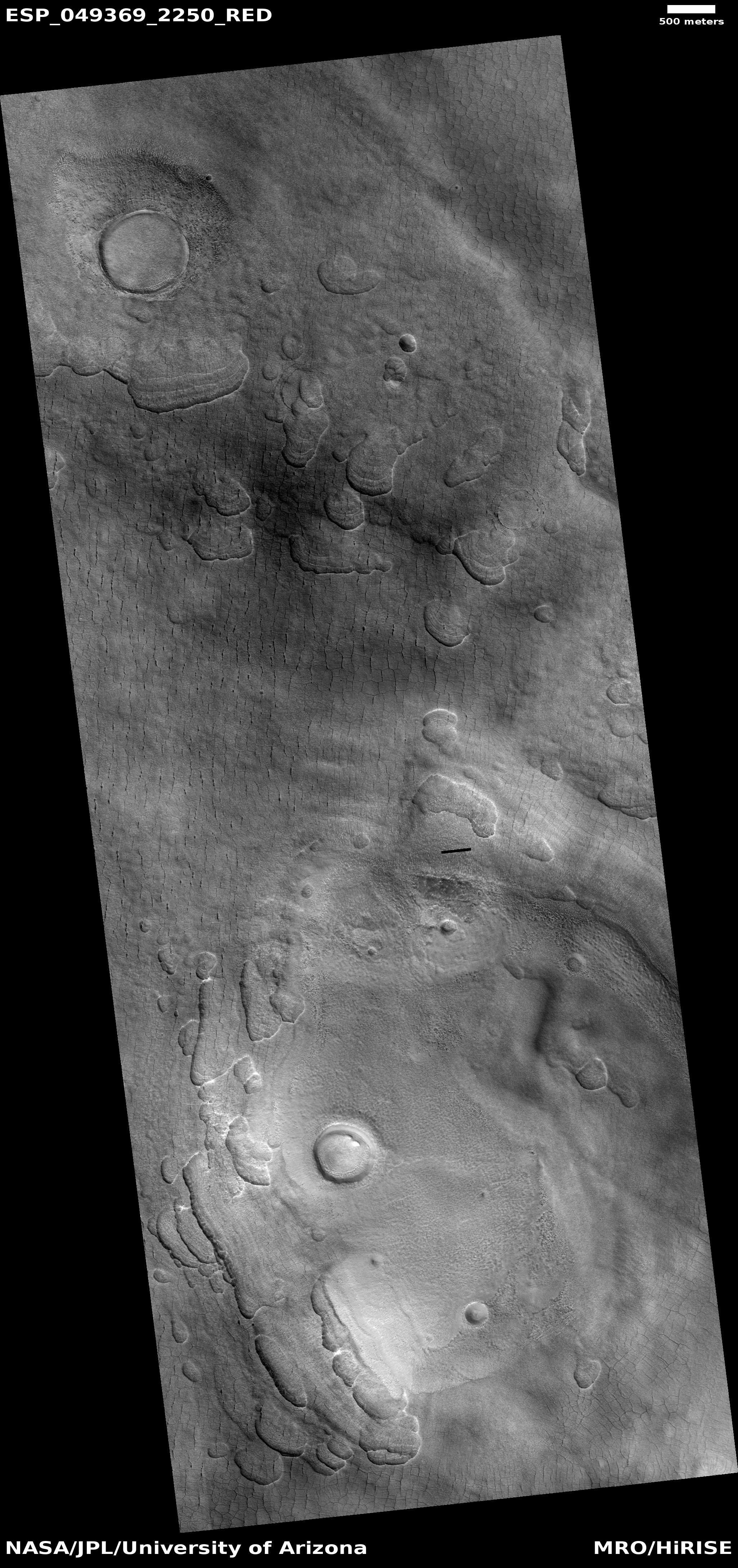
Terreno festoneado, visto por HiRISE bajo el programa HiWish
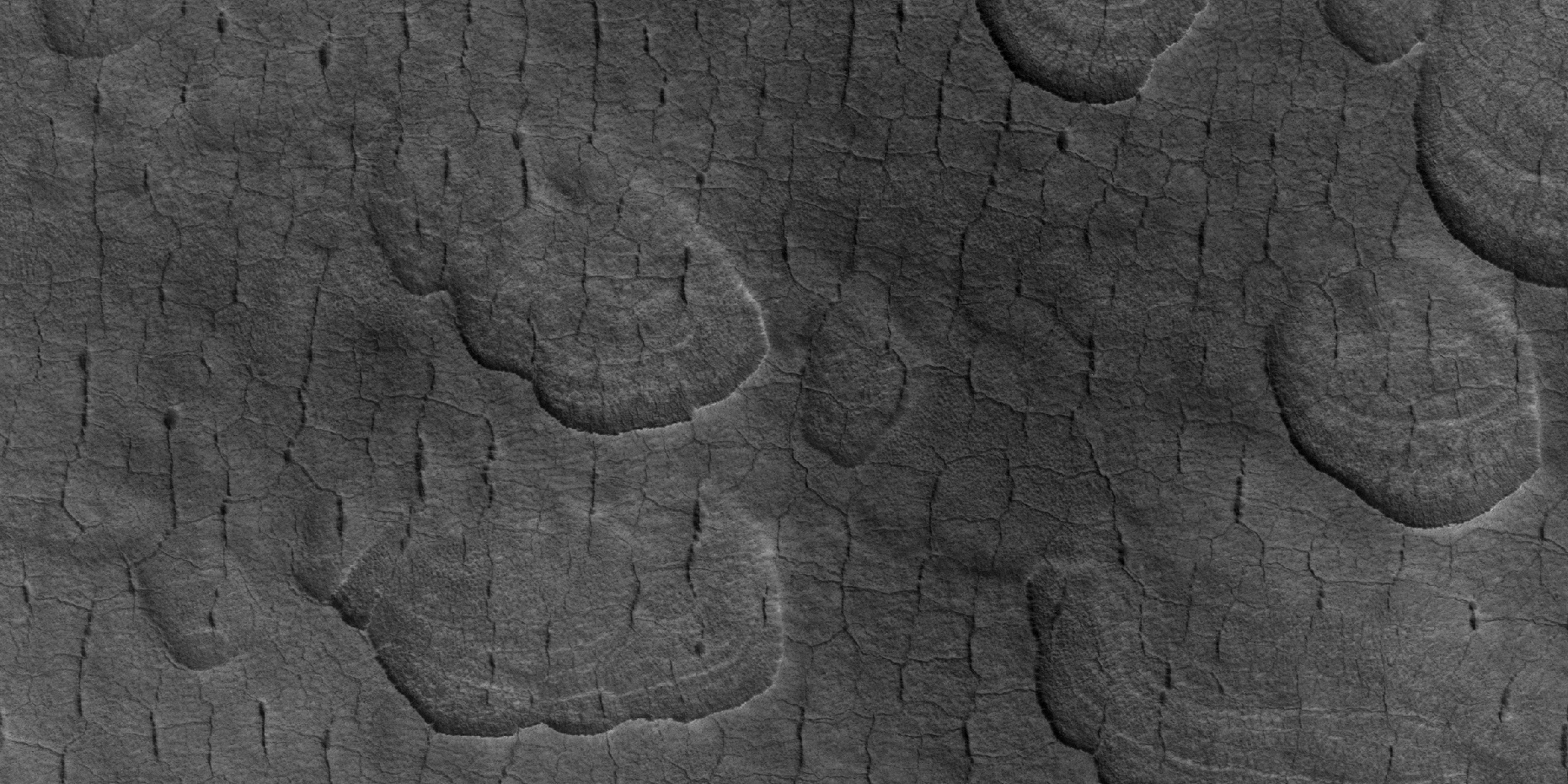
Terreno festoneado, visto por HiRISE bajo el programa HiWish
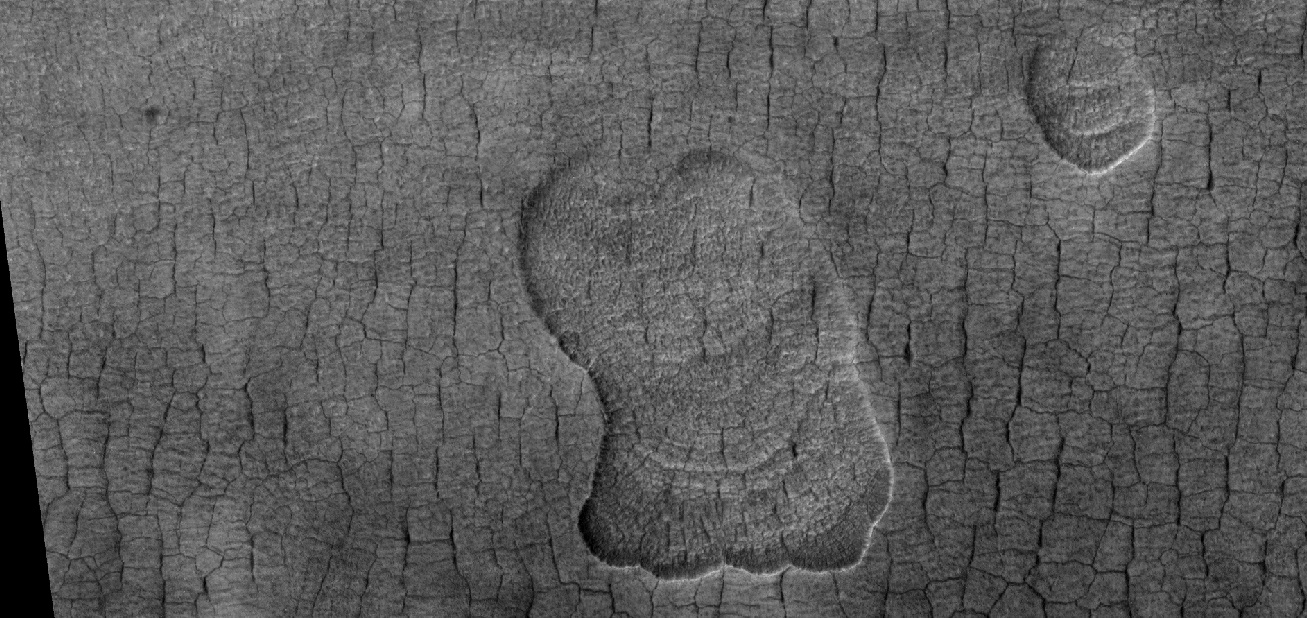
Terreno festoneado y terreno poligonal, visto por HiRISE bajo el programa HiWish

## Capas en cráteres
Se cree que las capas a lo largo de las laderas, especialmente a lo largo de las paredes del cráter, son los restos de un material que una vez se extendió ampliamente y que en su mayoría ha sido erosionado.

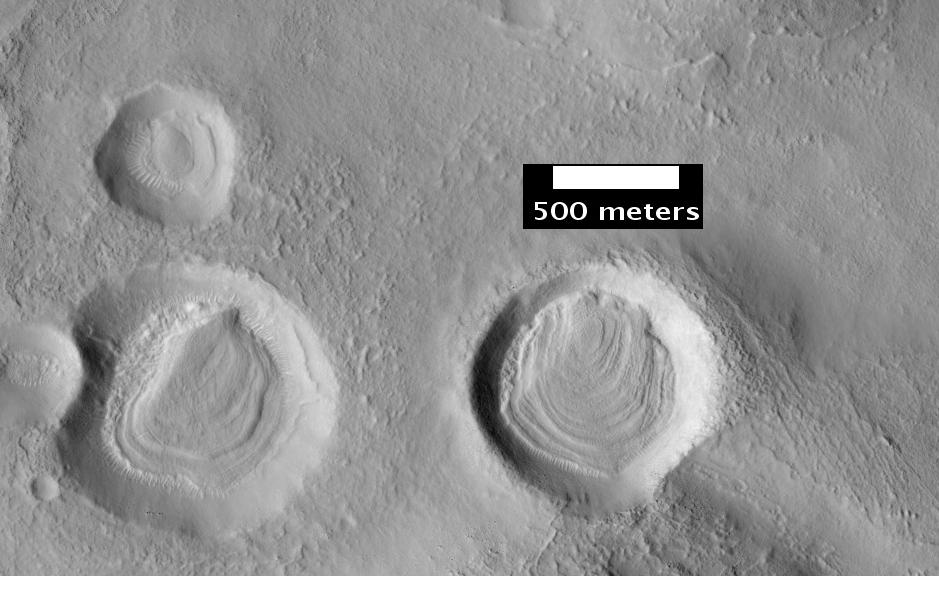
Capas en cráteres, como fue visto por HiRISE bajo el programa HiWish. El área estaba probablemente cubierta por estas capas; las capas ahora se han erosionado, excepto por el interior protegido de los cráteres.
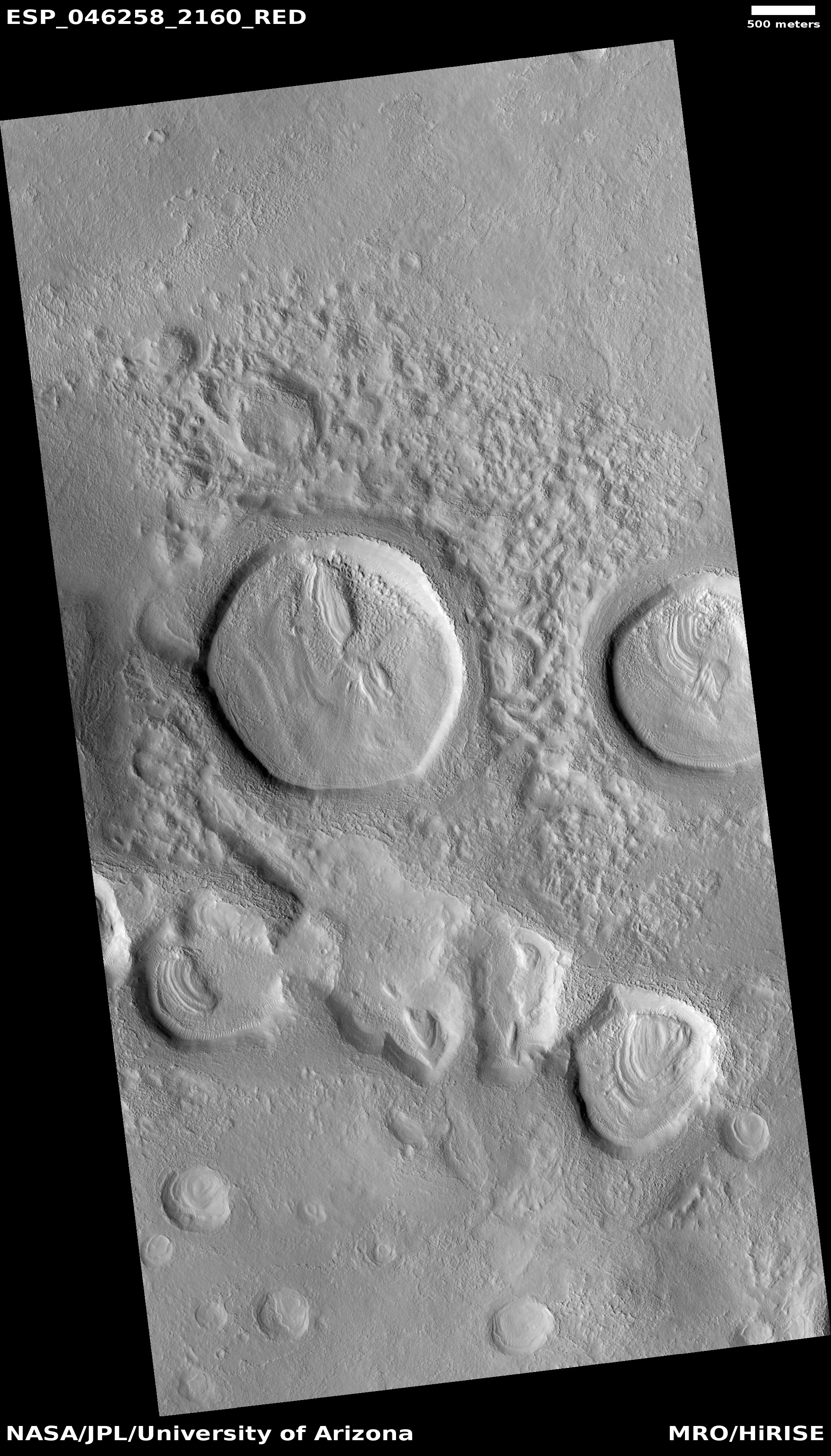
Capas en cráteres, cuando vistos por HiRISE bajo HiWish programa
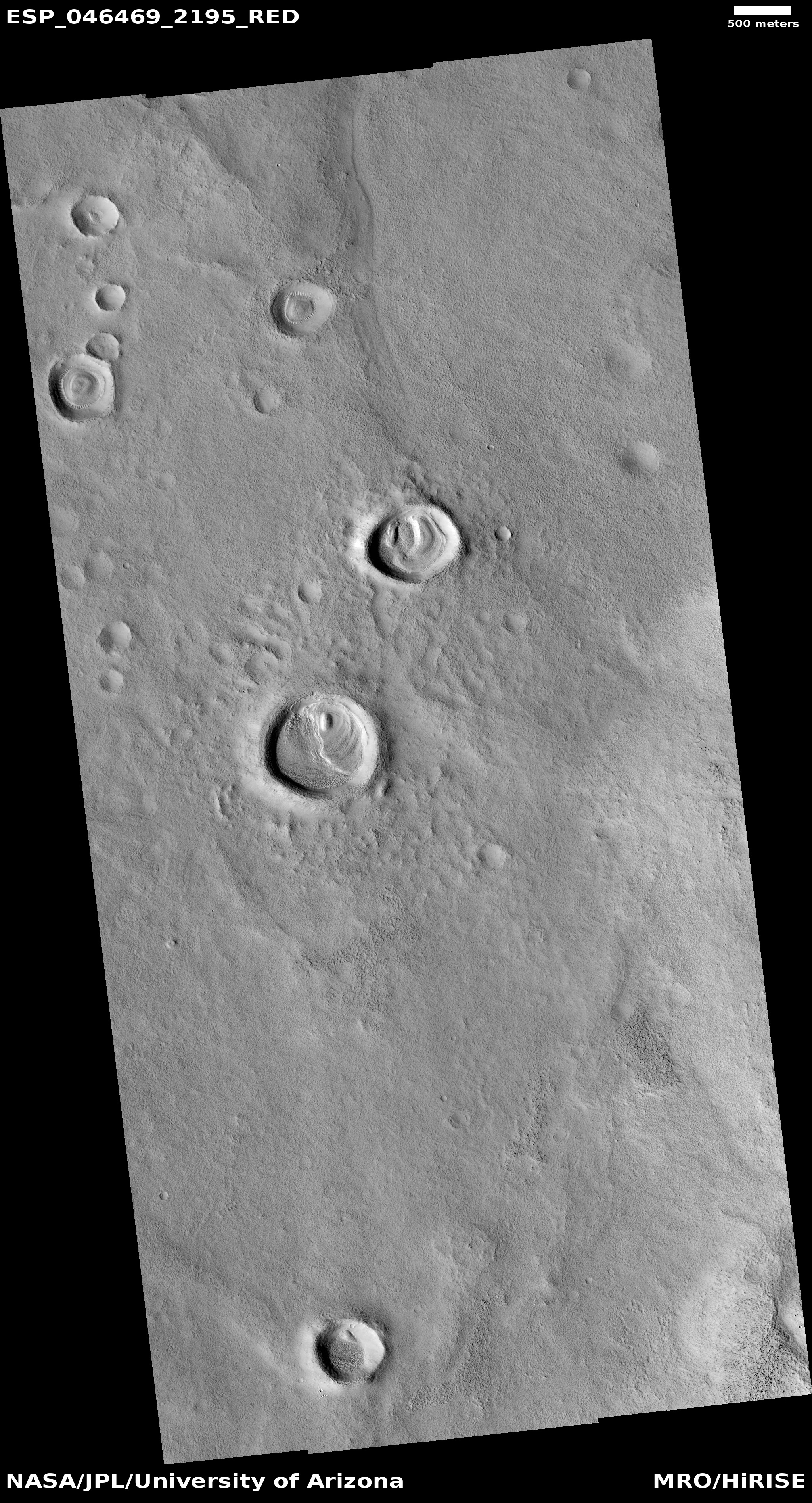
Capas en cráteres, cuando vistos por HiRISE bajo HiWish programa
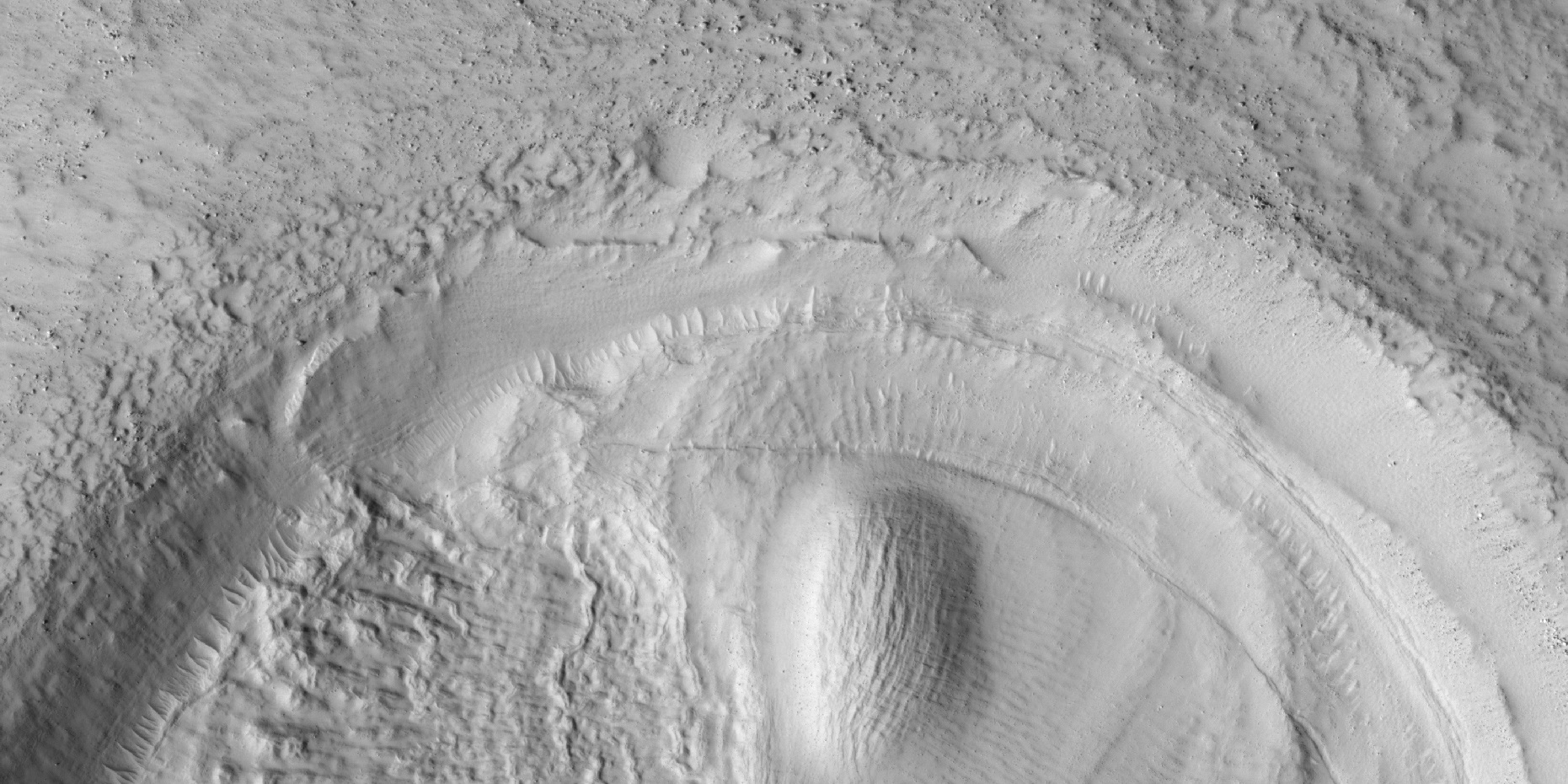
Vista cercana de capas en cráteres, cuando vistos por HiRISE bajo HiWish Nota de programa: esto es una ampliación  de la imagen anterior.
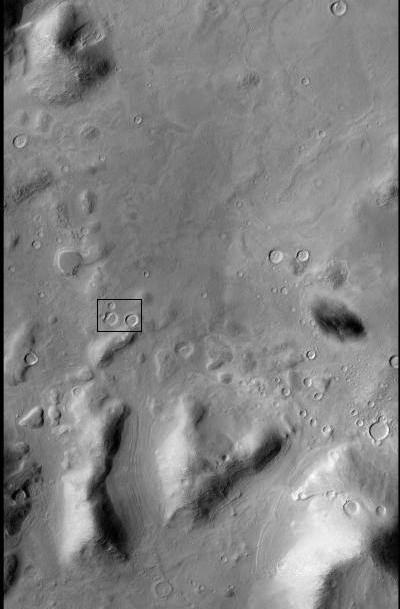
CTX La imagen que muestra área en imagen próxima.
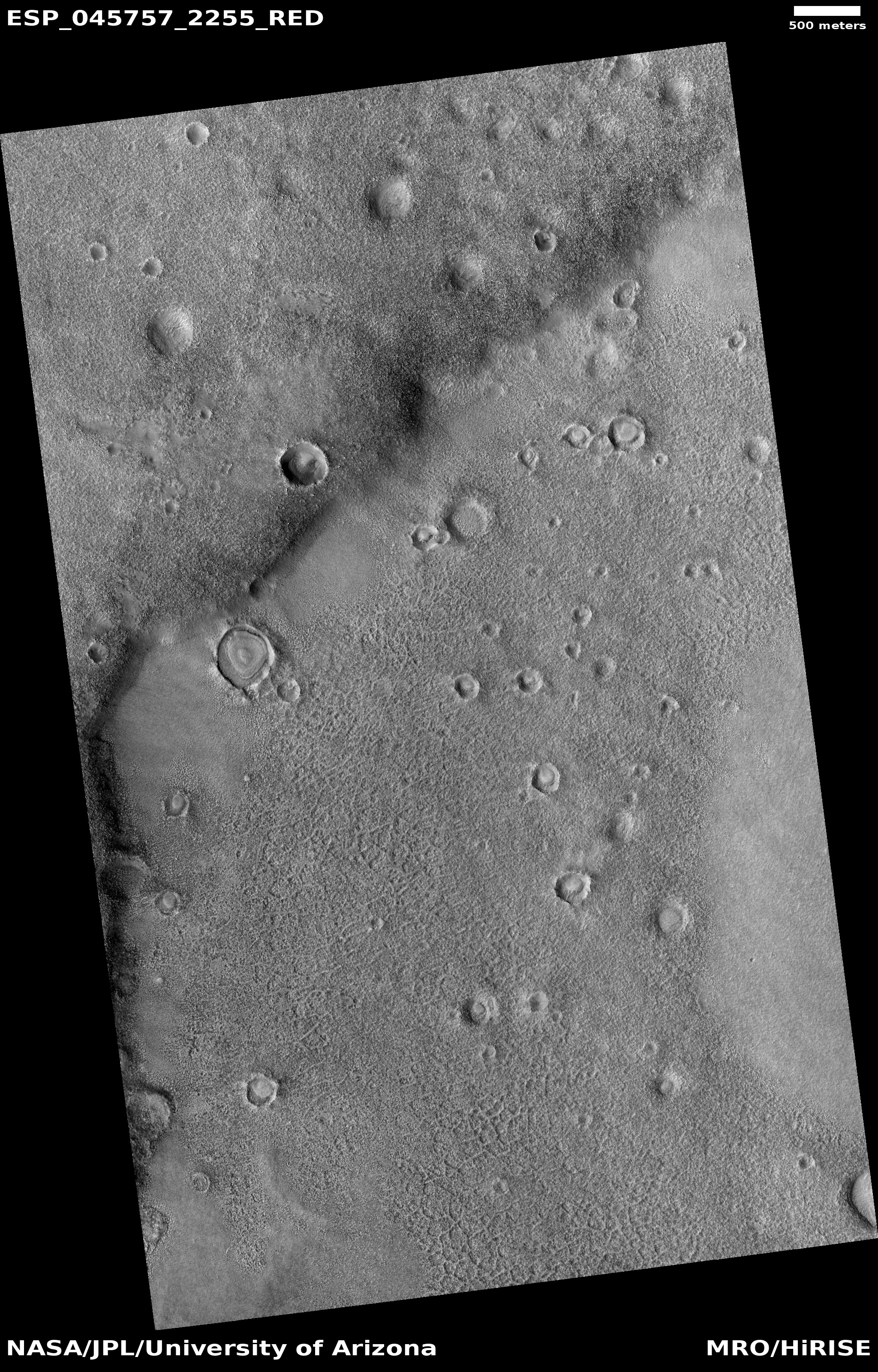
Vista ancha de depósitos en cráteres, cuando vistos por HiRISE bajo HiWish programa
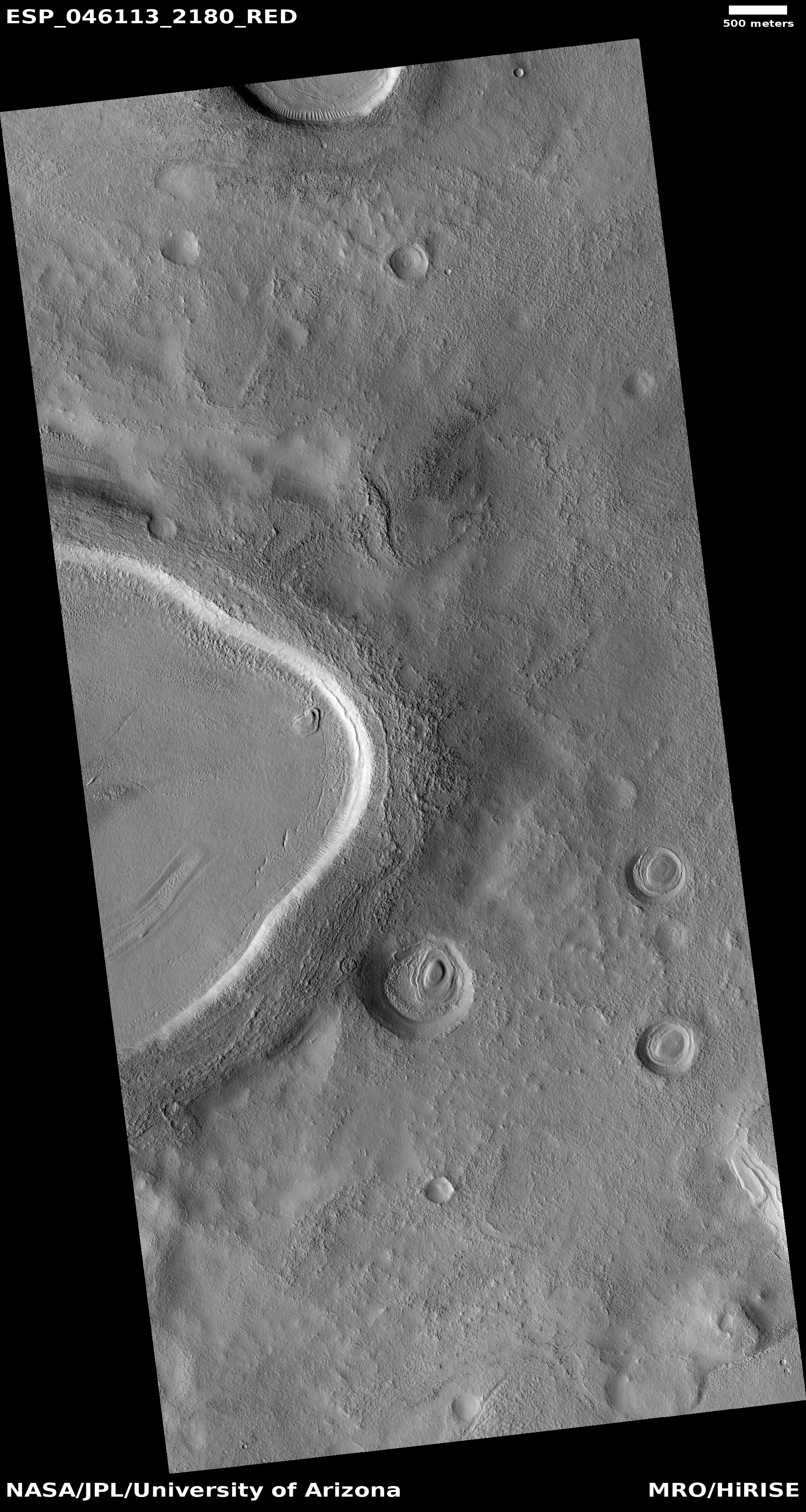
Layered Depósito en cráteres, cuando vistos por HiRISE bajo HiWish programa
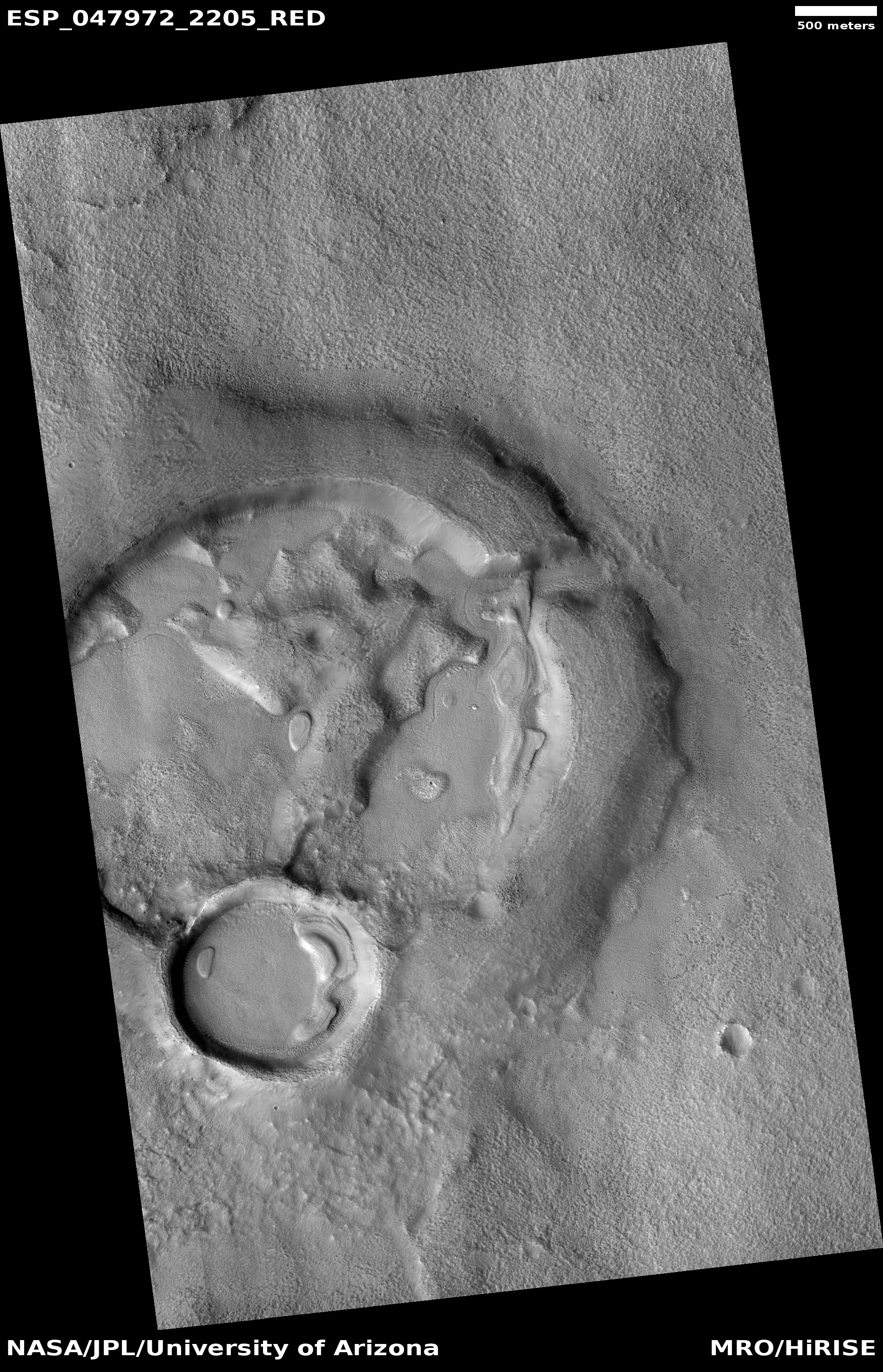
Layered Características en cráteres, cuando vistos por HiRISE bajo HiWish programa
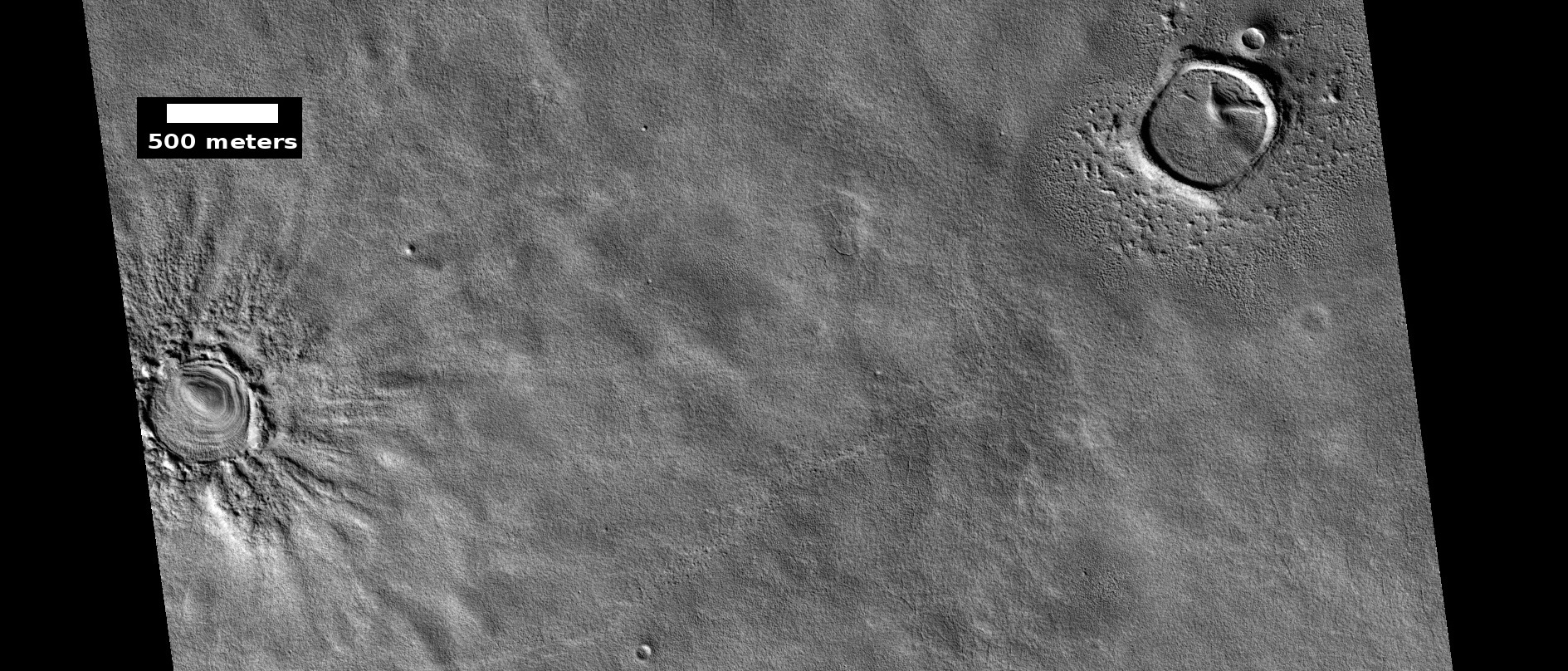
Layered Características en cráteres, cuando vistos por HiRISE bajo HiWish programa
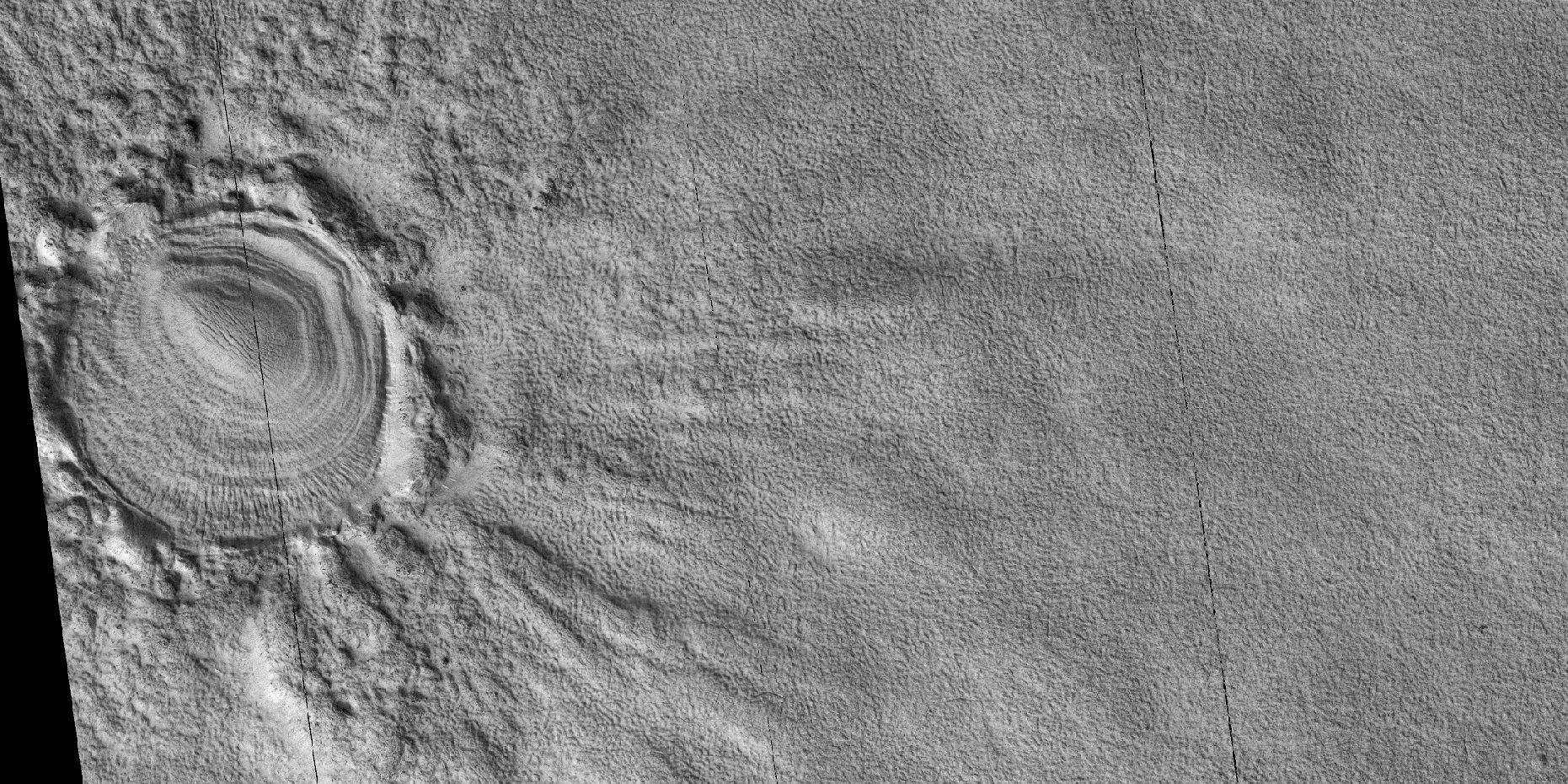
Vista cercana de layered característica en cráter, cuando visto por HiRISE bajo HiWish Característica de programa parece para ser más alto que partes del brocal de cráter.
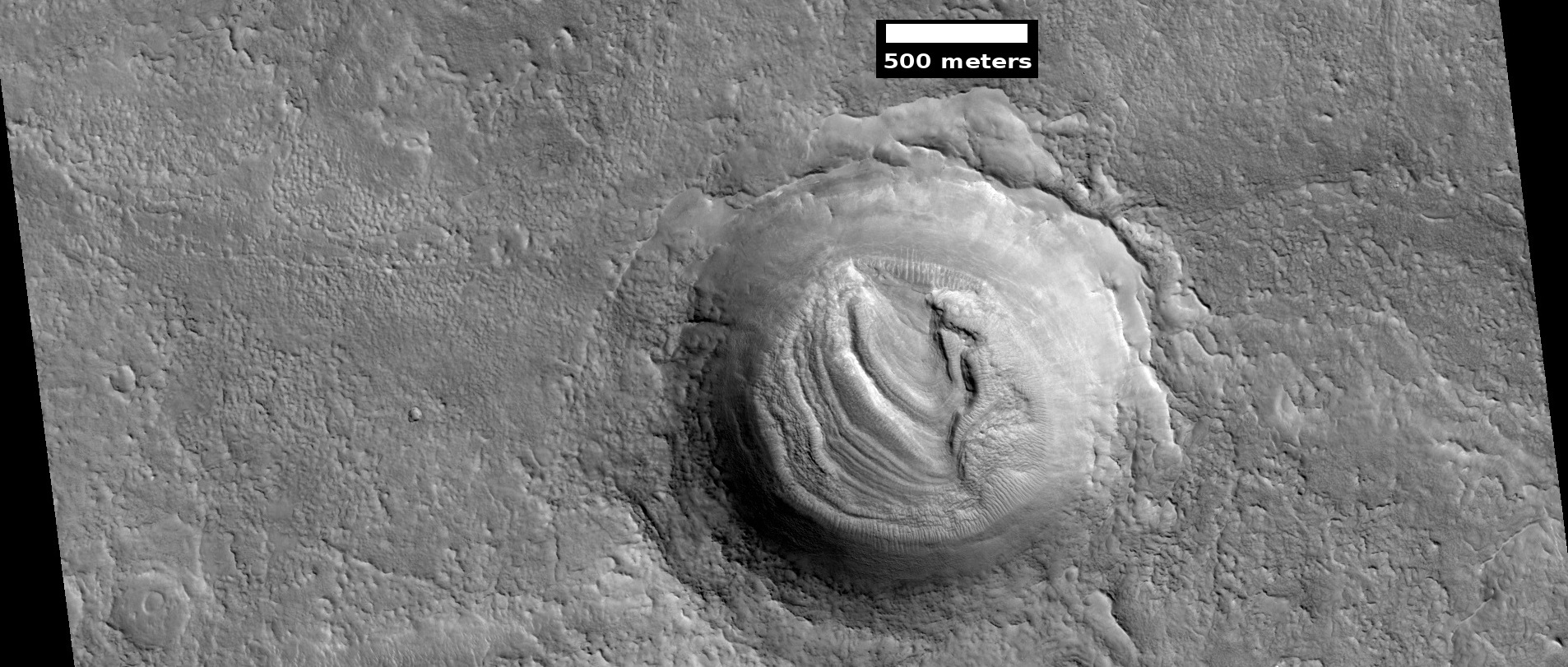
Layered Característica en cráter, cuando visto por HiRISE bajo HiWish programa
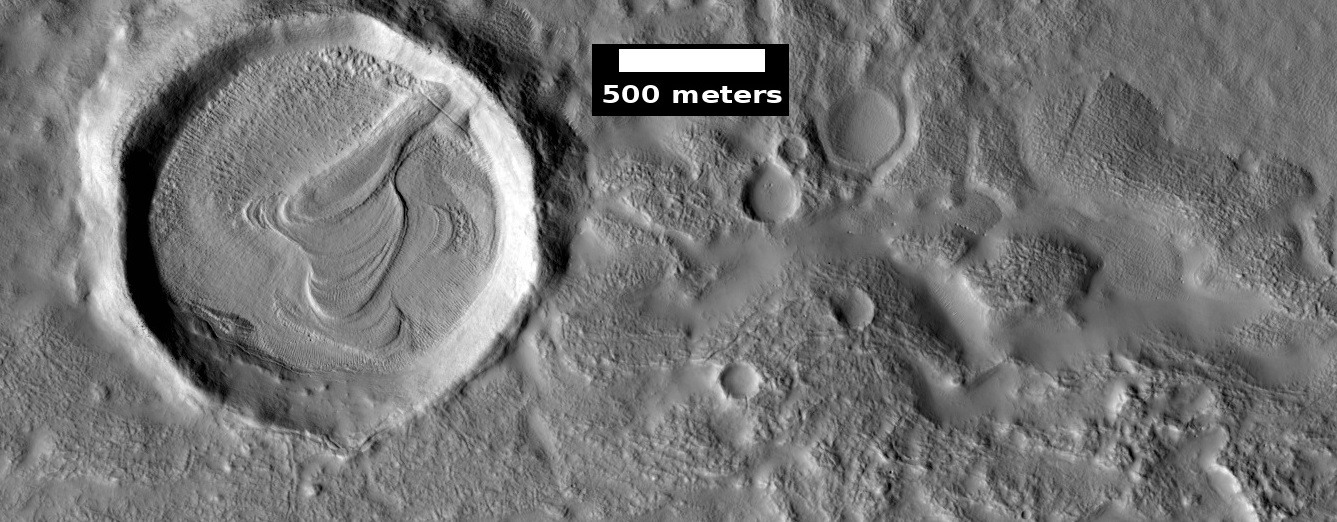
Layered Característica en cráter, cuando visto por HiRISE bajo HiWish programa
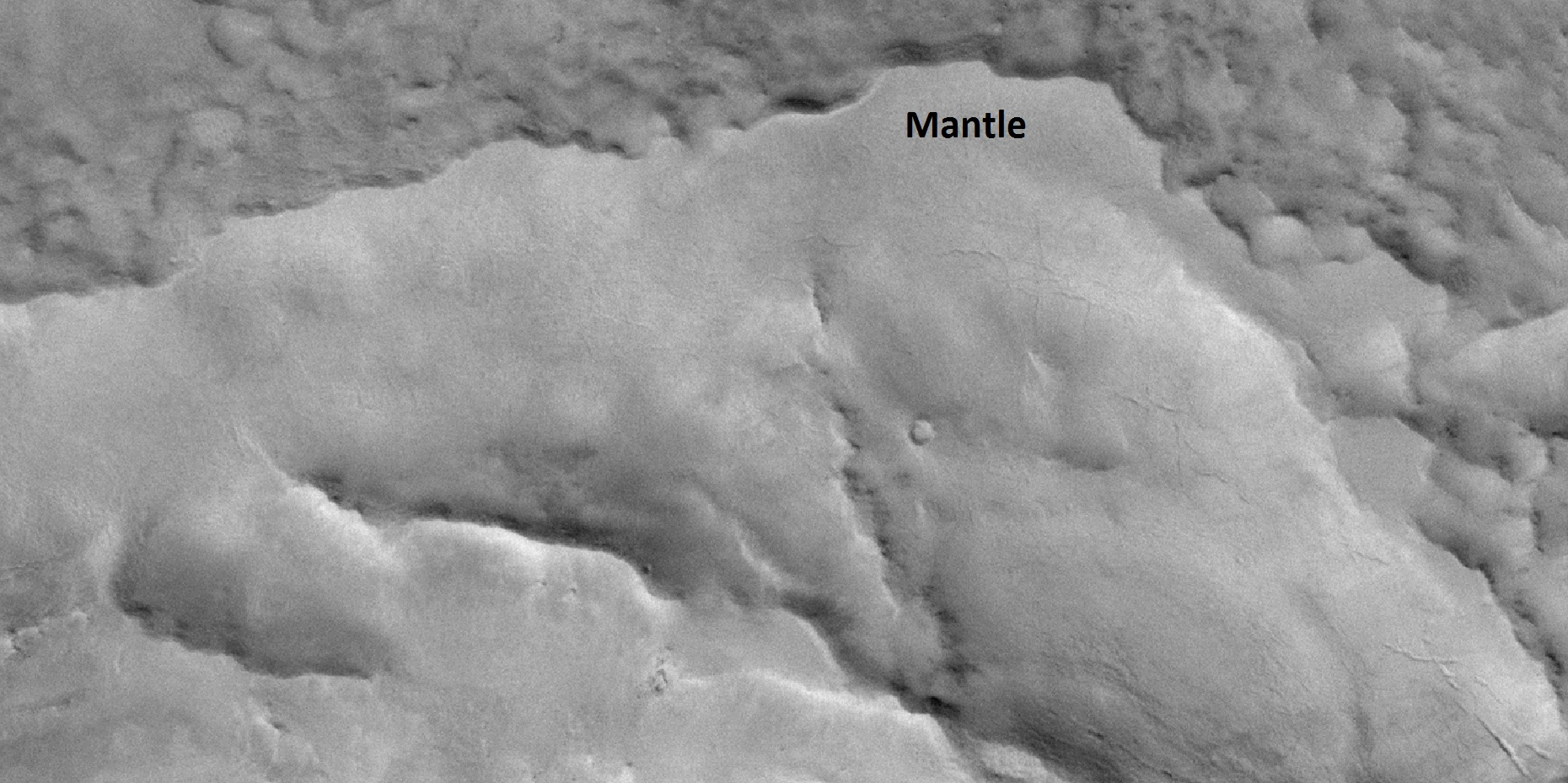
La vista cercana de manto se acerca un layered característica, cuando visto por HiRISE bajo HiWish programa

## Capas de inmersión
Las capas de inmersión son comunes en algunas regiones de Marte. Pueden ser restos de capas del manto.

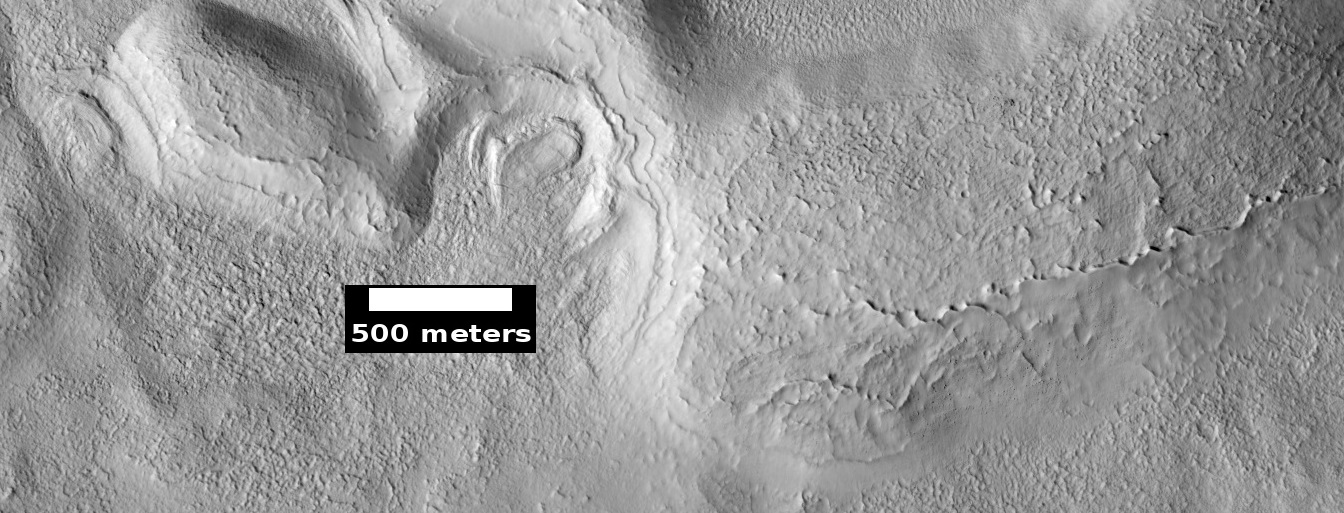
Capas de inmersión y capas de manto, como se ve por HiRISE en el programa HiWish, Las capas de inmersión se ven similares a las capas de manto.
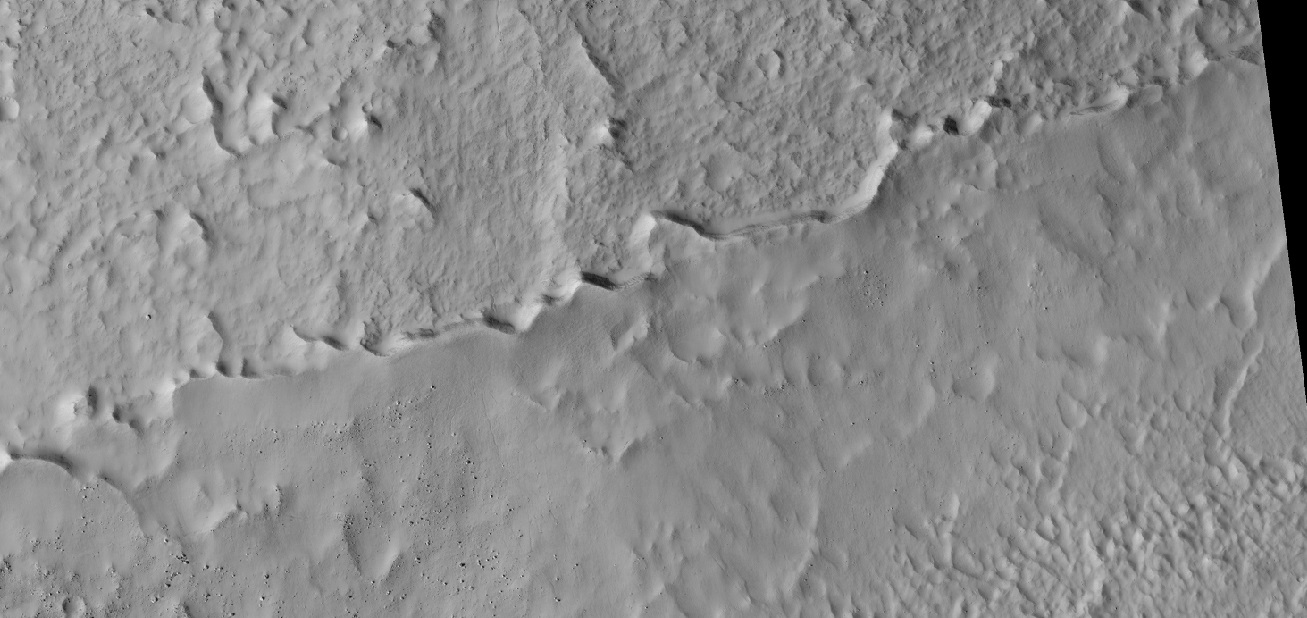
Vista cercana del manto cerca de las capas de inmersión, vista por HiRISE bajo el programa HiWish

## Cráteres
Los cráteres de impacto generalmente tienen un borde con eyecciones a su alrededor, en contraste los cráteres volcánicos generalmente no tienen un borde o depósitos de eyecciones. A medida que los cráteres se hacen más grandes (más de 10 km de diámetro) suelen tener un pico central. El pico es causado por un rebote del suelo del cráter después del impacto.  Si se mide el diámetro de un cráter, la profundidad original se puede estimar con varias proporciones. Debido a esta relación, los investigadores han encontrado que muchos cráteres marcianos contienen una gran cantidad de material; se cree que gran parte de él es hielo depositado cuando el clima era diferente. A veces los cráteres exponen capas que fueron enterradas.  Las rocas de las profundidades subterráneas se lanzan a la superficie. Por lo tanto, los cráteres pueden mostrarnos lo que yace bajo la superficie.

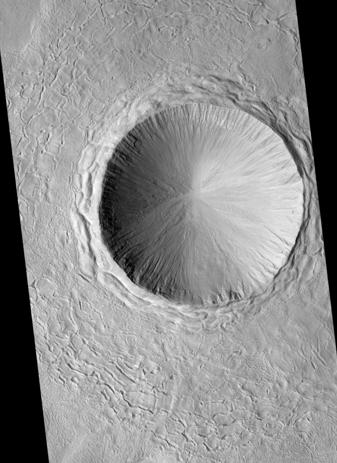
Cráter en la región de Adamas Labyrinthus, visto por HiRISE. La imagen original muestra muchos detalles interesantes.
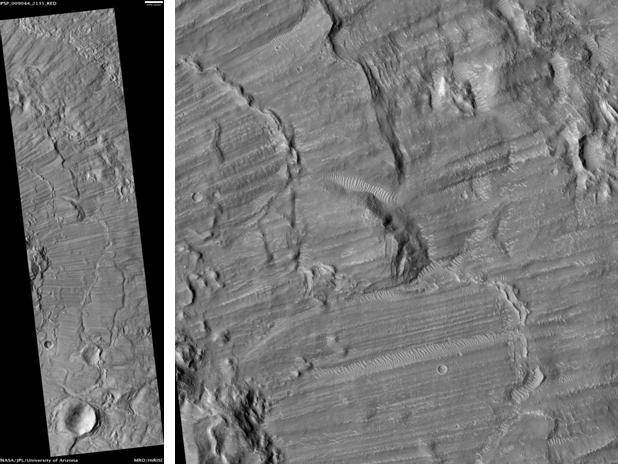
Cráter Bacolor Eyecta, visto por HiRISE. Barra de escala es de 1000 metros de largo.
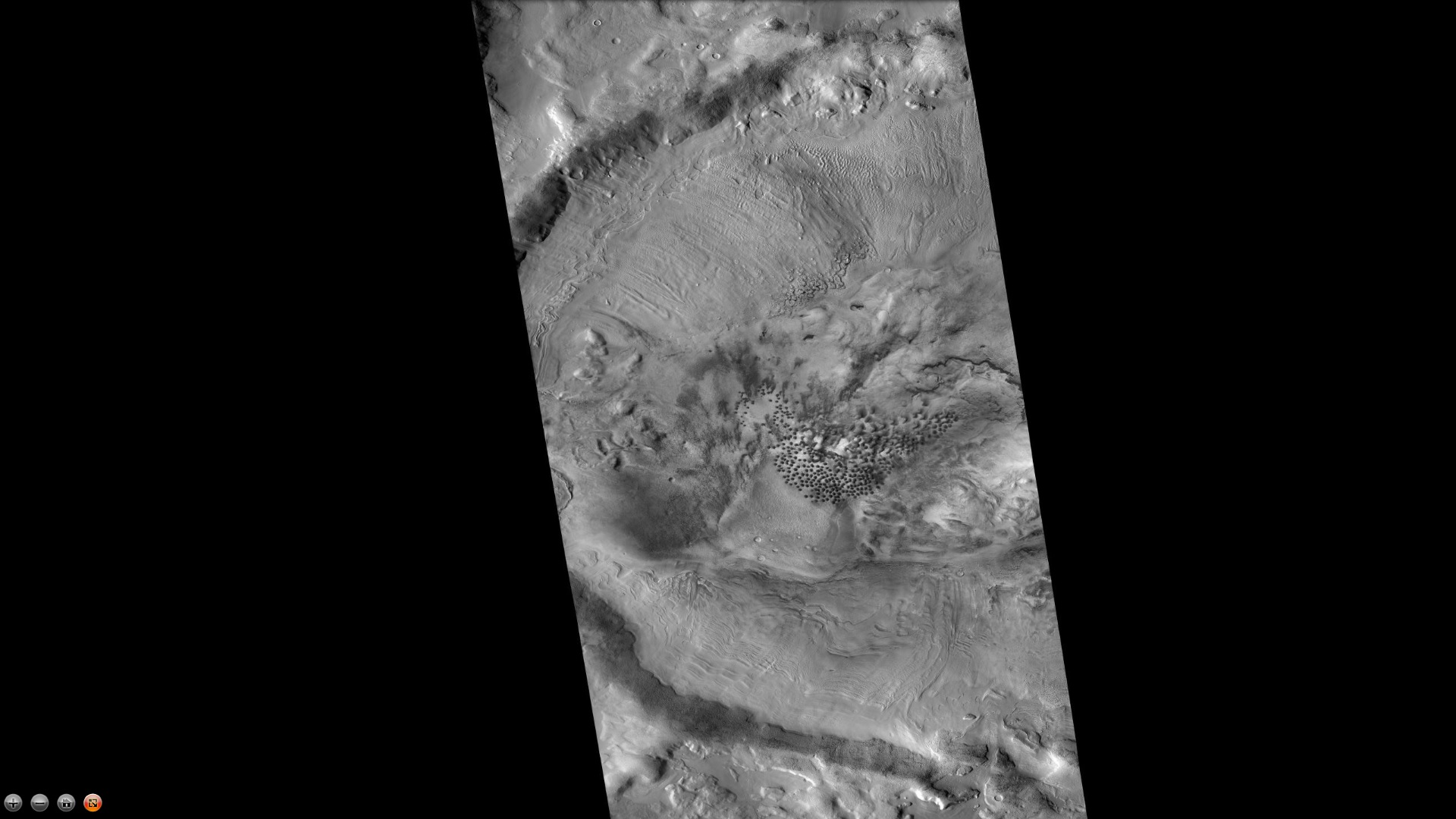
Cráter Renaudot, como se ve por la cámara CTX (en Mars Reconnaissance Orbiter). Los puntos oscuros son dunas.
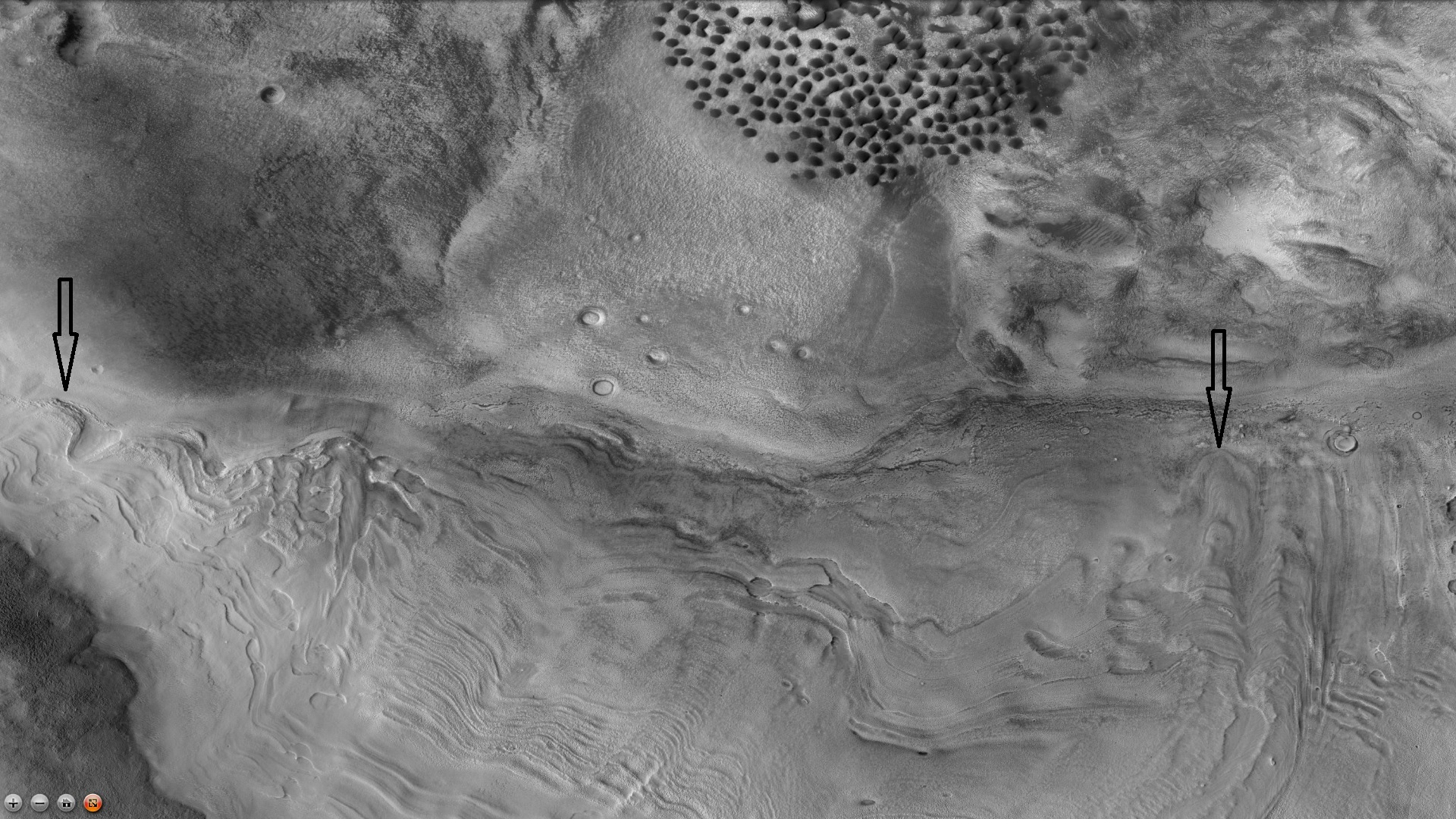
Dunas y antiguos glaciares en el cráter Renaudot, visto por la cámara CTX (en Mars Reconnaissance Orbiter). Las flechas apuntan a antiguos glaciares a lo largo de la pared del cráter. Nota: esta es una ampliación de la imagen anterior.
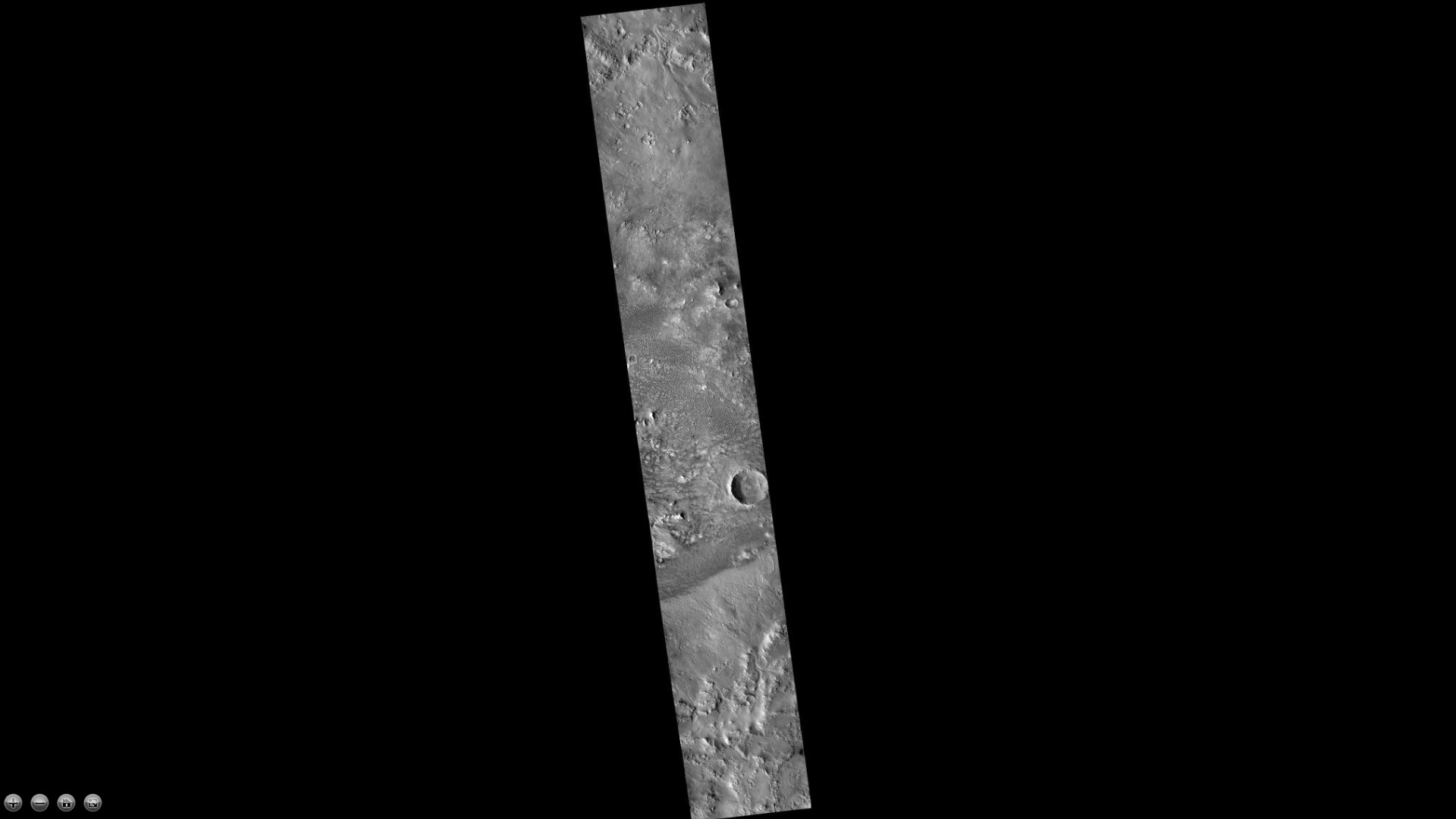
Cráter Baldet (Cráter Marciano), como se ve por la cámara CTX (en Mars Reconnaissance Orbiter).
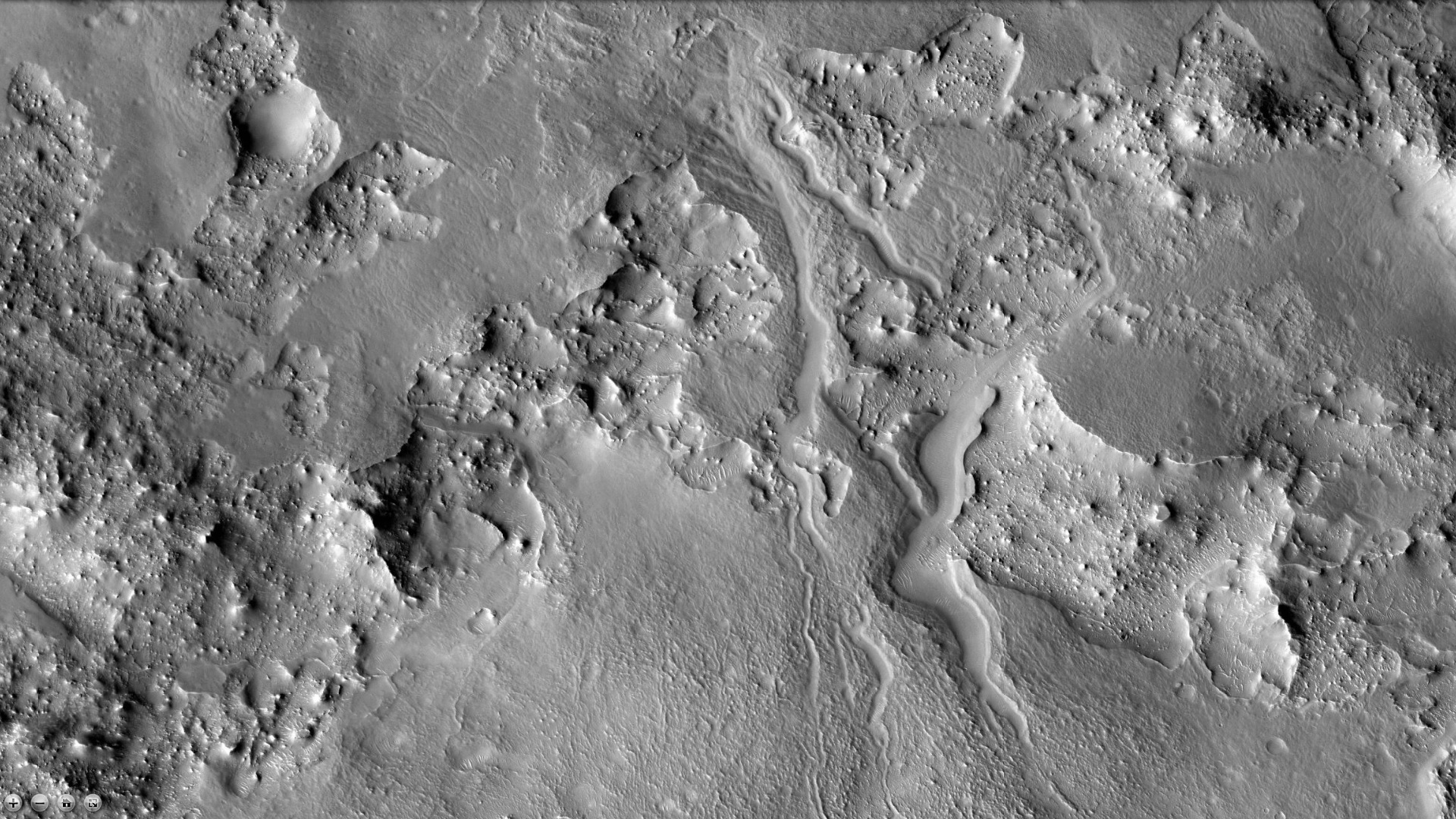
Canales en la pared norte del cráter Baldet, visto por la cámara CTX (en Mars Reconnaissance Orbiter). Nota: esta es una ampliación de la imagen anterior del cráter Baldet.
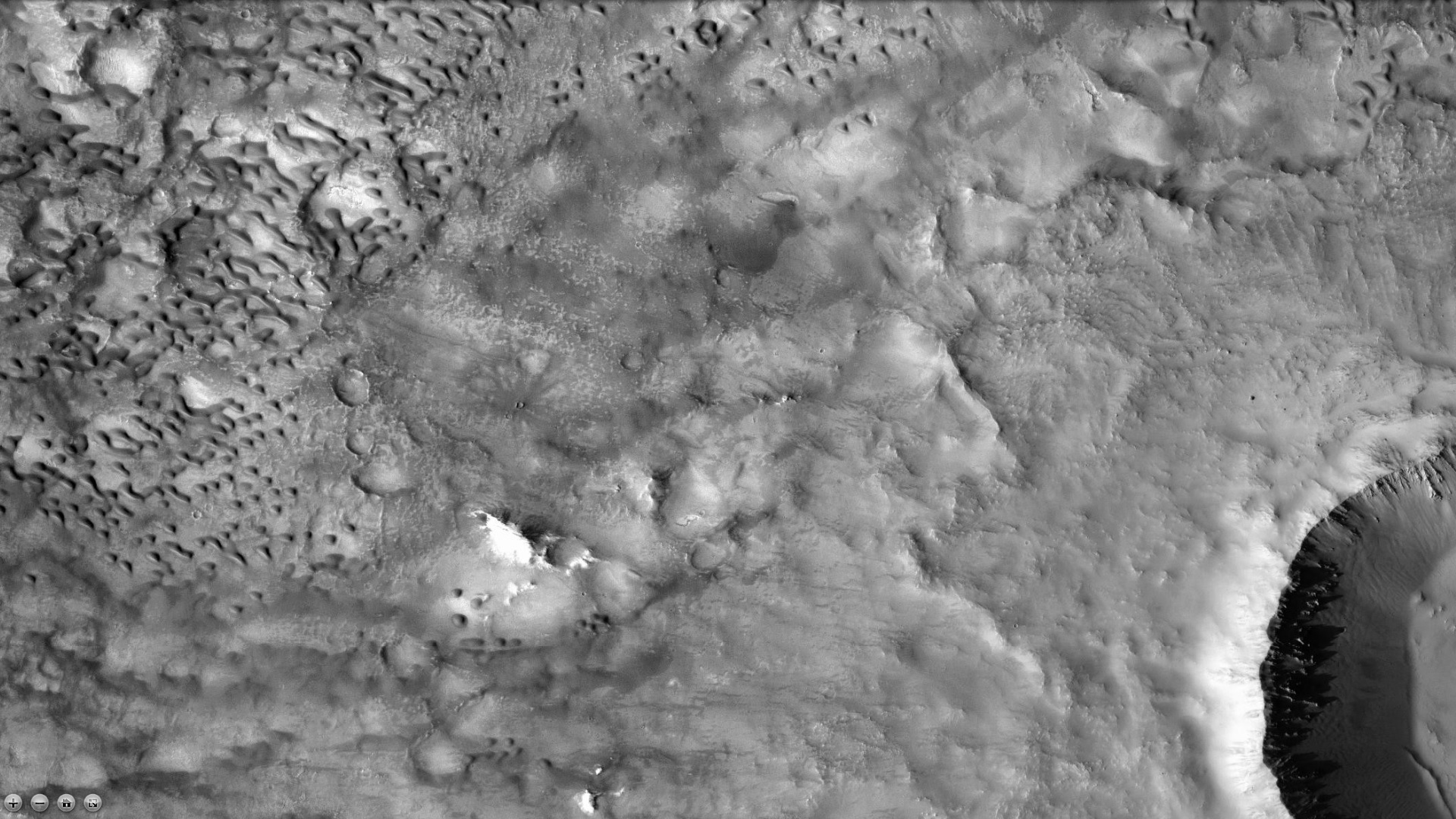
Dunas en el suelo del cráter Baldet, como se ve por la cámara CTX (en Mars Reconnaissance Orbiter). Nota: esta es una ampliación de una imagen anterior del cráter Baldet.
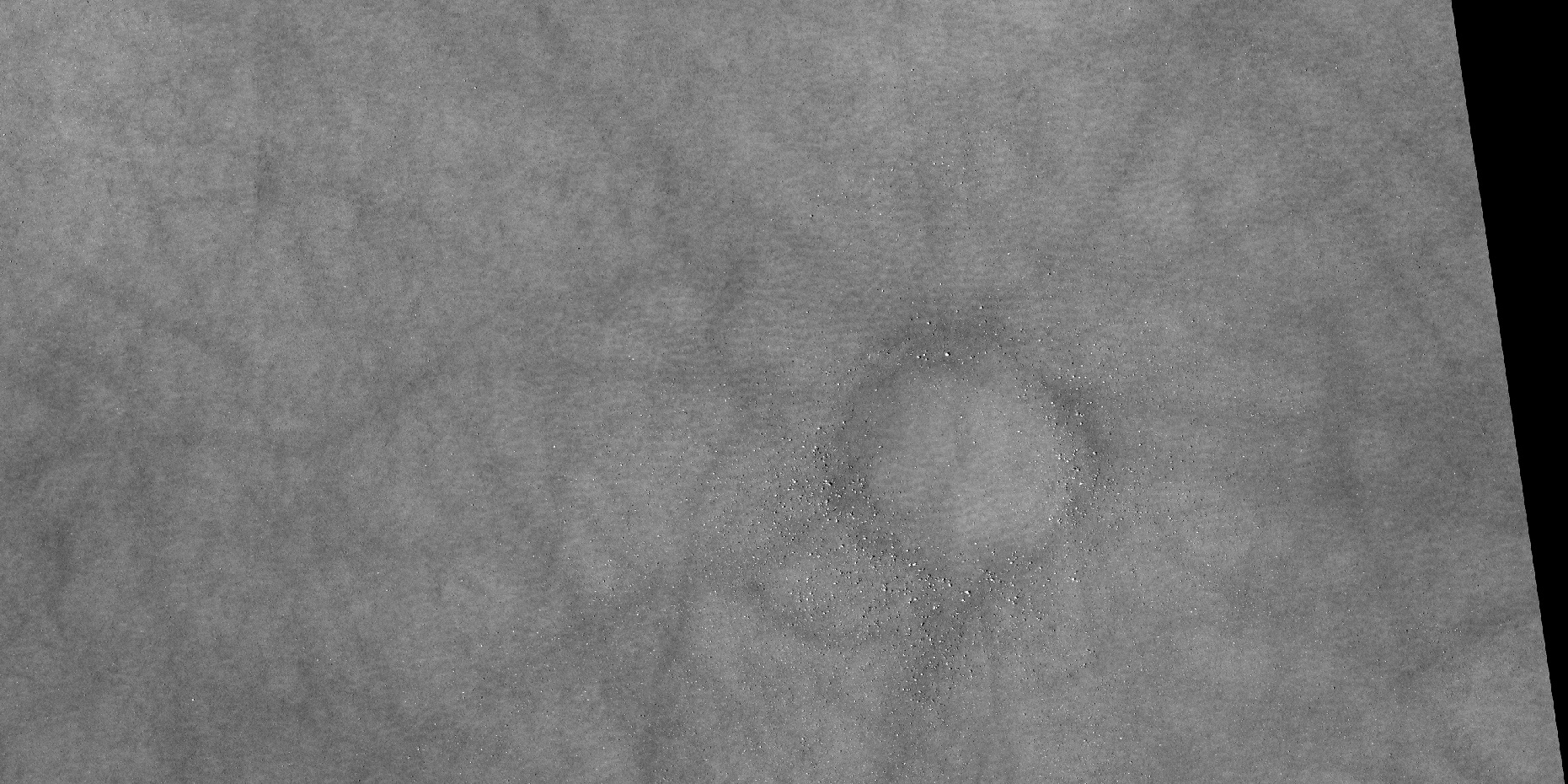
Anillo de rocas alrededor del borde del viejo cráter con pistas de polvo devil en el fondo, visto por HiRISE bajo el programa HiWish

## Pistas remolinos de polvo
Muchas áreas en Marte experimentan el paso de gigantes remolinos de polvo. Estos remolinos de arena dejan huellas en la superficie de Marte porque perturban una fina capa de polvo brillante que cubre la mayor parte de la superficie marciana. Cuando un remolino de arena pasa sopla el recubrimiento y expone la superficie oscura subyacente. En pocas semanas, la pista oscura asume su antiguo color brillante, ya sea al ser recubierta por la acción del viento o debido a la oxidación de la superficie a través de la exposición a la luz solar y el aire.

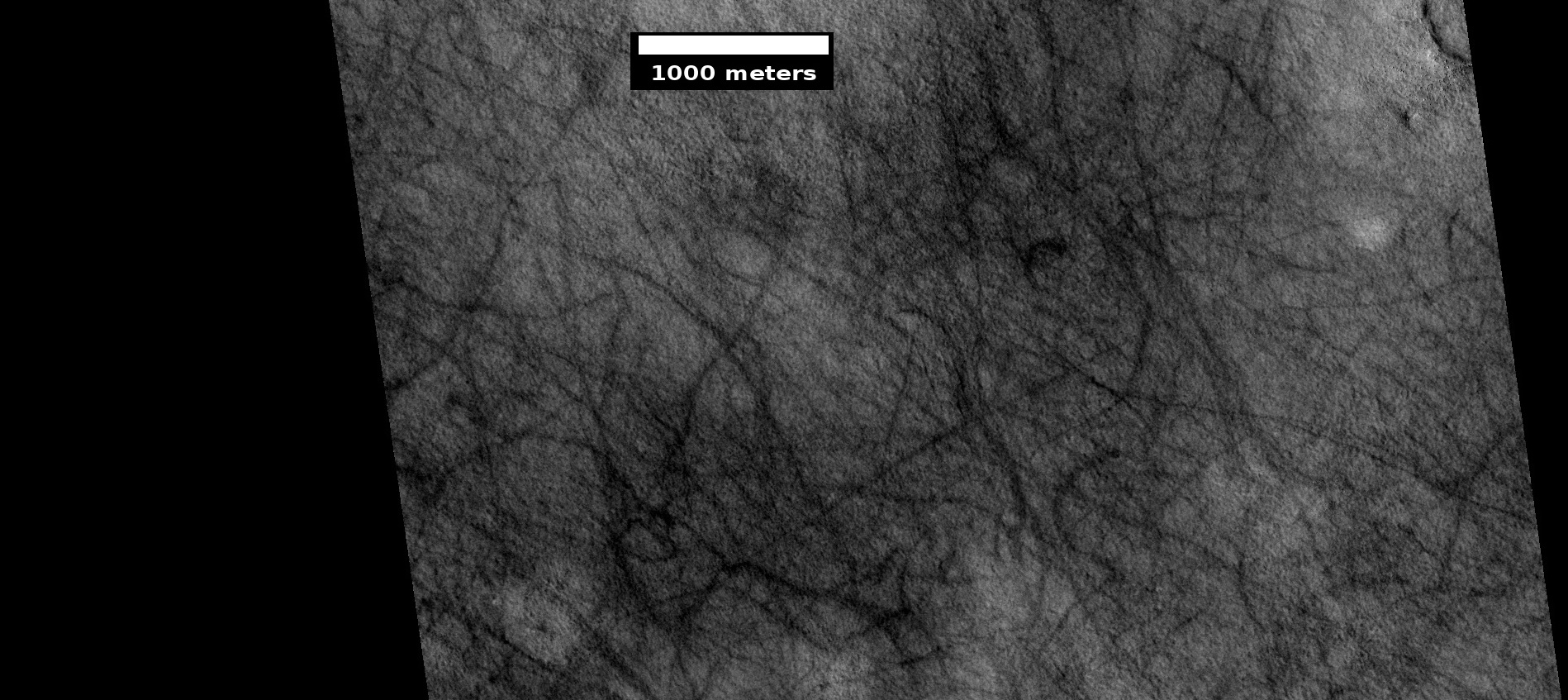
Pistas cuasadas por torbellinos de arena en el cuadrángulo de Casius.
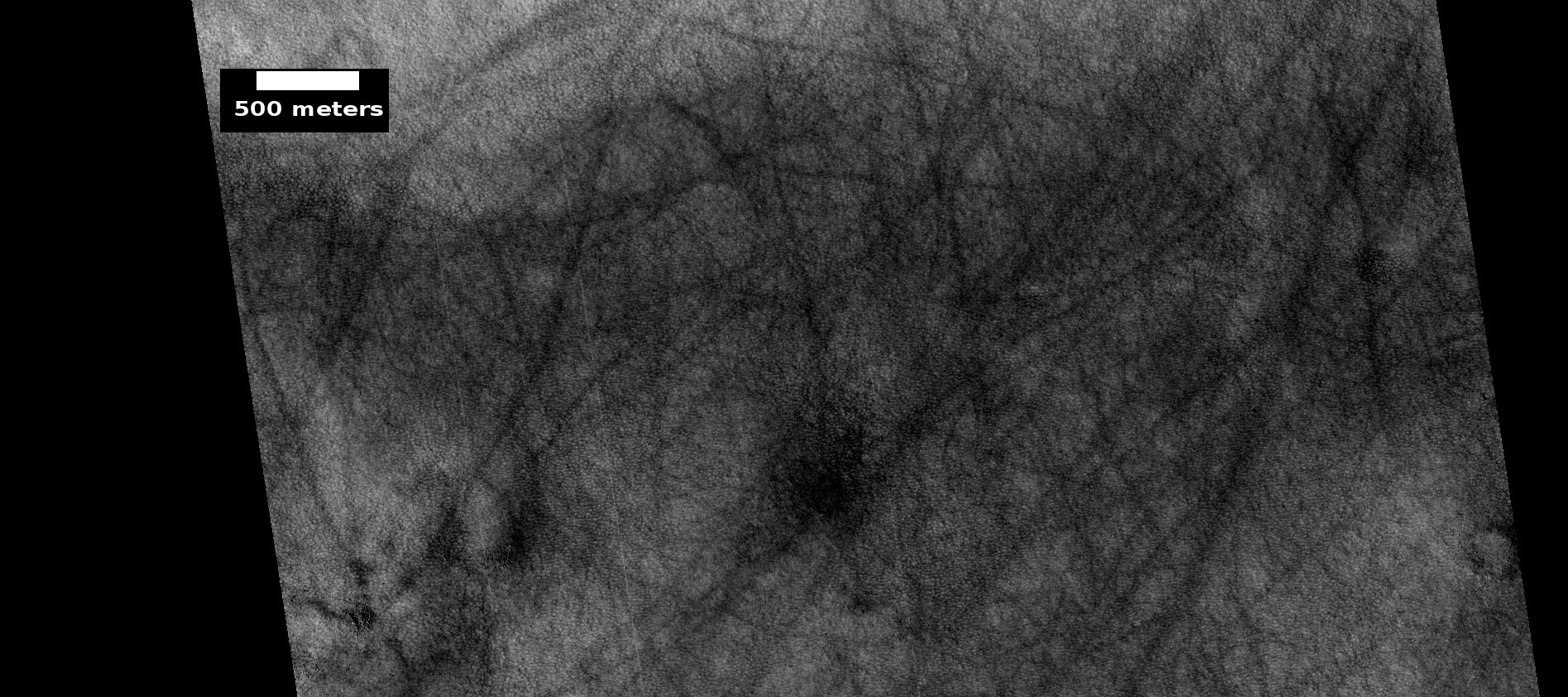
Pistas cuasadas por torbellinos de arena en el cuadrángulo de Casius.

## Superficie picada

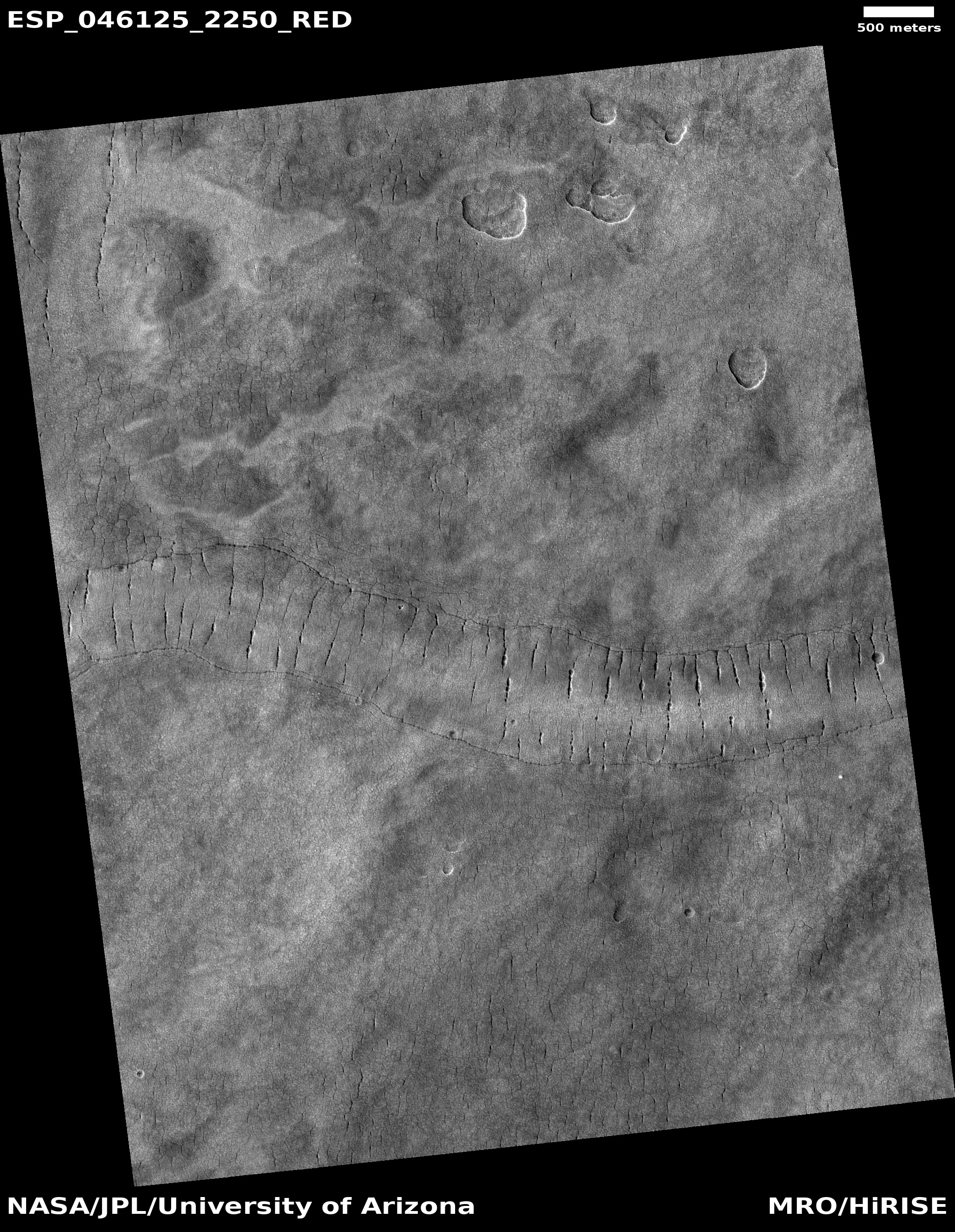
Vista ampliada de una superficie con líneas de fosos, por HiRISE bajo el programa HiWish.
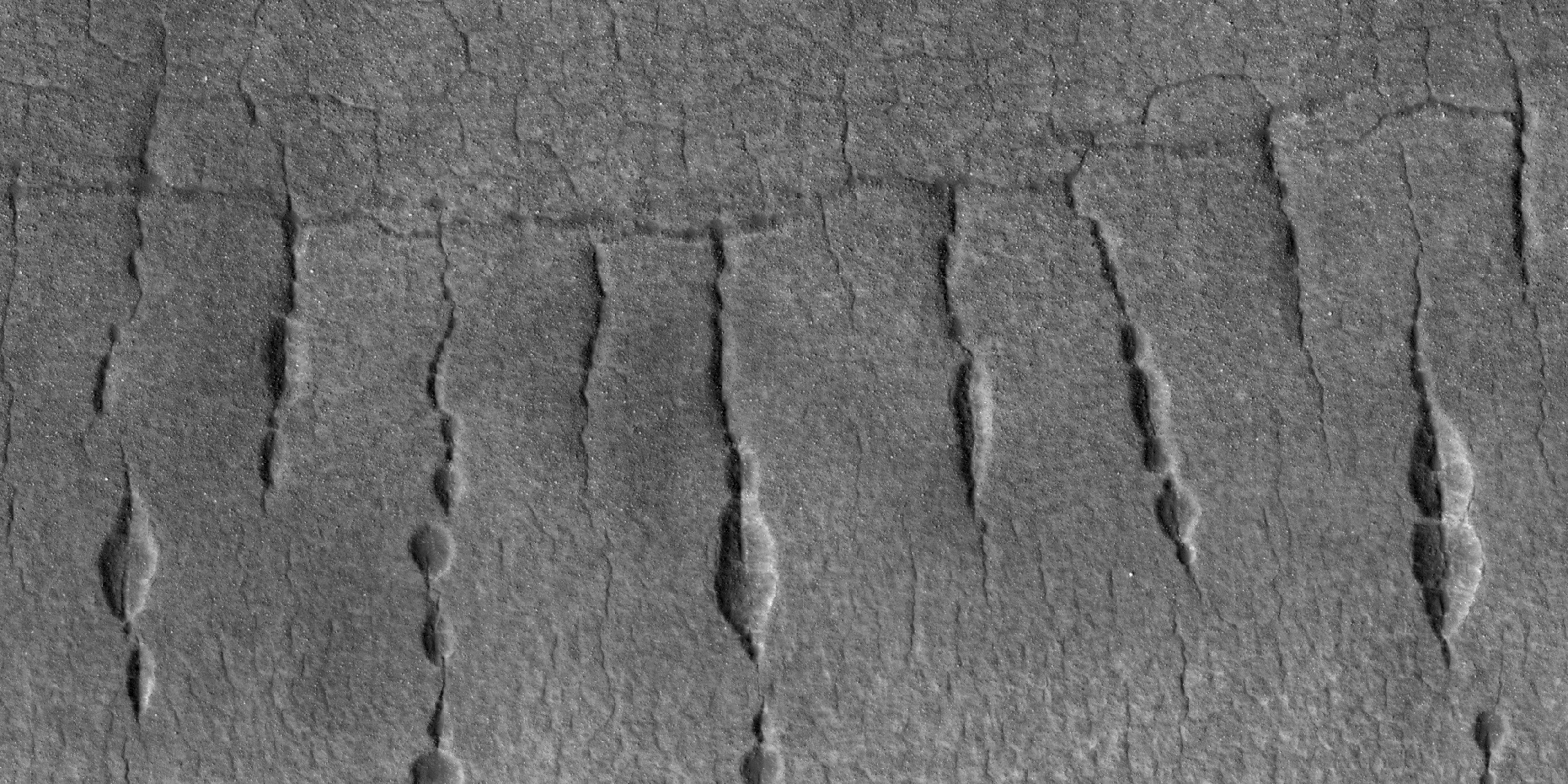
Vista cercana de las líneas de pozos.
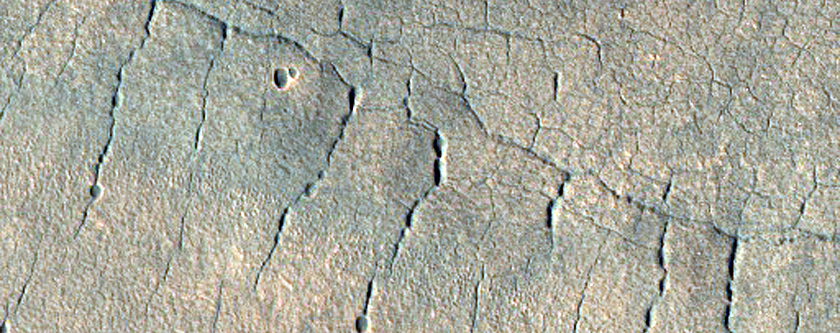
Detalle, vista de color de las líneas de pozos.

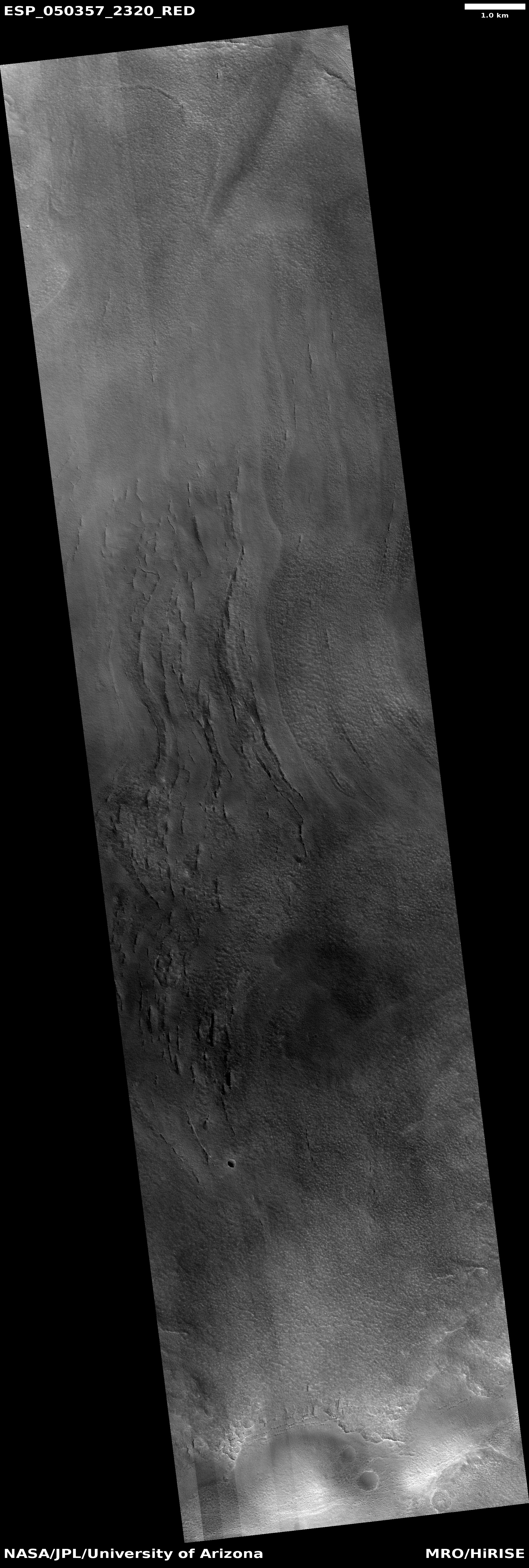
Vista ampliada de las líneas de boxes
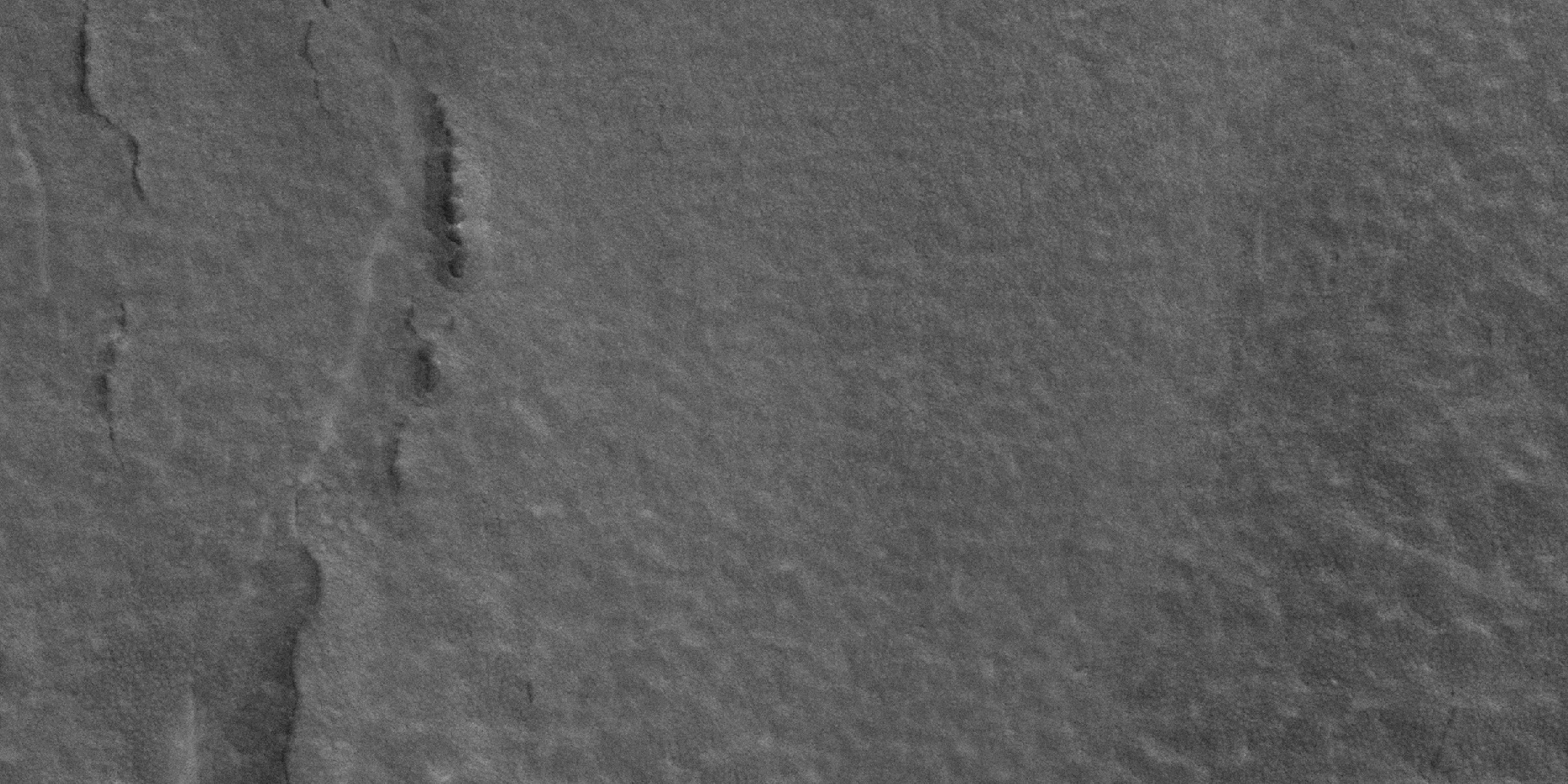
Vista cercana de las líneas de pozos.

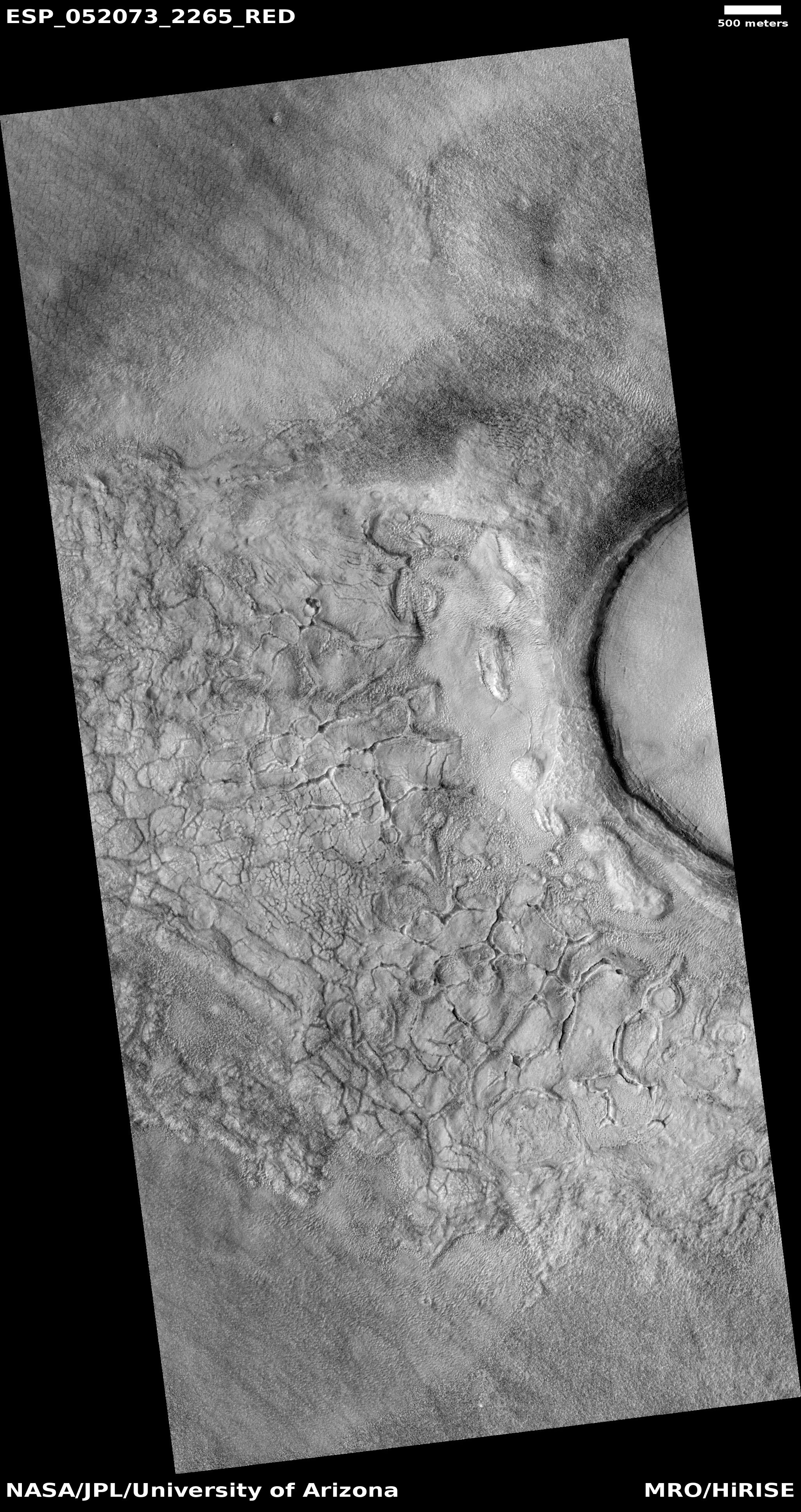
Amplia vista de la superficie fracturada y los hoyos a lo largo de la pared del cráter, como lo ve HiRISE bajo el programa HiWish
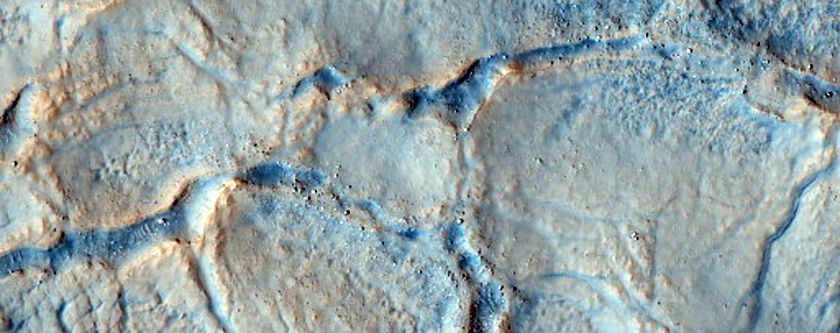
Vista cercana de grietas y cantos rodados, como las ve HiRISE bajo el programa HiWish
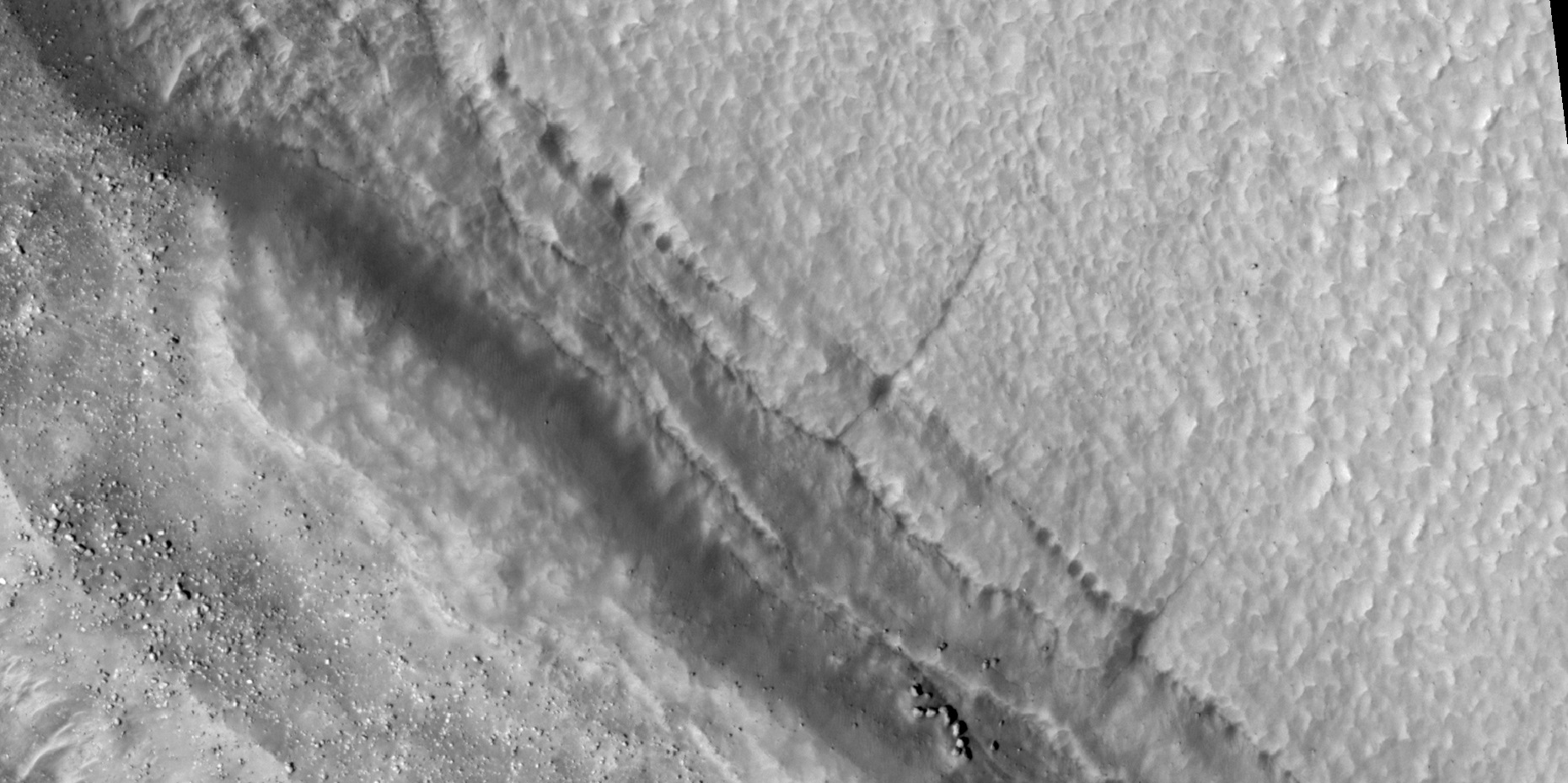
Vista cercana de pozos y rocas a lo largo de la pared del cráter, como lo ve HiRISE bajo el programa HiWish

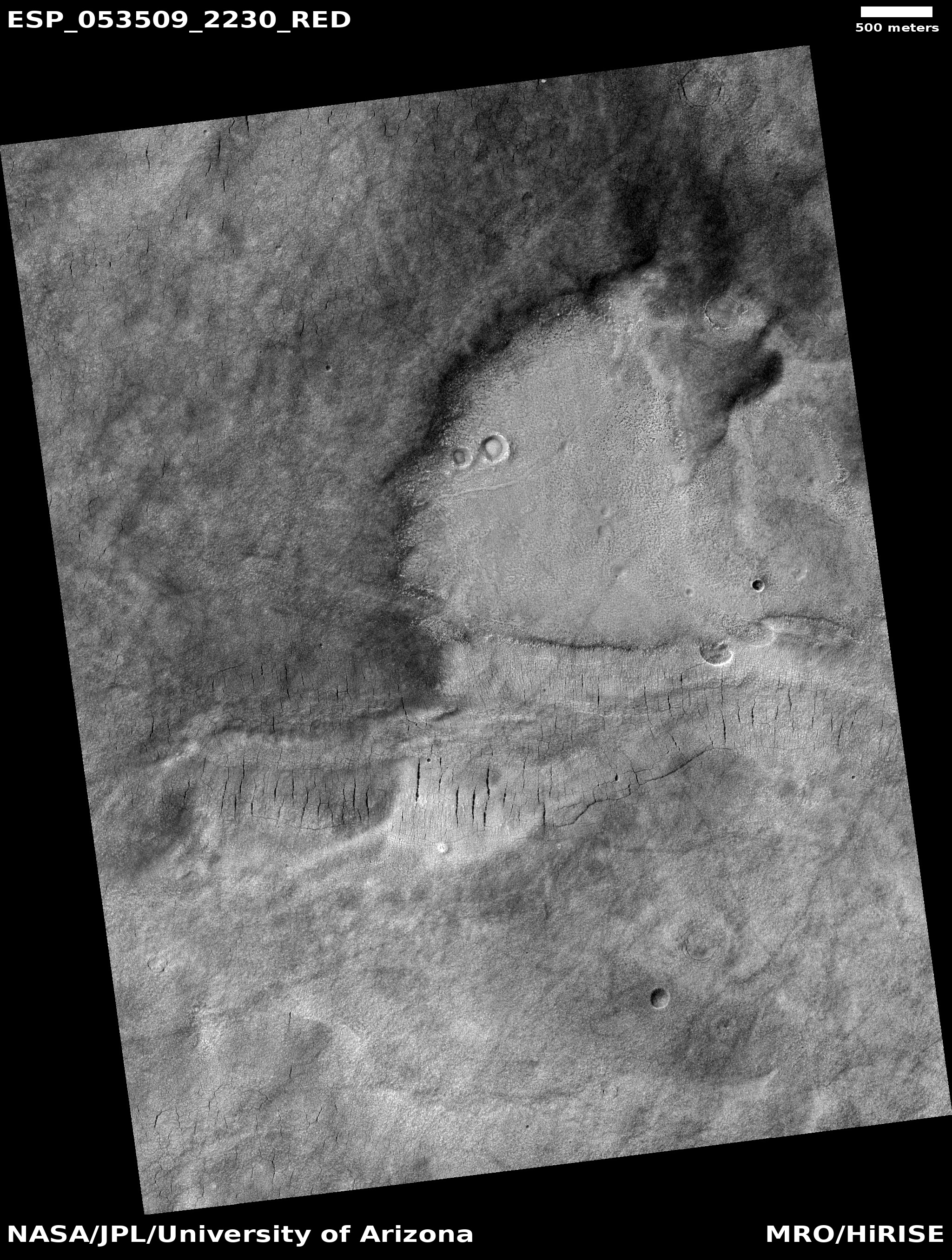
Líneas picadas
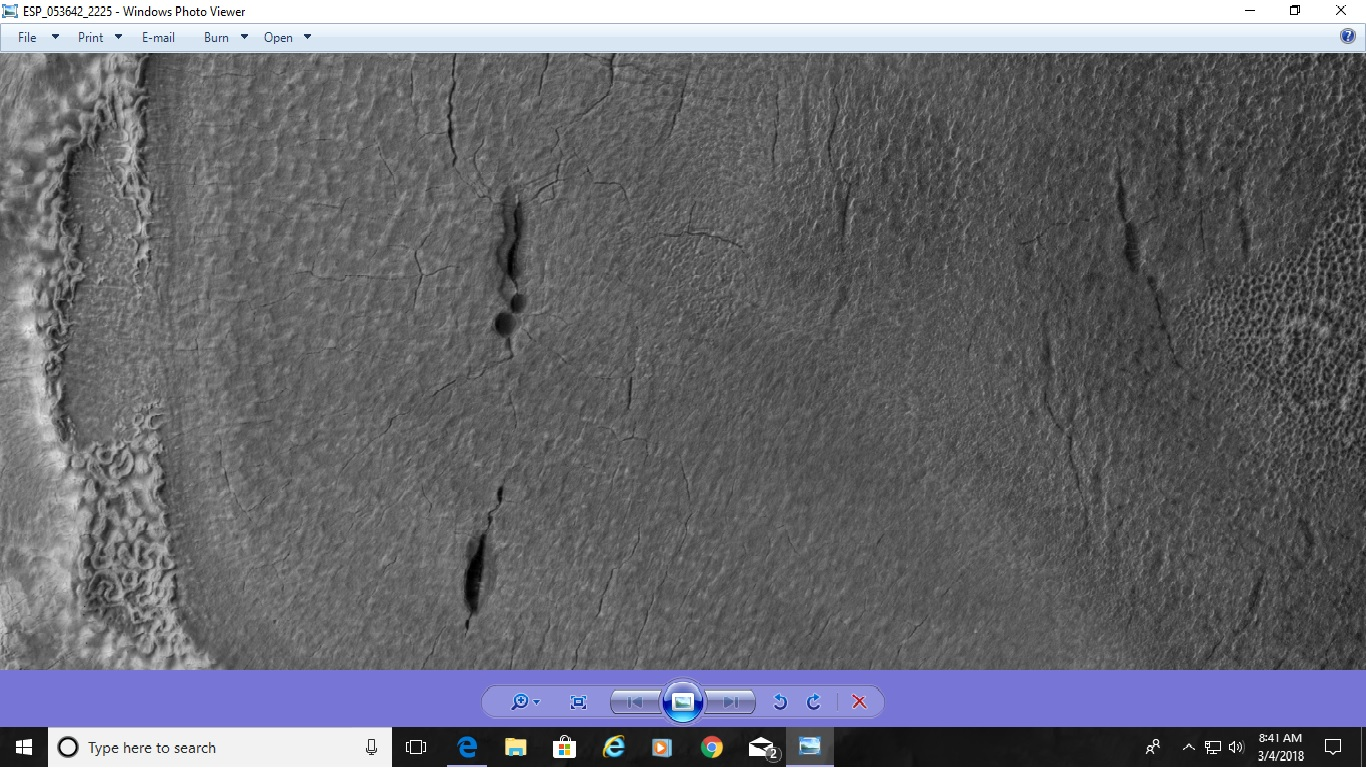
Vista detallada de los pozos y terreno cerebral.